# Pachycephalosauria

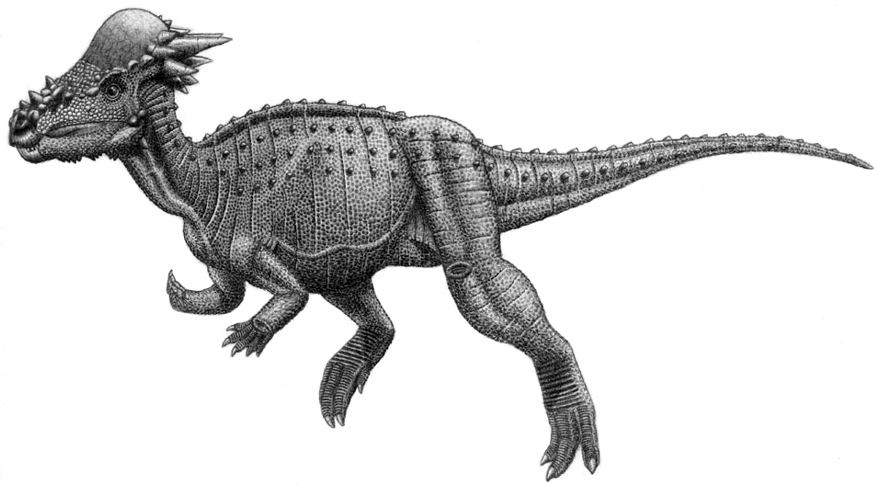

De Pachycephalosauria zijn een groep plantenetende dinosauriërs behorende tot de Marginocephalia.

## Definitie
De naam Pachycephalosauria werd voor het eerst gebruikt als die van een onderorde door Teresa Maryańska en Halszka Osmólska in 1974, toen nog zonder definitie.
In 1998 gaf Paul Sereno de eerste definitie als klade: de groep bestaande uit Pachycephalosaurus en alle soorten die nauwer verwant zijn aan Pachycephalosaurus dan aan Triceratops. Wagner voegde in 2004 in zijn bijdrage aan The Dinosauria de soortaanduidingen toe: Pachycephalosaurus wyomingensis en Triceratops horridus. In 2005 gaf Sereno een ingewikkelder definitie: de groep bestaande uit Pachycephalosaurus en alle soorten nauwer verwant aan Pachycephalosaurus wyomingensis dan aan Heterodontosaurus foxii, Ankylosaurus magniventris, Stegosaurus armatus, Iguanodon bernissartensis of Ceratops montanus. De ingewikkelde definitie is een gevolg van de vele onzekerheden over de precieze verwantschappen binnen de Ornithischia.

## Evolutie

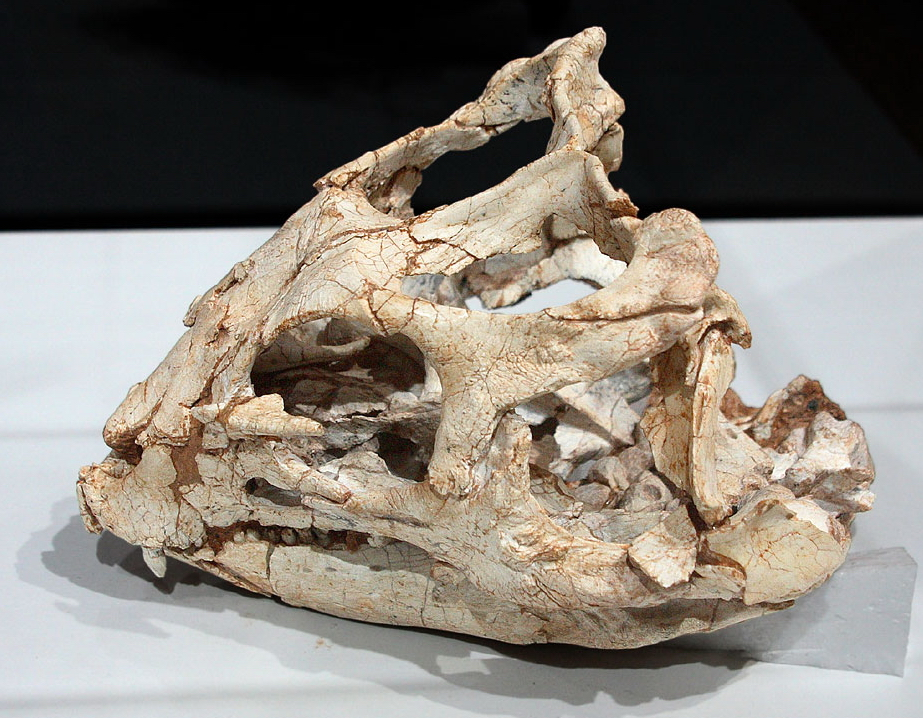
Yinlong stond dicht bij de eerste pachycephalosauriër

De groep bestaat uit tweevoetige dieren uit het Berriasien tot het Maastrichtien (146 tot 66 miljoen jaar geleden) van Azië en Noord-Amerika met een zeer dik schedeldak, brede heupen en een zeer brede staartbasis. De dikke schedel is wel gezien als een aanpassing om kopstootgevechten te voeren tussen de mannetjes.

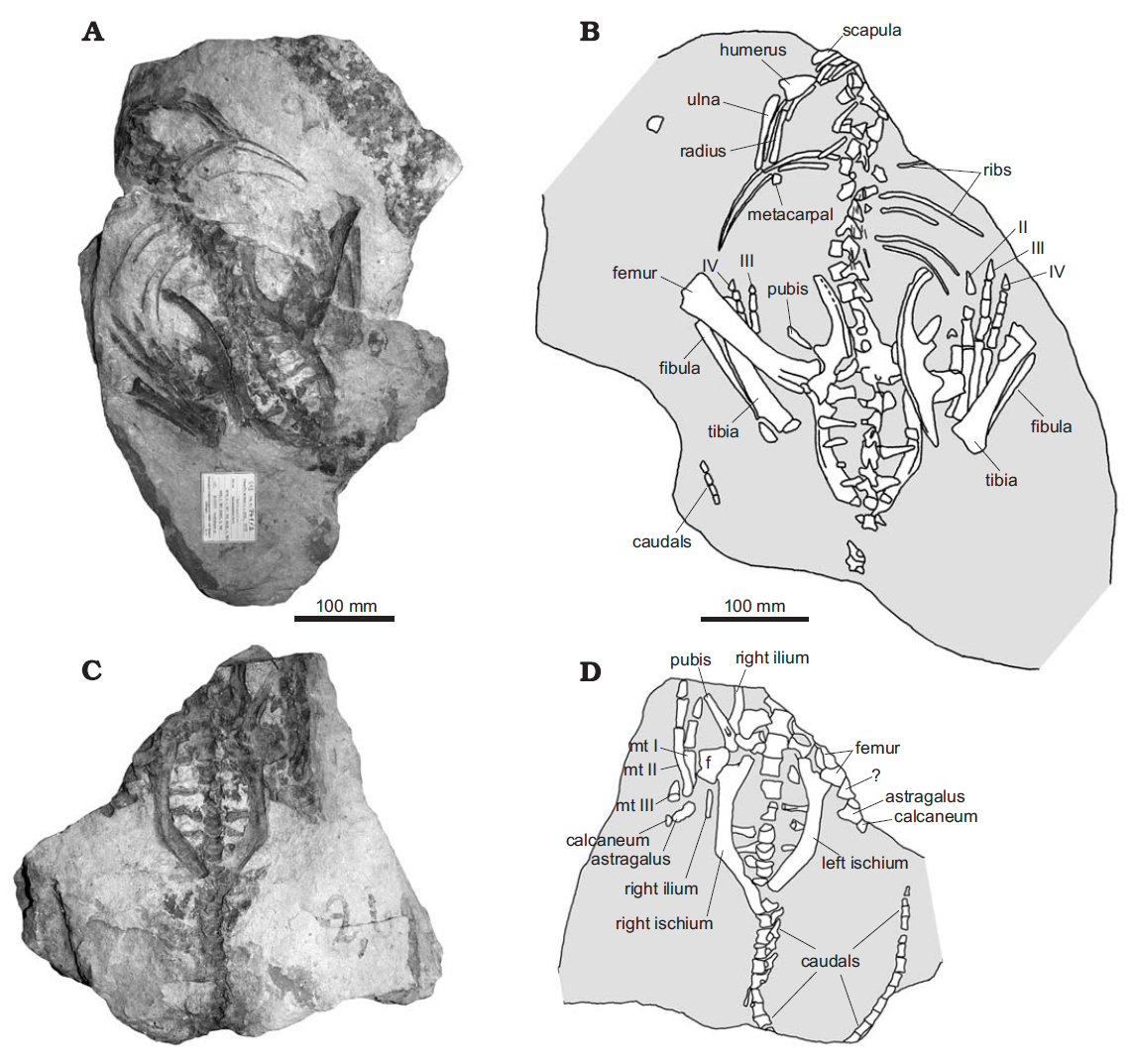
De beperkte resten van Stenopelix

De vroege evolutie van de Pachycephalosauria is enigszins raadselachtig. Goede fossielen van basale vormen ontbreken. De oudste mogelijke soort is Stenopelix uit het Berriasien van Duitsland. Het fossiel daarvan mist echter het meest informatieve deel, de schedel, en de rest bestaat uit afgietsels gemaakt van afdrukken in het gesteente. Het is omstreden of het een oude pachycephalosauriër is of een lid van de Ceratopia. Uit dat laatste blijkt al dat de ceratopiërs weleens nauwe verwanten zouden kunnen zijn. Ze vormen met de Pachycephalosauria per definitie de klade Marginocephalia. Bestaat die nauwe verwantschap werkelijk dan moet er een lange, grotendeels verborgen, ontwikkelingslijn van zo'n tachtig miljoen jaar bestaan van vroege pachycephalosauriërs, de langste voor enige dinosaurische klade. Veel daarvan is verder nog niet teruggevonden. Yaverlandia uit het Onder-Krijt van Engeland, vroeger wel gezien als een basale vorm, bleek achteraf vermoedelijk een lid van de Theropoda te zijn. Wannanosaurus valt in analyses vaak basaal uit maar stamt uit het Maastrichtien en de vermeende "primitieve" eigenschappen zijn plausibel te verklaren uit de jonge leeftijd van het exemplaar. Ferganocephale, soms als een vroege pachycephalosauriër beschouwd, is slechts bekend van een tand van onduidelijke affiniteit.
De Marginocephalia delen een klein aantal synapomorfieën, gezamenlijke afgeleide eigenschappen. Aan de achterkant van de schedel bevindt zich een beenplateau gevormd door de wandbeenderen in het midden en de squamosa op de hoeken. Dat beenplateau wordt versierd door huidverbeningen in de vorm van bulten of stekels. De voorste snuitbeenderen, de praemaxillae, raken in het verhemelte de interne neusgaten, de choanae, niet. Het schaambeen is niet versmolten met de rest van het bekken. Omdat het aantal gedeelde kenmerken maar gering is, hebben sommige onderzoekers de directe verwantschap ook betwijfeld. Ze wezen er onder andere op dat het schedelplateau per groep heel anders gevormd is: bij de Ceratopia zijn de wandbeenderen zeer breed, bij de Pachycephalosauria meestal erg smal. De ontdekking van de vroege ceratopiër Yinlong uit het Jura van China heeft echter laten zien dat de eerste Ceratopia juist wel brede squamosa bezaten. Yinlong kan ook als model dienen voor de bouw van de laatste gemeenschappelijke voorouder van de marginocephaliërs. Het ging om een kleine tweevoetige planteneter waarvan de stevige kop achteraan breed was en van voren gedrongen en spits.

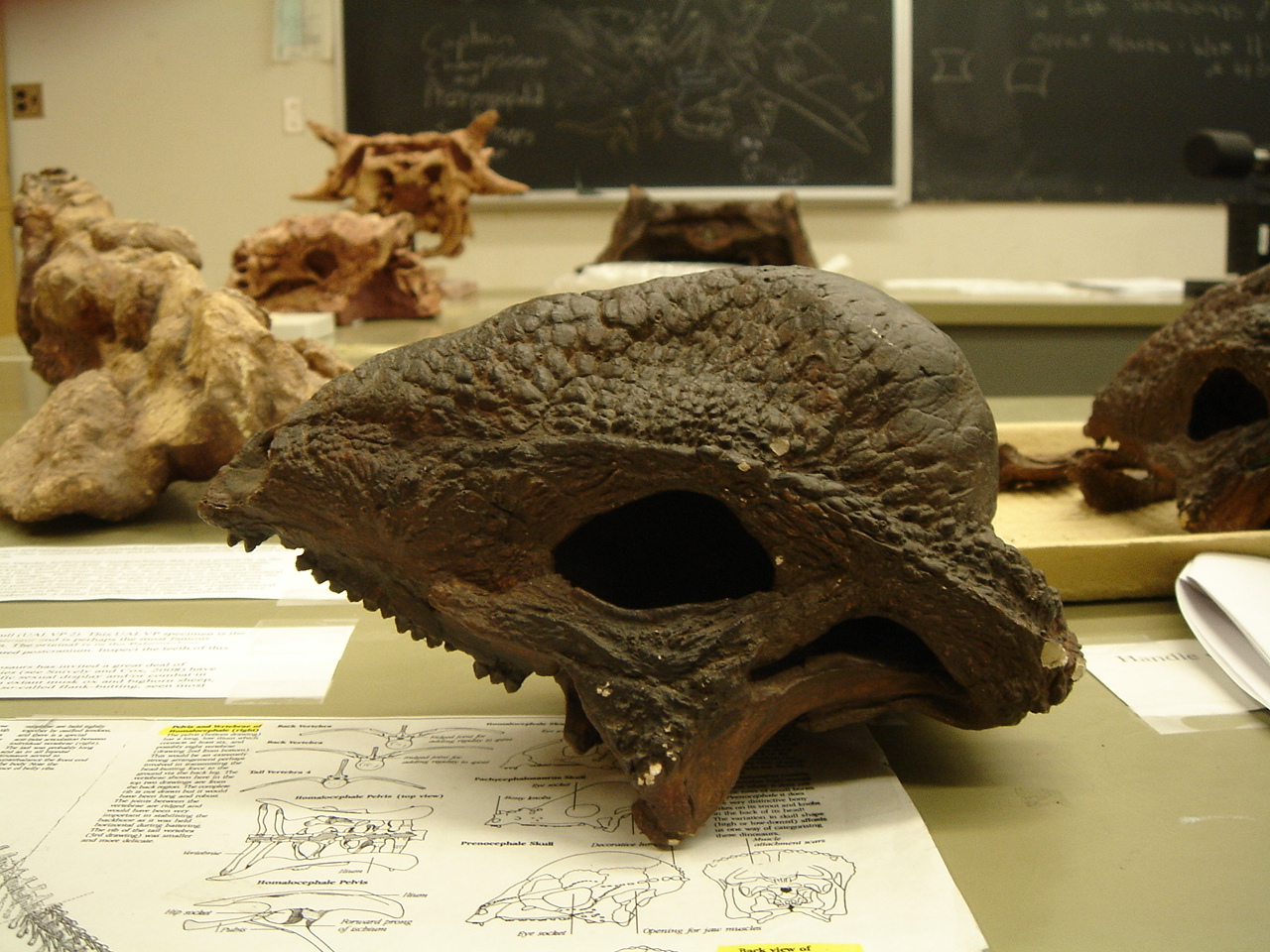
Stegoceras laat zien dat de meest basale pachycephalosauriden een bol schedeldak hebben

Van de meer afgeleide pachycephalosauriërs, de Pachycephalosauridae, duikt pas in het Santonien, vijfentachtig miljoen jaar oud, de eerste soort op, Acrotholus. Die leefde in Noord-Amerika. Amtocephale uit Mongolië kan even oud zijn. Laat men Stenopelix buiten beschouwing dan zijn alleen Noord-Amerikaanse en Aziatische pachycephalosauriërs bekend. Een vermeende pachycephalosauriër uit Madagaskar, Majungatholus, bleek later een fossiel van de theropode Majungasaurus. Dat heeft de gedachte opgeroepen dat de groep zich op een van beide continenten heeft ontwikkeld en van daaruit naar Azië of Noord-Amerika is geëmigreerd.

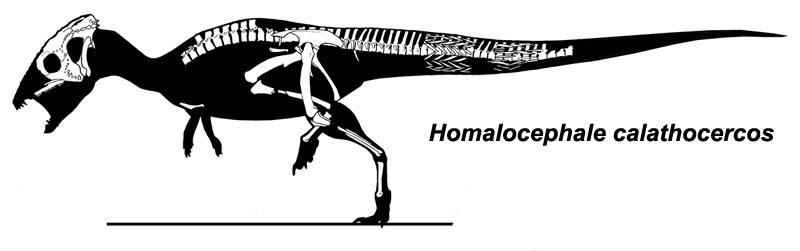
Soorten met een vlakkere schedel, zoals Homalocephale, waren wellicht de jongen van vormen met een bolle schedel

Tijdens hun kennelijk lange aparte evolutie hadden de pachycephalosauriden een aantal heel eigen kenmerken ontwikkeld. Het schedeldak was verdikt geraakt. Met name de rand van het schedeldak maar ook andere delen van de schedelwanden werden versierd door rijen kleine bultjes of wat langere stekels. In de voorste onderkaken stonden een paar lange tanden. De voorste, premaxillaire, tanden in de snuit waren ook vrij lang en naar achteren gekromd. De binnenwand van de oogkas was gesloten door nieuwe schedelelementen. De onderkaken waren laag. De wervels van de nek en de rug hadden gewrichtsuitsteeksels met speciale groeven zodat ze in elkaar klikten en die delen van de wervelkolom verstijfd werden. In het bekken was het darmbeen bovenaan naar het midden verbreed en drong een uitgroeisel van het zitbeen het schaambeen van de heupopening. Het zitbeen was door lange sacrale ribben met het heiligbeen verbonden zodat het bekken zeer breed werd. De zijuitsteeksels van de voorste staartwervels staken sterk zijwaarts uit zodat ook de staartbasis zeer breed was. Meer naar achteren in de staart lagen dikke spieren met verbeende myosepta zodat de staart daar omgeven werd door een soort beenkorf.
Van de Pachycephalosauridae is maar een dozijn geslachten bekend dat door de meeste onderzoekers als geldig wordt beschouwd. Omdat daarnaast vooral schedeldaken teruggevonden zijn, is het moeilijk gebleken de evolutie van deze groep te reconstrueren. Van het eind van de jaren zeventig af was het de gewoonte de pachycephalosauriërs fraai te verdelen in soorten met een zeer bolle schedelkap, de Pachycephalosauridae, en een plat schedeldak, de Homalocephalidae. In het midden van de jaren negentig werd het duidelijk dat die laatste groep parafyletisch was: soorten met een vlakke kop bleken niet speciaal aan elkaar verwant. Hierop nam men aan dat althans de Pachycephalosauridae een monofyletische groep vormden en de tak van soorten met een bolle kop zich ooit van een of andere "homocephalide" hadden afgesplitst. Er moest immers ooit een voorouder met een platte kop geweest zijn daar dat kenmerk een plesiomorfie voor de Pachycephalosauria was. In de vroege eenentwintigste eeuw werd ook die gedachte problematisch: platkoppige vormen vielen in analyses vaak verspreid over de hele stamboom uit als verwanten van verschillende groepen pachycephalosauriden. In 2007 wees Robert Michael Sullivan erop dat vermoedelijk de meest basale pachycephalosauride vorm vertegenwoordigd werd door Stegoceras die een bol schedeldak had en dat alle soorten met platte koppen, afgeleider, dus hoger in de stamboom, uitvallen. Het zou kunnen dat verschillende bolschedelige afstammingslijnen zich apart uit dieren met vlakke schedeldaken hebben ontwikkeld maar hij achtte het net zo goed mogelijk dat alle bekende soorten met een vlak schedeldak, zoals Homalocephale, Goyocephale en Dracorex, een voorouder met een bolle kop hadden. De situatie werd nog gecompliceerder door het groeiende inzicht dat fossielen met een platte kop allemaal onvolwassen lijken te zijn. Dat suggereert dat het slechts de jongen — of wellicht de wijfjes — waren van soorten met een bolle kop. Gezien al deze onzekerheden worden tegenwoordig bijna alle soorten Pachycephalosauria maar bij de Pachycephalosauridae ondergebracht; Sullivan meende zelfs dat dit het omvattender begrip overbodig maakte.

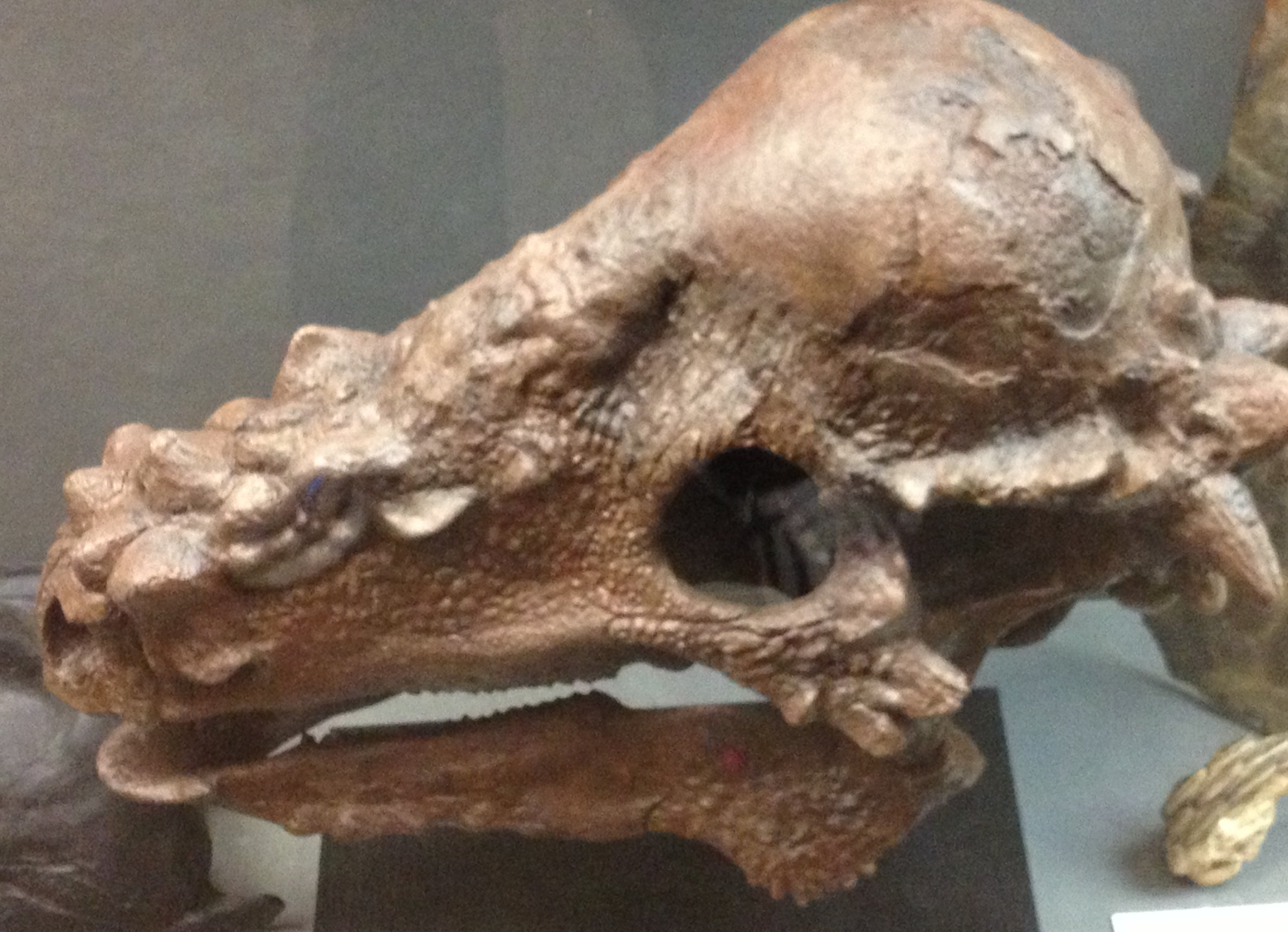
Pachycephalosaurus was veel groter dan eerdere soorten

De meeste soorten zijn bekend uit het Campanien, uit welke tijdsnede zowel in Noord-Amerika als Azië zeer rijke fossielhoudende lagen teruggevonden zijn. Het is mogelijk dat bepaalde Aziatische en Noord-Amerikaanse vormen samen een Pachycephalosaurinae vormen. Latere studies wijzen echter meer in de richting van het bestaan van een klade die alle Aziatische vormen omvat met uitsluiting van Amerikaanse soorten.
Uit het latere Maastrichtien zijn alleen drie pachycephalosauriërs uit Noord-Amerika bekend. Twee daarvan, de platkoppige Dracorex en Stygimoloch, zouden jongen kunnen zijn van de derde soort, Pachycephalosaurus. Waarom het aantal soorten dan teruggelopen was naar één, is niet helemaal duidelijk. Opvallend is dat Pachycephalosaurus veel groter was dan eerdere pachycephalosauriërs. Die waren typisch een anderhalve tot twee meter lang maar Pachycephalosaurus haalde misschien wel een meter of zes bij een gewicht van een halve ton. Deze dieren uit het late Maastrichtien onderscheiden zich verder door een lange snuit bezet met ringen van bulten en stekels op het achterste schedeldak. Bij de Krijt-Paleogeen-overgang, zesenzestig miljoen jaar geleden, deed zich een meteorietinslag voor waarbij alle pachycephalosauriërs uitstierven.

## Fylogenie
De moderne methode van de cladistiek maakt het sinds de jaren tachtig mogelijk om de evolutionaire verwantschappen tussen soorten exact te berekenen door de stamboom te bepalen die de minste evolutionaire veranderingen veronderstelt en daarmee het waarschijnlijkst is. De betrouwbaarheid van de uitkomsten hangt af van de hoeveelheid gegevens die kunnen worden ingevoerd en is dus bij de Pachycephalosauria niet hoog, gezien het geringe aantal bekende soorten en de beperkte resten die ervan gevonden zijn. Nieuwe vondsten en verbeterde inzichten over de aanwezige kenmerken kunnen tot fundamenteel andere resultaten leiden en er is in de eenentwintigste eeuw nog weinig stabiliteit geweest in de analyses. Een bijkomend probleem is de vraag of sommige vermeende soorten niet de jongen zijn van andere soorten, wat een stamboom ernstig kan vertekenen.
De techniek kan allereerst gebruikt worden om de positie van de Pachycephalosauria als geheel te bepalen binnen een ruimere stamboom van verwante groepen. Bijna alle analyses leveren dan, als we het kladogram versimpelen door basale ornithischiërs buiten beschouwing te laten, het volgende resultaat op:
|                 | Euornithopoda                                                    |
|                 |                                                                  |
| Marginocephalia | \| \| Ceratopia \| \| \| \| \| \| Pachycephalosauria \| \| \| \| |
|                 | \| \| Ceratopia \| \| \| \| \| \| Pachycephalosauria \| \| \| \| |
|                 | Ceratopia                                                        |
|                 |                                                                  |
|                 | Pachycephalosauria                                               |
|                 |                                                                  |

|  | Ceratopia          |
|  |                    |
|  | Pachycephalosauria |
|  |                    |

|                 | Euornithopoda                                                    |
|                 |                                                                  |
| Marginocephalia | \| \| Ceratopia \| \| \| \| \| \| Pachycephalosauria \| \| \| \| |
|                 | \| \| Ceratopia \| \| \| \| \| \| Pachycephalosauria \| \| \| \| |
|                 | Ceratopia                                                        |
|                 |                                                                  |
|                 | Pachycephalosauria                                               |
|                 |                                                                  |

|  | Ceratopia          |
|  |                    |
|  | Pachycephalosauria |
|  |                    |

|                 | Euornithopoda                                                    |
|                 |                                                                  |
| Marginocephalia | \| \| Ceratopia \| \| \| \| \| \| Pachycephalosauria \| \| \| \| |
|                 | \| \| Ceratopia \| \| \| \| \| \| Pachycephalosauria \| \| \| \| |
|                 | Ceratopia                                                        |
|                 |                                                                  |
|                 | Pachycephalosauria                                               |
|                 |                                                                  |

|  | Ceratopia          |
|  |                    |
|  | Pachycephalosauria |
|  |                    |

|                 | Euornithopoda                                                    |
|                 |                                                                  |
| Marginocephalia | \| \| Ceratopia \| \| \| \| \| \| Pachycephalosauria \| \| \| \| |
|                 | \| \| Ceratopia \| \| \| \| \| \| Pachycephalosauria \| \| \| \| |
|                 | Ceratopia                                                        |
|                 |                                                                  |
|                 | Pachycephalosauria                                               |
|                 |                                                                  |

|  | Ceratopia          |
|  |                    |
|  | Pachycephalosauria |
|  |                    |

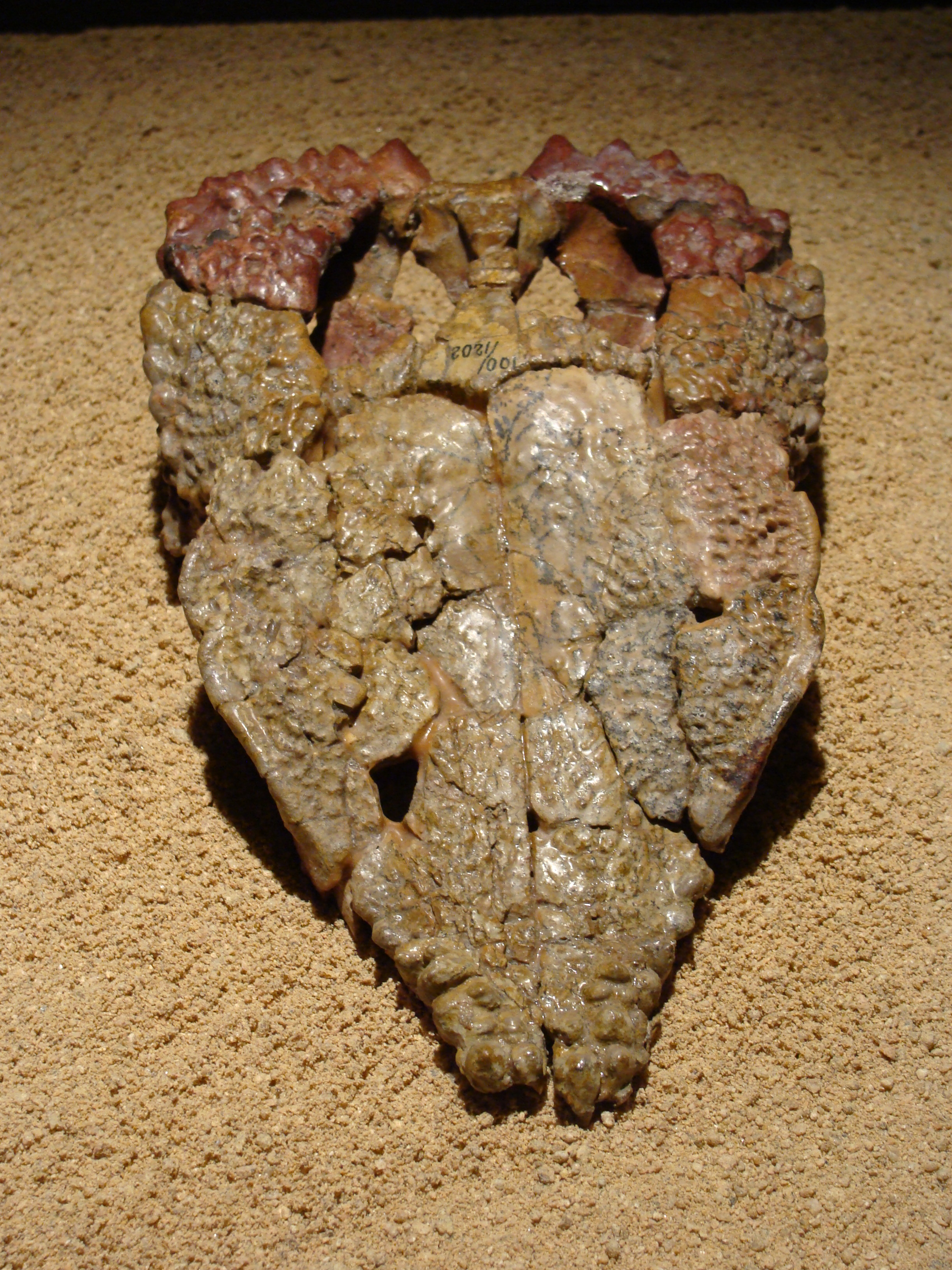
De platte kop van Goyocephale kan een basaal kenmerk zijn of een teken dat het exemplaar onvolgroeid is

Daarnaast hebben de Pachycephalosauria ook een interne fylogenie, een stamboom die hun onderlinge verwantschappen weerspiegelt. Dergelijke stambomen verschillen vaak sterk van analyse op analyse.
Dit kladogram geeft een analyse weer uit 2002, waarin de platkoppige vormen nog basaal liggen:
|         | Sphaerotholus                                                      |
|         |                                                                    |
| unnamed | \| \| Stygimoloch \| \| \| \| \| \| Pachycephalosaurus \| \| \| \| |
|         | \| \| Stygimoloch \| \| \| \| \| \| Pachycephalosaurus \| \| \| \| |
|         | Stygimoloch                                                        |
|         |                                                                    |
|         | Pachycephalosaurus                                                 |
|         |                                                                    |

|  | Stygimoloch        |
|  |                    |
|  | Pachycephalosaurus |
|  |                    |

|         | Sphaerotholus                                                      |
|         |                                                                    |
| unnamed | \| \| Stygimoloch \| \| \| \| \| \| Pachycephalosaurus \| \| \| \| |
|         | \| \| Stygimoloch \| \| \| \| \| \| Pachycephalosaurus \| \| \| \| |
|         | Stygimoloch                                                        |
|         |                                                                    |
|         | Pachycephalosaurus                                                 |
|         |                                                                    |

|  | Stygimoloch        |
|  |                    |
|  | Pachycephalosaurus |
|  |                    |

|         | Sphaerotholus                                                      |
|         |                                                                    |
| unnamed | \| \| Stygimoloch \| \| \| \| \| \| Pachycephalosaurus \| \| \| \| |
|         | \| \| Stygimoloch \| \| \| \| \| \| Pachycephalosaurus \| \| \| \| |
|         | Stygimoloch                                                        |
|         |                                                                    |
|         | Pachycephalosaurus                                                 |
|         |                                                                    |

|  | Stygimoloch        |
|  |                    |
|  | Pachycephalosaurus |
|  |                    |

|         | Sphaerotholus                                                      |
|         |                                                                    |
| unnamed | \| \| Stygimoloch \| \| \| \| \| \| Pachycephalosaurus \| \| \| \| |
|         | \| \| Stygimoloch \| \| \| \| \| \| Pachycephalosaurus \| \| \| \| |
|         | Stygimoloch                                                        |
|         |                                                                    |
|         | Pachycephalosaurus                                                 |
|         |                                                                    |

|  | Stygimoloch        |
|  |                    |
|  | Pachycephalosaurus |
|  |                    |

|         | Sphaerotholus                                                      |
|         |                                                                    |
| unnamed | \| \| Stygimoloch \| \| \| \| \| \| Pachycephalosaurus \| \| \| \| |
|         | \| \| Stygimoloch \| \| \| \| \| \| Pachycephalosaurus \| \| \| \| |
|         | Stygimoloch                                                        |
|         |                                                                    |
|         | Pachycephalosaurus                                                 |
|         |                                                                    |

|  | Stygimoloch        |
|  |                    |
|  | Pachycephalosaurus |
|  |                    |

|         | Sphaerotholus                                                      |
|         |                                                                    |
| unnamed | \| \| Stygimoloch \| \| \| \| \| \| Pachycephalosaurus \| \| \| \| |
|         | \| \| Stygimoloch \| \| \| \| \| \| Pachycephalosaurus \| \| \| \| |
|         | Stygimoloch                                                        |
|         |                                                                    |
|         | Pachycephalosaurus                                                 |
|         |                                                                    |

|  | Stygimoloch        |
|  |                    |
|  | Pachycephalosaurus |
|  |                    |

|         | Sphaerotholus                                                      |
|         |                                                                    |
| unnamed | \| \| Stygimoloch \| \| \| \| \| \| Pachycephalosaurus \| \| \| \| |
|         | \| \| Stygimoloch \| \| \| \| \| \| Pachycephalosaurus \| \| \| \| |
|         | Stygimoloch                                                        |
|         |                                                                    |
|         | Pachycephalosaurus                                                 |
|         |                                                                    |

|  | Stygimoloch        |
|  |                    |
|  | Pachycephalosaurus |
|  |                    |

|         | Sphaerotholus                                                      |
|         |                                                                    |
| unnamed | \| \| Stygimoloch \| \| \| \| \| \| Pachycephalosaurus \| \| \| \| |
|         | \| \| Stygimoloch \| \| \| \| \| \| Pachycephalosaurus \| \| \| \| |
|         | Stygimoloch                                                        |
|         |                                                                    |
|         | Pachycephalosaurus                                                 |
|         |                                                                    |

|  | Stygimoloch        |
|  |                    |
|  | Pachycephalosaurus |
|  |                    |

|         | Sphaerotholus                                                      |
|         |                                                                    |
| unnamed | \| \| Stygimoloch \| \| \| \| \| \| Pachycephalosaurus \| \| \| \| |
|         | \| \| Stygimoloch \| \| \| \| \| \| Pachycephalosaurus \| \| \| \| |
|         | Stygimoloch                                                        |
|         |                                                                    |
|         | Pachycephalosaurus                                                 |
|         |                                                                    |

|  | Stygimoloch        |
|  |                    |
|  | Pachycephalosaurus |
|  |                    |

|         | Sphaerotholus                                                      |
|         |                                                                    |
| unnamed | \| \| Stygimoloch \| \| \| \| \| \| Pachycephalosaurus \| \| \| \| |
|         | \| \| Stygimoloch \| \| \| \| \| \| Pachycephalosaurus \| \| \| \| |
|         | Stygimoloch                                                        |
|         |                                                                    |
|         | Pachycephalosaurus                                                 |
|         |                                                                    |

|  | Stygimoloch        |
|  |                    |
|  | Pachycephalosaurus |
|  |                    |

|         | Sphaerotholus                                                      |
|         |                                                                    |
| unnamed | \| \| Stygimoloch \| \| \| \| \| \| Pachycephalosaurus \| \| \| \| |
|         | \| \| Stygimoloch \| \| \| \| \| \| Pachycephalosaurus \| \| \| \| |
|         | Stygimoloch                                                        |
|         |                                                                    |
|         | Pachycephalosaurus                                                 |
|         |                                                                    |

|  | Stygimoloch        |
|  |                    |
|  | Pachycephalosaurus |
|  |                    |

|         | Sphaerotholus                                                      |
|         |                                                                    |
| unnamed | \| \| Stygimoloch \| \| \| \| \| \| Pachycephalosaurus \| \| \| \| |
|         | \| \| Stygimoloch \| \| \| \| \| \| Pachycephalosaurus \| \| \| \| |
|         | Stygimoloch                                                        |
|         |                                                                    |
|         | Pachycephalosaurus                                                 |
|         |                                                                    |

|  | Stygimoloch        |
|  |                    |
|  | Pachycephalosaurus |
|  |                    |

|         | Sphaerotholus                                                      |
|         |                                                                    |
| unnamed | \| \| Stygimoloch \| \| \| \| \| \| Pachycephalosaurus \| \| \| \| |
|         | \| \| Stygimoloch \| \| \| \| \| \| Pachycephalosaurus \| \| \| \| |
|         | Stygimoloch                                                        |
|         |                                                                    |
|         | Pachycephalosaurus                                                 |
|         |                                                                    |

|  | Stygimoloch        |
|  |                    |
|  | Pachycephalosaurus |
|  |                    |

|         | Sphaerotholus                                                      |
|         |                                                                    |
| unnamed | \| \| Stygimoloch \| \| \| \| \| \| Pachycephalosaurus \| \| \| \| |
|         | \| \| Stygimoloch \| \| \| \| \| \| Pachycephalosaurus \| \| \| \| |
|         | Stygimoloch                                                        |
|         |                                                                    |
|         | Pachycephalosaurus                                                 |
|         |                                                                    |

|  | Stygimoloch        |
|  |                    |
|  | Pachycephalosaurus |
|  |                    |

|         | Sphaerotholus                                                      |
|         |                                                                    |
| unnamed | \| \| Stygimoloch \| \| \| \| \| \| Pachycephalosaurus \| \| \| \| |
|         | \| \| Stygimoloch \| \| \| \| \| \| Pachycephalosaurus \| \| \| \| |
|         | Stygimoloch                                                        |
|         |                                                                    |
|         | Pachycephalosaurus                                                 |
|         |                                                                    |

|  | Stygimoloch        |
|  |                    |
|  | Pachycephalosaurus |
|  |                    |

|         | Sphaerotholus                                                      |
|         |                                                                    |
| unnamed | \| \| Stygimoloch \| \| \| \| \| \| Pachycephalosaurus \| \| \| \| |
|         | \| \| Stygimoloch \| \| \| \| \| \| Pachycephalosaurus \| \| \| \| |
|         | Stygimoloch                                                        |
|         |                                                                    |
|         | Pachycephalosaurus                                                 |
|         |                                                                    |

|  | Stygimoloch        |
|  |                    |
|  | Pachycephalosaurus |
|  |                    |

|         | Sphaerotholus                                                      |
|         |                                                                    |
| unnamed | \| \| Stygimoloch \| \| \| \| \| \| Pachycephalosaurus \| \| \| \| |
|         | \| \| Stygimoloch \| \| \| \| \| \| Pachycephalosaurus \| \| \| \| |
|         | Stygimoloch                                                        |
|         |                                                                    |
|         | Pachycephalosaurus                                                 |
|         |                                                                    |

|  | Stygimoloch        |
|  |                    |
|  | Pachycephalosaurus |
|  |                    |

|         | Sphaerotholus                                                      |
|         |                                                                    |
| unnamed | \| \| Stygimoloch \| \| \| \| \| \| Pachycephalosaurus \| \| \| \| |
|         | \| \| Stygimoloch \| \| \| \| \| \| Pachycephalosaurus \| \| \| \| |
|         | Stygimoloch                                                        |
|         |                                                                    |
|         | Pachycephalosaurus                                                 |
|         |                                                                    |

|  | Stygimoloch        |
|  |                    |
|  | Pachycephalosaurus |
|  |                    |

|         | Sphaerotholus                                                      |
|         |                                                                    |
| unnamed | \| \| Stygimoloch \| \| \| \| \| \| Pachycephalosaurus \| \| \| \| |
|         | \| \| Stygimoloch \| \| \| \| \| \| Pachycephalosaurus \| \| \| \| |
|         | Stygimoloch                                                        |
|         |                                                                    |
|         | Pachycephalosaurus                                                 |
|         |                                                                    |

|  | Stygimoloch        |
|  |                    |
|  | Pachycephalosaurus |
|  |                    |

|         | Sphaerotholus                                                      |
|         |                                                                    |
| unnamed | \| \| Stygimoloch \| \| \| \| \| \| Pachycephalosaurus \| \| \| \| |
|         | \| \| Stygimoloch \| \| \| \| \| \| Pachycephalosaurus \| \| \| \| |
|         | Stygimoloch                                                        |
|         |                                                                    |
|         | Pachycephalosaurus                                                 |
|         |                                                                    |

|  | Stygimoloch        |
|  |                    |
|  | Pachycephalosaurus |
|  |                    |

|         | Sphaerotholus                                                      |
|         |                                                                    |
| unnamed | \| \| Stygimoloch \| \| \| \| \| \| Pachycephalosaurus \| \| \| \| |
|         | \| \| Stygimoloch \| \| \| \| \| \| Pachycephalosaurus \| \| \| \| |
|         | Stygimoloch                                                        |
|         |                                                                    |
|         | Pachycephalosaurus                                                 |
|         |                                                                    |

|  | Stygimoloch        |
|  |                    |
|  | Pachycephalosaurus |
|  |                    |

|         | Sphaerotholus                                                      |
|         |                                                                    |
| unnamed | \| \| Stygimoloch \| \| \| \| \| \| Pachycephalosaurus \| \| \| \| |
|         | \| \| Stygimoloch \| \| \| \| \| \| Pachycephalosaurus \| \| \| \| |
|         | Stygimoloch                                                        |
|         |                                                                    |
|         | Pachycephalosaurus                                                 |
|         |                                                                    |

|  | Stygimoloch        |
|  |                    |
|  | Pachycephalosaurus |
|  |                    |

|         | Sphaerotholus                                                      |
|         |                                                                    |
| unnamed | \| \| Stygimoloch \| \| \| \| \| \| Pachycephalosaurus \| \| \| \| |
|         | \| \| Stygimoloch \| \| \| \| \| \| Pachycephalosaurus \| \| \| \| |
|         | Stygimoloch                                                        |
|         |                                                                    |
|         | Pachycephalosaurus                                                 |
|         |                                                                    |

|  | Stygimoloch        |
|  |                    |
|  | Pachycephalosaurus |
|  |                    |

|         | Sphaerotholus                                                      |
|         |                                                                    |
| unnamed | \| \| Stygimoloch \| \| \| \| \| \| Pachycephalosaurus \| \| \| \| |
|         | \| \| Stygimoloch \| \| \| \| \| \| Pachycephalosaurus \| \| \| \| |
|         | Stygimoloch                                                        |
|         |                                                                    |
|         | Pachycephalosaurus                                                 |
|         |                                                                    |

|  | Stygimoloch        |
|  |                    |
|  | Pachycephalosaurus |
|  |                    |

|         | Sphaerotholus                                                      |
|         |                                                                    |
| unnamed | \| \| Stygimoloch \| \| \| \| \| \| Pachycephalosaurus \| \| \| \| |
|         | \| \| Stygimoloch \| \| \| \| \| \| Pachycephalosaurus \| \| \| \| |
|         | Stygimoloch                                                        |
|         |                                                                    |
|         | Pachycephalosaurus                                                 |
|         |                                                                    |

|  | Stygimoloch        |
|  |                    |
|  | Pachycephalosaurus |
|  |                    |

|         | Sphaerotholus                                                      |
|         |                                                                    |
| unnamed | \| \| Stygimoloch \| \| \| \| \| \| Pachycephalosaurus \| \| \| \| |
|         | \| \| Stygimoloch \| \| \| \| \| \| Pachycephalosaurus \| \| \| \| |
|         | Stygimoloch                                                        |
|         |                                                                    |
|         | Pachycephalosaurus                                                 |
|         |                                                                    |

|  | Stygimoloch        |
|  |                    |
|  | Pachycephalosaurus |
|  |                    |

|         | Sphaerotholus                                                      |
|         |                                                                    |
| unnamed | \| \| Stygimoloch \| \| \| \| \| \| Pachycephalosaurus \| \| \| \| |
|         | \| \| Stygimoloch \| \| \| \| \| \| Pachycephalosaurus \| \| \| \| |
|         | Stygimoloch                                                        |
|         |                                                                    |
|         | Pachycephalosaurus                                                 |
|         |                                                                    |

|  | Stygimoloch        |
|  |                    |
|  | Pachycephalosaurus |
|  |                    |

|         | Sphaerotholus                                                      |
|         |                                                                    |
| unnamed | \| \| Stygimoloch \| \| \| \| \| \| Pachycephalosaurus \| \| \| \| |
|         | \| \| Stygimoloch \| \| \| \| \| \| Pachycephalosaurus \| \| \| \| |
|         | Stygimoloch                                                        |
|         |                                                                    |
|         | Pachycephalosaurus                                                 |
|         |                                                                    |

|  | Stygimoloch        |
|  |                    |
|  | Pachycephalosaurus |
|  |                    |

|         | Sphaerotholus                                                      |
|         |                                                                    |
| unnamed | \| \| Stygimoloch \| \| \| \| \| \| Pachycephalosaurus \| \| \| \| |
|         | \| \| Stygimoloch \| \| \| \| \| \| Pachycephalosaurus \| \| \| \| |
|         | Stygimoloch                                                        |
|         |                                                                    |
|         | Pachycephalosaurus                                                 |
|         |                                                                    |

|  | Stygimoloch        |
|  |                    |
|  | Pachycephalosaurus |
|  |                    |

|         | Sphaerotholus                                                      |
|         |                                                                    |
| unnamed | \| \| Stygimoloch \| \| \| \| \| \| Pachycephalosaurus \| \| \| \| |
|         | \| \| Stygimoloch \| \| \| \| \| \| Pachycephalosaurus \| \| \| \| |
|         | Stygimoloch                                                        |
|         |                                                                    |
|         | Pachycephalosaurus                                                 |
|         |                                                                    |

|  | Stygimoloch        |
|  |                    |
|  | Pachycephalosaurus |
|  |                    |

|         | Sphaerotholus                                                      |
|         |                                                                    |
| unnamed | \| \| Stygimoloch \| \| \| \| \| \| Pachycephalosaurus \| \| \| \| |
|         | \| \| Stygimoloch \| \| \| \| \| \| Pachycephalosaurus \| \| \| \| |
|         | Stygimoloch                                                        |
|         |                                                                    |
|         | Pachycephalosaurus                                                 |
|         |                                                                    |

|  | Stygimoloch        |
|  |                    |
|  | Pachycephalosaurus |
|  |                    |

|         | Sphaerotholus                                                      |
|         |                                                                    |
| unnamed | \| \| Stygimoloch \| \| \| \| \| \| Pachycephalosaurus \| \| \| \| |
|         | \| \| Stygimoloch \| \| \| \| \| \| Pachycephalosaurus \| \| \| \| |
|         | Stygimoloch                                                        |
|         |                                                                    |
|         | Pachycephalosaurus                                                 |
|         |                                                                    |

|  | Stygimoloch        |
|  |                    |
|  | Pachycephalosaurus |
|  |                    |

|         | Sphaerotholus                                                      |
|         |                                                                    |
| unnamed | \| \| Stygimoloch \| \| \| \| \| \| Pachycephalosaurus \| \| \| \| |
|         | \| \| Stygimoloch \| \| \| \| \| \| Pachycephalosaurus \| \| \| \| |
|         | Stygimoloch                                                        |
|         |                                                                    |
|         | Pachycephalosaurus                                                 |
|         |                                                                    |

|  | Stygimoloch        |
|  |                    |
|  | Pachycephalosaurus |
|  |                    |

|         | Sphaerotholus                                                      |
|         |                                                                    |
| unnamed | \| \| Stygimoloch \| \| \| \| \| \| Pachycephalosaurus \| \| \| \| |
|         | \| \| Stygimoloch \| \| \| \| \| \| Pachycephalosaurus \| \| \| \| |
|         | Stygimoloch                                                        |
|         |                                                                    |
|         | Pachycephalosaurus                                                 |
|         |                                                                    |

|  | Stygimoloch        |
|  |                    |
|  | Pachycephalosaurus |
|  |                    |

|         | Sphaerotholus                                                      |
|         |                                                                    |
| unnamed | \| \| Stygimoloch \| \| \| \| \| \| Pachycephalosaurus \| \| \| \| |
|         | \| \| Stygimoloch \| \| \| \| \| \| Pachycephalosaurus \| \| \| \| |
|         | Stygimoloch                                                        |
|         |                                                                    |
|         | Pachycephalosaurus                                                 |
|         |                                                                    |

|  | Stygimoloch        |
|  |                    |
|  | Pachycephalosaurus |
|  |                    |

|         | Sphaerotholus                                                      |
|         |                                                                    |
| unnamed | \| \| Stygimoloch \| \| \| \| \| \| Pachycephalosaurus \| \| \| \| |
|         | \| \| Stygimoloch \| \| \| \| \| \| Pachycephalosaurus \| \| \| \| |
|         | Stygimoloch                                                        |
|         |                                                                    |
|         | Pachycephalosaurus                                                 |
|         |                                                                    |

|  | Stygimoloch        |
|  |                    |
|  | Pachycephalosaurus |
|  |                    |

|         | Sphaerotholus                                                      |
|         |                                                                    |
| unnamed | \| \| Stygimoloch \| \| \| \| \| \| Pachycephalosaurus \| \| \| \| |
|         | \| \| Stygimoloch \| \| \| \| \| \| Pachycephalosaurus \| \| \| \| |
|         | Stygimoloch                                                        |
|         |                                                                    |
|         | Pachycephalosaurus                                                 |
|         |                                                                    |

|  | Stygimoloch        |
|  |                    |
|  | Pachycephalosaurus |
|  |                    |

|         | Sphaerotholus                                                      |
|         |                                                                    |
| unnamed | \| \| Stygimoloch \| \| \| \| \| \| Pachycephalosaurus \| \| \| \| |
|         | \| \| Stygimoloch \| \| \| \| \| \| Pachycephalosaurus \| \| \| \| |
|         | Stygimoloch                                                        |
|         |                                                                    |
|         | Pachycephalosaurus                                                 |
|         |                                                                    |

|  | Stygimoloch        |
|  |                    |
|  | Pachycephalosaurus |
|  |                    |

|         | Sphaerotholus                                                      |
|         |                                                                    |
| unnamed | \| \| Stygimoloch \| \| \| \| \| \| Pachycephalosaurus \| \| \| \| |
|         | \| \| Stygimoloch \| \| \| \| \| \| Pachycephalosaurus \| \| \| \| |
|         | Stygimoloch                                                        |
|         |                                                                    |
|         | Pachycephalosaurus                                                 |
|         |                                                                    |

|  | Stygimoloch        |
|  |                    |
|  | Pachycephalosaurus |
|  |                    |

|         | Sphaerotholus                                                      |
|         |                                                                    |
| unnamed | \| \| Stygimoloch \| \| \| \| \| \| Pachycephalosaurus \| \| \| \| |
|         | \| \| Stygimoloch \| \| \| \| \| \| Pachycephalosaurus \| \| \| \| |
|         | Stygimoloch                                                        |
|         |                                                                    |
|         | Pachycephalosaurus                                                 |
|         |                                                                    |

|  | Stygimoloch        |
|  |                    |
|  | Pachycephalosaurus |
|  |                    |

|         | Sphaerotholus                                                      |
|         |                                                                    |
| unnamed | \| \| Stygimoloch \| \| \| \| \| \| Pachycephalosaurus \| \| \| \| |
|         | \| \| Stygimoloch \| \| \| \| \| \| Pachycephalosaurus \| \| \| \| |
|         | Stygimoloch                                                        |
|         |                                                                    |
|         | Pachycephalosaurus                                                 |
|         |                                                                    |

|  | Stygimoloch        |
|  |                    |
|  | Pachycephalosaurus |
|  |                    |

|         | Sphaerotholus                                                      |
|         |                                                                    |
| unnamed | \| \| Stygimoloch \| \| \| \| \| \| Pachycephalosaurus \| \| \| \| |
|         | \| \| Stygimoloch \| \| \| \| \| \| Pachycephalosaurus \| \| \| \| |
|         | Stygimoloch                                                        |
|         |                                                                    |
|         | Pachycephalosaurus                                                 |
|         |                                                                    |

|  | Stygimoloch        |
|  |                    |
|  | Pachycephalosaurus |
|  |                    |

|         | Sphaerotholus                                                      |
|         |                                                                    |
| unnamed | \| \| Stygimoloch \| \| \| \| \| \| Pachycephalosaurus \| \| \| \| |
|         | \| \| Stygimoloch \| \| \| \| \| \| Pachycephalosaurus \| \| \| \| |
|         | Stygimoloch                                                        |
|         |                                                                    |
|         | Pachycephalosaurus                                                 |
|         |                                                                    |

|  | Stygimoloch        |
|  |                    |
|  | Pachycephalosaurus |
|  |                    |

|         | Sphaerotholus                                                      |
|         |                                                                    |
| unnamed | \| \| Stygimoloch \| \| \| \| \| \| Pachycephalosaurus \| \| \| \| |
|         | \| \| Stygimoloch \| \| \| \| \| \| Pachycephalosaurus \| \| \| \| |
|         | Stygimoloch                                                        |
|         |                                                                    |
|         | Pachycephalosaurus                                                 |
|         |                                                                    |

|  | Stygimoloch        |
|  |                    |
|  | Pachycephalosaurus |
|  |                    |

|         | Sphaerotholus                                                      |
|         |                                                                    |
| unnamed | \| \| Stygimoloch \| \| \| \| \| \| Pachycephalosaurus \| \| \| \| |
|         | \| \| Stygimoloch \| \| \| \| \| \| Pachycephalosaurus \| \| \| \| |
|         | Stygimoloch                                                        |
|         |                                                                    |
|         | Pachycephalosaurus                                                 |
|         |                                                                    |

|  | Stygimoloch        |
|  |                    |
|  | Pachycephalosaurus |
|  |                    |

|         | Sphaerotholus                                                      |
|         |                                                                    |
| unnamed | \| \| Stygimoloch \| \| \| \| \| \| Pachycephalosaurus \| \| \| \| |
|         | \| \| Stygimoloch \| \| \| \| \| \| Pachycephalosaurus \| \| \| \| |
|         | Stygimoloch                                                        |
|         |                                                                    |
|         | Pachycephalosaurus                                                 |
|         |                                                                    |

|  | Stygimoloch        |
|  |                    |
|  | Pachycephalosaurus |
|  |                    |

|         | Sphaerotholus                                                      |
|         |                                                                    |
| unnamed | \| \| Stygimoloch \| \| \| \| \| \| Pachycephalosaurus \| \| \| \| |
|         | \| \| Stygimoloch \| \| \| \| \| \| Pachycephalosaurus \| \| \| \| |
|         | Stygimoloch                                                        |
|         |                                                                    |
|         | Pachycephalosaurus                                                 |
|         |                                                                    |

|  | Stygimoloch        |
|  |                    |
|  | Pachycephalosaurus |
|  |                    |

|         | Sphaerotholus                                                      |
|         |                                                                    |
| unnamed | \| \| Stygimoloch \| \| \| \| \| \| Pachycephalosaurus \| \| \| \| |
|         | \| \| Stygimoloch \| \| \| \| \| \| Pachycephalosaurus \| \| \| \| |
|         | Stygimoloch                                                        |
|         |                                                                    |
|         | Pachycephalosaurus                                                 |
|         |                                                                    |

|  | Stygimoloch        |
|  |                    |
|  | Pachycephalosaurus |
|  |                    |

|         | Sphaerotholus                                                      |
|         |                                                                    |
| unnamed | \| \| Stygimoloch \| \| \| \| \| \| Pachycephalosaurus \| \| \| \| |
|         | \| \| Stygimoloch \| \| \| \| \| \| Pachycephalosaurus \| \| \| \| |
|         | Stygimoloch                                                        |
|         |                                                                    |
|         | Pachycephalosaurus                                                 |
|         |                                                                    |

|  | Stygimoloch        |
|  |                    |
|  | Pachycephalosaurus |
|  |                    |

|         | Sphaerotholus                                                      |
|         |                                                                    |
| unnamed | \| \| Stygimoloch \| \| \| \| \| \| Pachycephalosaurus \| \| \| \| |
|         | \| \| Stygimoloch \| \| \| \| \| \| Pachycephalosaurus \| \| \| \| |
|         | Stygimoloch                                                        |
|         |                                                                    |
|         | Pachycephalosaurus                                                 |
|         |                                                                    |

|  | Stygimoloch        |
|  |                    |
|  | Pachycephalosaurus |
|  |                    |

|         | Sphaerotholus                                                      |
|         |                                                                    |
| unnamed | \| \| Stygimoloch \| \| \| \| \| \| Pachycephalosaurus \| \| \| \| |
|         | \| \| Stygimoloch \| \| \| \| \| \| Pachycephalosaurus \| \| \| \| |
|         | Stygimoloch                                                        |
|         |                                                                    |
|         | Pachycephalosaurus                                                 |
|         |                                                                    |

|  | Stygimoloch        |
|  |                    |
|  | Pachycephalosaurus |
|  |                    |

|         | Sphaerotholus                                                      |
|         |                                                                    |
| unnamed | \| \| Stygimoloch \| \| \| \| \| \| Pachycephalosaurus \| \| \| \| |
|         | \| \| Stygimoloch \| \| \| \| \| \| Pachycephalosaurus \| \| \| \| |
|         | Stygimoloch                                                        |
|         |                                                                    |
|         | Pachycephalosaurus                                                 |
|         |                                                                    |

|  | Stygimoloch        |
|  |                    |
|  | Pachycephalosaurus |
|  |                    |

|         | Sphaerotholus                                                      |
|         |                                                                    |
| unnamed | \| \| Stygimoloch \| \| \| \| \| \| Pachycephalosaurus \| \| \| \| |
|         | \| \| Stygimoloch \| \| \| \| \| \| Pachycephalosaurus \| \| \| \| |
|         | Stygimoloch                                                        |
|         |                                                                    |
|         | Pachycephalosaurus                                                 |
|         |                                                                    |

|  | Stygimoloch        |
|  |                    |
|  | Pachycephalosaurus |
|  |                    |

|         | Sphaerotholus                                                      |
|         |                                                                    |
| unnamed | \| \| Stygimoloch \| \| \| \| \| \| Pachycephalosaurus \| \| \| \| |
|         | \| \| Stygimoloch \| \| \| \| \| \| Pachycephalosaurus \| \| \| \| |
|         | Stygimoloch                                                        |
|         |                                                                    |
|         | Pachycephalosaurus                                                 |
|         |                                                                    |

|  | Stygimoloch        |
|  |                    |
|  | Pachycephalosaurus |
|  |                    |

|         | Sphaerotholus                                                      |
|         |                                                                    |
| unnamed | \| \| Stygimoloch \| \| \| \| \| \| Pachycephalosaurus \| \| \| \| |
|         | \| \| Stygimoloch \| \| \| \| \| \| Pachycephalosaurus \| \| \| \| |
|         | Stygimoloch                                                        |
|         |                                                                    |
|         | Pachycephalosaurus                                                 |
|         |                                                                    |

|  | Stygimoloch        |
|  |                    |
|  | Pachycephalosaurus |
|  |                    |

|         | Sphaerotholus                                                      |
|         |                                                                    |
| unnamed | \| \| Stygimoloch \| \| \| \| \| \| Pachycephalosaurus \| \| \| \| |
|         | \| \| Stygimoloch \| \| \| \| \| \| Pachycephalosaurus \| \| \| \| |
|         | Stygimoloch                                                        |
|         |                                                                    |
|         | Pachycephalosaurus                                                 |
|         |                                                                    |

|  | Stygimoloch        |
|  |                    |
|  | Pachycephalosaurus |
|  |                    |

|         | Sphaerotholus                                                      |
|         |                                                                    |
| unnamed | \| \| Stygimoloch \| \| \| \| \| \| Pachycephalosaurus \| \| \| \| |
|         | \| \| Stygimoloch \| \| \| \| \| \| Pachycephalosaurus \| \| \| \| |
|         | Stygimoloch                                                        |
|         |                                                                    |
|         | Pachycephalosaurus                                                 |
|         |                                                                    |

|  | Stygimoloch        |
|  |                    |
|  | Pachycephalosaurus |
|  |                    |

|         | Sphaerotholus                                                      |
|         |                                                                    |
| unnamed | \| \| Stygimoloch \| \| \| \| \| \| Pachycephalosaurus \| \| \| \| |
|         | \| \| Stygimoloch \| \| \| \| \| \| Pachycephalosaurus \| \| \| \| |
|         | Stygimoloch                                                        |
|         |                                                                    |
|         | Pachycephalosaurus                                                 |
|         |                                                                    |

|  | Stygimoloch        |
|  |                    |
|  | Pachycephalosaurus |
|  |                    |

|         | Sphaerotholus                                                      |
|         |                                                                    |
| unnamed | \| \| Stygimoloch \| \| \| \| \| \| Pachycephalosaurus \| \| \| \| |
|         | \| \| Stygimoloch \| \| \| \| \| \| Pachycephalosaurus \| \| \| \| |
|         | Stygimoloch                                                        |
|         |                                                                    |
|         | Pachycephalosaurus                                                 |
|         |                                                                    |

|  | Stygimoloch        |
|  |                    |
|  | Pachycephalosaurus |
|  |                    |

|         | Sphaerotholus                                                      |
|         |                                                                    |
| unnamed | \| \| Stygimoloch \| \| \| \| \| \| Pachycephalosaurus \| \| \| \| |
|         | \| \| Stygimoloch \| \| \| \| \| \| Pachycephalosaurus \| \| \| \| |
|         | Stygimoloch                                                        |
|         |                                                                    |
|         | Pachycephalosaurus                                                 |
|         |                                                                    |

|  | Stygimoloch        |
|  |                    |
|  | Pachycephalosaurus |
|  |                    |

|         | Sphaerotholus                                                      |
|         |                                                                    |
| unnamed | \| \| Stygimoloch \| \| \| \| \| \| Pachycephalosaurus \| \| \| \| |
|         | \| \| Stygimoloch \| \| \| \| \| \| Pachycephalosaurus \| \| \| \| |
|         | Stygimoloch                                                        |
|         |                                                                    |
|         | Pachycephalosaurus                                                 |
|         |                                                                    |

|  | Stygimoloch        |
|  |                    |
|  | Pachycephalosaurus |
|  |                    |

|         | Sphaerotholus                                                      |
|         |                                                                    |
| unnamed | \| \| Stygimoloch \| \| \| \| \| \| Pachycephalosaurus \| \| \| \| |
|         | \| \| Stygimoloch \| \| \| \| \| \| Pachycephalosaurus \| \| \| \| |
|         | Stygimoloch                                                        |
|         |                                                                    |
|         | Pachycephalosaurus                                                 |
|         |                                                                    |

|  | Stygimoloch        |
|  |                    |
|  | Pachycephalosaurus |
|  |                    |

|         | Sphaerotholus                                                      |
|         |                                                                    |
| unnamed | \| \| Stygimoloch \| \| \| \| \| \| Pachycephalosaurus \| \| \| \| |
|         | \| \| Stygimoloch \| \| \| \| \| \| Pachycephalosaurus \| \| \| \| |
|         | Stygimoloch                                                        |
|         |                                                                    |
|         | Pachycephalosaurus                                                 |
|         |                                                                    |

|  | Stygimoloch        |
|  |                    |
|  | Pachycephalosaurus |
|  |                    |

|         | Sphaerotholus                                                      |
|         |                                                                    |
| unnamed | \| \| Stygimoloch \| \| \| \| \| \| Pachycephalosaurus \| \| \| \| |
|         | \| \| Stygimoloch \| \| \| \| \| \| Pachycephalosaurus \| \| \| \| |
|         | Stygimoloch                                                        |
|         |                                                                    |
|         | Pachycephalosaurus                                                 |
|         |                                                                    |

|  | Stygimoloch        |
|  |                    |
|  | Pachycephalosaurus |
|  |                    |

In deze analyse uit 2013 blijken soorten met een vlakke kop zoals Homalocephale en Goyocephale hoger in de stamboom uit te vallen.
|  | Colepiocephale           |
|  |                          |
|  | Hanssuesia               |
|  |                          |
|  | Stegoceras novomexicanum |
|  |                          |
|  | Stegoceras validum       |
|  |                          |

|  | Acrotholus audeti   |
|  |                     |
|  | Prenocephale prenes |
|  |                     |

|  | Alaskacephale      |
|  |                    |
|  | Pachycephalosaurus |
|  |                    |

|  | Sphaerotholus buchholtzae |
|  |                           |
|  | Sphaerotholus goodwini    |
|  |                           |

|  | Alaskacephale      |
|  |                    |
|  | Pachycephalosaurus |
|  |                    |

|  | Sphaerotholus buchholtzae |
|  |                           |
|  | Sphaerotholus goodwini    |
|  |                           |

|  | Acrotholus audeti   |
|  |                     |
|  | Prenocephale prenes |
|  |                     |

|  | Alaskacephale      |
|  |                    |
|  | Pachycephalosaurus |
|  |                    |

|  | Sphaerotholus buchholtzae |
|  |                           |
|  | Sphaerotholus goodwini    |
|  |                           |

|  | Alaskacephale      |
|  |                    |
|  | Pachycephalosaurus |
|  |                    |

|  | Sphaerotholus buchholtzae |
|  |                           |
|  | Sphaerotholus goodwini    |
|  |                           |

|  | Acrotholus audeti   |
|  |                     |
|  | Prenocephale prenes |
|  |                     |

|  | Alaskacephale      |
|  |                    |
|  | Pachycephalosaurus |
|  |                    |

|  | Sphaerotholus buchholtzae |
|  |                           |
|  | Sphaerotholus goodwini    |
|  |                           |

|  | Alaskacephale      |
|  |                    |
|  | Pachycephalosaurus |
|  |                    |

|  | Sphaerotholus buchholtzae |
|  |                           |
|  | Sphaerotholus goodwini    |
|  |                           |

|  | Acrotholus audeti   |
|  |                     |
|  | Prenocephale prenes |
|  |                     |

|  | Alaskacephale      |
|  |                    |
|  | Pachycephalosaurus |
|  |                    |

|  | Sphaerotholus buchholtzae |
|  |                           |
|  | Sphaerotholus goodwini    |
|  |                           |

|  | Alaskacephale      |
|  |                    |
|  | Pachycephalosaurus |
|  |                    |

|  | Sphaerotholus buchholtzae |
|  |                           |
|  | Sphaerotholus goodwini    |
|  |                           |

|  | Acrotholus audeti   |
|  |                     |
|  | Prenocephale prenes |
|  |                     |

|  | Alaskacephale      |
|  |                    |
|  | Pachycephalosaurus |
|  |                    |

|  | Sphaerotholus buchholtzae |
|  |                           |
|  | Sphaerotholus goodwini    |
|  |                           |

|  | Alaskacephale      |
|  |                    |
|  | Pachycephalosaurus |
|  |                    |

|  | Sphaerotholus buchholtzae |
|  |                           |
|  | Sphaerotholus goodwini    |
|  |                           |

|  | Acrotholus audeti   |
|  |                     |
|  | Prenocephale prenes |
|  |                     |

|  | Alaskacephale      |
|  |                    |
|  | Pachycephalosaurus |
|  |                    |

|  | Sphaerotholus buchholtzae |
|  |                           |
|  | Sphaerotholus goodwini    |
|  |                           |

|  | Alaskacephale      |
|  |                    |
|  | Pachycephalosaurus |
|  |                    |

|  | Sphaerotholus buchholtzae |
|  |                           |
|  | Sphaerotholus goodwini    |
|  |                           |

|  | Acrotholus audeti   |
|  |                     |
|  | Prenocephale prenes |
|  |                     |

|  | Alaskacephale      |
|  |                    |
|  | Pachycephalosaurus |
|  |                    |

|  | Sphaerotholus buchholtzae |
|  |                           |
|  | Sphaerotholus goodwini    |
|  |                           |

|  | Alaskacephale      |
|  |                    |
|  | Pachycephalosaurus |
|  |                    |

|  | Sphaerotholus buchholtzae |
|  |                           |
|  | Sphaerotholus goodwini    |
|  |                           |

|  | Acrotholus audeti   |
|  |                     |
|  | Prenocephale prenes |
|  |                     |

|  | Alaskacephale      |
|  |                    |
|  | Pachycephalosaurus |
|  |                    |

|  | Sphaerotholus buchholtzae |
|  |                           |
|  | Sphaerotholus goodwini    |
|  |                           |

|  | Alaskacephale      |
|  |                    |
|  | Pachycephalosaurus |
|  |                    |

|  | Sphaerotholus buchholtzae |
|  |                           |
|  | Sphaerotholus goodwini    |
|  |                           |

|  | Acrotholus audeti   |
|  |                     |
|  | Prenocephale prenes |
|  |                     |

|  | Alaskacephale      |
|  |                    |
|  | Pachycephalosaurus |
|  |                    |

|  | Sphaerotholus buchholtzae |
|  |                           |
|  | Sphaerotholus goodwini    |
|  |                           |

|  | Alaskacephale      |
|  |                    |
|  | Pachycephalosaurus |
|  |                    |

|  | Sphaerotholus buchholtzae |
|  |                           |
|  | Sphaerotholus goodwini    |
|  |                           |

|  | Acrotholus audeti   |
|  |                     |
|  | Prenocephale prenes |
|  |                     |

|  | Alaskacephale      |
|  |                    |
|  | Pachycephalosaurus |
|  |                    |

|  | Sphaerotholus buchholtzae |
|  |                           |
|  | Sphaerotholus goodwini    |
|  |                           |

|  | Alaskacephale      |
|  |                    |
|  | Pachycephalosaurus |
|  |                    |

|  | Sphaerotholus buchholtzae |
|  |                           |
|  | Sphaerotholus goodwini    |
|  |                           |

|  | Acrotholus audeti   |
|  |                     |
|  | Prenocephale prenes |
|  |                     |

|  | Alaskacephale      |
|  |                    |
|  | Pachycephalosaurus |
|  |                    |

|  | Sphaerotholus buchholtzae |
|  |                           |
|  | Sphaerotholus goodwini    |
|  |                           |

|  | Alaskacephale      |
|  |                    |
|  | Pachycephalosaurus |
|  |                    |

|  | Sphaerotholus buchholtzae |
|  |                           |
|  | Sphaerotholus goodwini    |
|  |                           |

|  | Acrotholus audeti   |
|  |                     |
|  | Prenocephale prenes |
|  |                     |

|  | Alaskacephale      |
|  |                    |
|  | Pachycephalosaurus |
|  |                    |

|  | Sphaerotholus buchholtzae |
|  |                           |
|  | Sphaerotholus goodwini    |
|  |                           |

|  | Alaskacephale      |
|  |                    |
|  | Pachycephalosaurus |
|  |                    |

|  | Sphaerotholus buchholtzae |
|  |                           |
|  | Sphaerotholus goodwini    |
|  |                           |

|  | Acrotholus audeti   |
|  |                     |
|  | Prenocephale prenes |
|  |                     |

|  | Alaskacephale      |
|  |                    |
|  | Pachycephalosaurus |
|  |                    |

|  | Sphaerotholus buchholtzae |
|  |                           |
|  | Sphaerotholus goodwini    |
|  |                           |

|  | Alaskacephale      |
|  |                    |
|  | Pachycephalosaurus |
|  |                    |

|  | Sphaerotholus buchholtzae |
|  |                           |
|  | Sphaerotholus goodwini    |
|  |                           |

|  | Acrotholus audeti   |
|  |                     |
|  | Prenocephale prenes |
|  |                     |

|  | Alaskacephale      |
|  |                    |
|  | Pachycephalosaurus |
|  |                    |

|  | Sphaerotholus buchholtzae |
|  |                           |
|  | Sphaerotholus goodwini    |
|  |                           |

|  | Alaskacephale      |
|  |                    |
|  | Pachycephalosaurus |
|  |                    |

|  | Sphaerotholus buchholtzae |
|  |                           |
|  | Sphaerotholus goodwini    |
|  |                           |

|  | Acrotholus audeti   |
|  |                     |
|  | Prenocephale prenes |
|  |                     |

|  | Alaskacephale      |
|  |                    |
|  | Pachycephalosaurus |
|  |                    |

|  | Sphaerotholus buchholtzae |
|  |                           |
|  | Sphaerotholus goodwini    |
|  |                           |

|  | Alaskacephale      |
|  |                    |
|  | Pachycephalosaurus |
|  |                    |

|  | Sphaerotholus buchholtzae |
|  |                           |
|  | Sphaerotholus goodwini    |
|  |                           |

|  | Acrotholus audeti   |
|  |                     |
|  | Prenocephale prenes |
|  |                     |

|  | Alaskacephale      |
|  |                    |
|  | Pachycephalosaurus |
|  |                    |

|  | Sphaerotholus buchholtzae |
|  |                           |
|  | Sphaerotholus goodwini    |
|  |                           |

|  | Alaskacephale      |
|  |                    |
|  | Pachycephalosaurus |
|  |                    |

|  | Sphaerotholus buchholtzae |
|  |                           |
|  | Sphaerotholus goodwini    |
|  |                           |

|  | Acrotholus audeti   |
|  |                     |
|  | Prenocephale prenes |
|  |                     |

|  | Alaskacephale      |
|  |                    |
|  | Pachycephalosaurus |
|  |                    |

|  | Sphaerotholus buchholtzae |
|  |                           |
|  | Sphaerotholus goodwini    |
|  |                           |

|  | Alaskacephale      |
|  |                    |
|  | Pachycephalosaurus |
|  |                    |

|  | Sphaerotholus buchholtzae |
|  |                           |
|  | Sphaerotholus goodwini    |
|  |                           |

|  | Acrotholus audeti   |
|  |                     |
|  | Prenocephale prenes |
|  |                     |

|  | Alaskacephale      |
|  |                    |
|  | Pachycephalosaurus |
|  |                    |

|  | Sphaerotholus buchholtzae |
|  |                           |
|  | Sphaerotholus goodwini    |
|  |                           |

|  | Alaskacephale      |
|  |                    |
|  | Pachycephalosaurus |
|  |                    |

|  | Sphaerotholus buchholtzae |
|  |                           |
|  | Sphaerotholus goodwini    |
|  |                           |

|  | Acrotholus audeti   |
|  |                     |
|  | Prenocephale prenes |
|  |                     |

|  | Alaskacephale      |
|  |                    |
|  | Pachycephalosaurus |
|  |                    |

|  | Sphaerotholus buchholtzae |
|  |                           |
|  | Sphaerotholus goodwini    |
|  |                           |

|  | Alaskacephale      |
|  |                    |
|  | Pachycephalosaurus |
|  |                    |

|  | Sphaerotholus buchholtzae |
|  |                           |
|  | Sphaerotholus goodwini    |
|  |                           |

|  | Acrotholus audeti   |
|  |                     |
|  | Prenocephale prenes |
|  |                     |

|  | Alaskacephale      |
|  |                    |
|  | Pachycephalosaurus |
|  |                    |

|  | Sphaerotholus buchholtzae |
|  |                           |
|  | Sphaerotholus goodwini    |
|  |                           |

|  | Alaskacephale      |
|  |                    |
|  | Pachycephalosaurus |
|  |                    |

|  | Sphaerotholus buchholtzae |
|  |                           |
|  | Sphaerotholus goodwini    |
|  |                           |

|  | Acrotholus audeti   |
|  |                     |
|  | Prenocephale prenes |
|  |                     |

|  | Alaskacephale      |
|  |                    |
|  | Pachycephalosaurus |
|  |                    |

|  | Sphaerotholus buchholtzae |
|  |                           |
|  | Sphaerotholus goodwini    |
|  |                           |

|  | Alaskacephale      |
|  |                    |
|  | Pachycephalosaurus |
|  |                    |

|  | Sphaerotholus buchholtzae |
|  |                           |
|  | Sphaerotholus goodwini    |
|  |                           |

|  | Acrotholus audeti   |
|  |                     |
|  | Prenocephale prenes |
|  |                     |

|  | Alaskacephale      |
|  |                    |
|  | Pachycephalosaurus |
|  |                    |

|  | Sphaerotholus buchholtzae |
|  |                           |
|  | Sphaerotholus goodwini    |
|  |                           |

|  | Alaskacephale      |
|  |                    |
|  | Pachycephalosaurus |
|  |                    |

|  | Sphaerotholus buchholtzae |
|  |                           |
|  | Sphaerotholus goodwini    |
|  |                           |

|  | Acrotholus audeti   |
|  |                     |
|  | Prenocephale prenes |
|  |                     |

|  | Alaskacephale      |
|  |                    |
|  | Pachycephalosaurus |
|  |                    |

|  | Sphaerotholus buchholtzae |
|  |                           |
|  | Sphaerotholus goodwini    |
|  |                           |

|  | Alaskacephale      |
|  |                    |
|  | Pachycephalosaurus |
|  |                    |

|  | Sphaerotholus buchholtzae |
|  |                           |
|  | Sphaerotholus goodwini    |
|  |                           |

|  | Acrotholus audeti   |
|  |                     |
|  | Prenocephale prenes |
|  |                     |

|  | Alaskacephale      |
|  |                    |
|  | Pachycephalosaurus |
|  |                    |

|  | Sphaerotholus buchholtzae |
|  |                           |
|  | Sphaerotholus goodwini    |
|  |                           |

|  | Alaskacephale      |
|  |                    |
|  | Pachycephalosaurus |
|  |                    |

|  | Sphaerotholus buchholtzae |
|  |                           |
|  | Sphaerotholus goodwini    |
|  |                           |

|  | Acrotholus audeti   |
|  |                     |
|  | Prenocephale prenes |
|  |                     |

|  | Alaskacephale      |
|  |                    |
|  | Pachycephalosaurus |
|  |                    |

|  | Sphaerotholus buchholtzae |
|  |                           |
|  | Sphaerotholus goodwini    |
|  |                           |

|  | Alaskacephale      |
|  |                    |
|  | Pachycephalosaurus |
|  |                    |

|  | Sphaerotholus buchholtzae |
|  |                           |
|  | Sphaerotholus goodwini    |
|  |                           |

|  | Acrotholus audeti   |
|  |                     |
|  | Prenocephale prenes |
|  |                     |

|  | Alaskacephale      |
|  |                    |
|  | Pachycephalosaurus |
|  |                    |

|  | Sphaerotholus buchholtzae |
|  |                           |
|  | Sphaerotholus goodwini    |
|  |                           |

|  | Alaskacephale      |
|  |                    |
|  | Pachycephalosaurus |
|  |                    |

|  | Sphaerotholus buchholtzae |
|  |                           |
|  | Sphaerotholus goodwini    |
|  |                           |

|  | Acrotholus audeti   |
|  |                     |
|  | Prenocephale prenes |
|  |                     |

|  | Alaskacephale      |
|  |                    |
|  | Pachycephalosaurus |
|  |                    |

|  | Sphaerotholus buchholtzae |
|  |                           |
|  | Sphaerotholus goodwini    |
|  |                           |

|  | Alaskacephale      |
|  |                    |
|  | Pachycephalosaurus |
|  |                    |

|  | Sphaerotholus buchholtzae |
|  |                           |
|  | Sphaerotholus goodwini    |
|  |                           |

|  | Acrotholus audeti   |
|  |                     |
|  | Prenocephale prenes |
|  |                     |

|  | Alaskacephale      |
|  |                    |
|  | Pachycephalosaurus |
|  |                    |

|  | Sphaerotholus buchholtzae |
|  |                           |
|  | Sphaerotholus goodwini    |
|  |                           |

|  | Alaskacephale      |
|  |                    |
|  | Pachycephalosaurus |
|  |                    |

|  | Sphaerotholus buchholtzae |
|  |                           |
|  | Sphaerotholus goodwini    |
|  |                           |

|  | Acrotholus audeti   |
|  |                     |
|  | Prenocephale prenes |
|  |                     |

|  | Alaskacephale      |
|  |                    |
|  | Pachycephalosaurus |
|  |                    |

|  | Sphaerotholus buchholtzae |
|  |                           |
|  | Sphaerotholus goodwini    |
|  |                           |

|  | Alaskacephale      |
|  |                    |
|  | Pachycephalosaurus |
|  |                    |

|  | Sphaerotholus buchholtzae |
|  |                           |
|  | Sphaerotholus goodwini    |
|  |                           |

|  | Acrotholus audeti   |
|  |                     |
|  | Prenocephale prenes |
|  |                     |

|  | Alaskacephale      |
|  |                    |
|  | Pachycephalosaurus |
|  |                    |

|  | Sphaerotholus buchholtzae |
|  |                           |
|  | Sphaerotholus goodwini    |
|  |                           |

|  | Alaskacephale      |
|  |                    |
|  | Pachycephalosaurus |
|  |                    |

|  | Sphaerotholus buchholtzae |
|  |                           |
|  | Sphaerotholus goodwini    |
|  |                           |

|  | Acrotholus audeti   |
|  |                     |
|  | Prenocephale prenes |
|  |                     |

|  | Alaskacephale      |
|  |                    |
|  | Pachycephalosaurus |
|  |                    |

|  | Sphaerotholus buchholtzae |
|  |                           |
|  | Sphaerotholus goodwini    |
|  |                           |

|  | Alaskacephale      |
|  |                    |
|  | Pachycephalosaurus |
|  |                    |

|  | Sphaerotholus buchholtzae |
|  |                           |
|  | Sphaerotholus goodwini    |
|  |                           |

|  | Acrotholus audeti   |
|  |                     |
|  | Prenocephale prenes |
|  |                     |

|  | Alaskacephale      |
|  |                    |
|  | Pachycephalosaurus |
|  |                    |

|  | Sphaerotholus buchholtzae |
|  |                           |
|  | Sphaerotholus goodwini    |
|  |                           |

|  | Alaskacephale      |
|  |                    |
|  | Pachycephalosaurus |
|  |                    |

|  | Sphaerotholus buchholtzae |
|  |                           |
|  | Sphaerotholus goodwini    |
|  |                           |

|  | Acrotholus audeti   |
|  |                     |
|  | Prenocephale prenes |
|  |                     |

|  | Alaskacephale      |
|  |                    |
|  | Pachycephalosaurus |
|  |                    |

|  | Sphaerotholus buchholtzae |
|  |                           |
|  | Sphaerotholus goodwini    |
|  |                           |

|  | Alaskacephale      |
|  |                    |
|  | Pachycephalosaurus |
|  |                    |

|  | Sphaerotholus buchholtzae |
|  |                           |
|  | Sphaerotholus goodwini    |
|  |                           |

|  | Acrotholus audeti   |
|  |                     |
|  | Prenocephale prenes |
|  |                     |

|  | Alaskacephale      |
|  |                    |
|  | Pachycephalosaurus |
|  |                    |

|  | Sphaerotholus buchholtzae |
|  |                           |
|  | Sphaerotholus goodwini    |
|  |                           |

|  | Alaskacephale      |
|  |                    |
|  | Pachycephalosaurus |
|  |                    |

|  | Sphaerotholus buchholtzae |
|  |                           |
|  | Sphaerotholus goodwini    |
|  |                           |

|  | Acrotholus audeti   |
|  |                     |
|  | Prenocephale prenes |
|  |                     |

|  | Alaskacephale      |
|  |                    |
|  | Pachycephalosaurus |
|  |                    |

|  | Sphaerotholus buchholtzae |
|  |                           |
|  | Sphaerotholus goodwini    |
|  |                           |

|  | Alaskacephale      |
|  |                    |
|  | Pachycephalosaurus |
|  |                    |

|  | Sphaerotholus buchholtzae |
|  |                           |
|  | Sphaerotholus goodwini    |
|  |                           |

|  | Acrotholus audeti   |
|  |                     |
|  | Prenocephale prenes |
|  |                     |

|  | Alaskacephale      |
|  |                    |
|  | Pachycephalosaurus |
|  |                    |

|  | Sphaerotholus buchholtzae |
|  |                           |
|  | Sphaerotholus goodwini    |
|  |                           |

|  | Alaskacephale      |
|  |                    |
|  | Pachycephalosaurus |
|  |                    |

|  | Sphaerotholus buchholtzae |
|  |                           |
|  | Sphaerotholus goodwini    |
|  |                           |

|  | Acrotholus audeti   |
|  |                     |
|  | Prenocephale prenes |
|  |                     |

|  | Alaskacephale      |
|  |                    |
|  | Pachycephalosaurus |
|  |                    |

|  | Sphaerotholus buchholtzae |
|  |                           |
|  | Sphaerotholus goodwini    |
|  |                           |

|  | Alaskacephale      |
|  |                    |
|  | Pachycephalosaurus |
|  |                    |

|  | Sphaerotholus buchholtzae |
|  |                           |
|  | Sphaerotholus goodwini    |
|  |                           |

|  | Acrotholus audeti   |
|  |                     |
|  | Prenocephale prenes |
|  |                     |

|  | Alaskacephale      |
|  |                    |
|  | Pachycephalosaurus |
|  |                    |

|  | Sphaerotholus buchholtzae |
|  |                           |
|  | Sphaerotholus goodwini    |
|  |                           |

|  | Alaskacephale      |
|  |                    |
|  | Pachycephalosaurus |
|  |                    |

|  | Sphaerotholus buchholtzae |
|  |                           |
|  | Sphaerotholus goodwini    |
|  |                           |

|  | Acrotholus audeti   |
|  |                     |
|  | Prenocephale prenes |
|  |                     |

|  | Alaskacephale      |
|  |                    |
|  | Pachycephalosaurus |
|  |                    |

|  | Sphaerotholus buchholtzae |
|  |                           |
|  | Sphaerotholus goodwini    |
|  |                           |

|  | Alaskacephale      |
|  |                    |
|  | Pachycephalosaurus |
|  |                    |

|  | Sphaerotholus buchholtzae |
|  |                           |
|  | Sphaerotholus goodwini    |
|  |                           |

|  | Acrotholus audeti   |
|  |                     |
|  | Prenocephale prenes |
|  |                     |

|  | Alaskacephale      |
|  |                    |
|  | Pachycephalosaurus |
|  |                    |

|  | Sphaerotholus buchholtzae |
|  |                           |
|  | Sphaerotholus goodwini    |
|  |                           |

|  | Alaskacephale      |
|  |                    |
|  | Pachycephalosaurus |
|  |                    |

|  | Sphaerotholus buchholtzae |
|  |                           |
|  | Sphaerotholus goodwini    |
|  |                           |

|  | Acrotholus audeti   |
|  |                     |
|  | Prenocephale prenes |
|  |                     |

|  | Alaskacephale      |
|  |                    |
|  | Pachycephalosaurus |
|  |                    |

|  | Sphaerotholus buchholtzae |
|  |                           |
|  | Sphaerotholus goodwini    |
|  |                           |

|  | Alaskacephale      |
|  |                    |
|  | Pachycephalosaurus |
|  |                    |

|  | Sphaerotholus buchholtzae |
|  |                           |
|  | Sphaerotholus goodwini    |
|  |                           |

|  | Acrotholus audeti   |
|  |                     |
|  | Prenocephale prenes |
|  |                     |

|  | Alaskacephale      |
|  |                    |
|  | Pachycephalosaurus |
|  |                    |

|  | Sphaerotholus buchholtzae |
|  |                           |
|  | Sphaerotholus goodwini    |
|  |                           |

|  | Alaskacephale      |
|  |                    |
|  | Pachycephalosaurus |
|  |                    |

|  | Sphaerotholus buchholtzae |
|  |                           |
|  | Sphaerotholus goodwini    |
|  |                           |

|  | Acrotholus audeti   |
|  |                     |
|  | Prenocephale prenes |
|  |                     |

|  | Alaskacephale      |
|  |                    |
|  | Pachycephalosaurus |
|  |                    |

|  | Sphaerotholus buchholtzae |
|  |                           |
|  | Sphaerotholus goodwini    |
|  |                           |

|  | Alaskacephale      |
|  |                    |
|  | Pachycephalosaurus |
|  |                    |

|  | Sphaerotholus buchholtzae |
|  |                           |
|  | Sphaerotholus goodwini    |
|  |                           |

|  | Acrotholus audeti   |
|  |                     |
|  | Prenocephale prenes |
|  |                     |

|  | Alaskacephale      |
|  |                    |
|  | Pachycephalosaurus |
|  |                    |

|  | Sphaerotholus buchholtzae |
|  |                           |
|  | Sphaerotholus goodwini    |
|  |                           |

|  | Alaskacephale      |
|  |                    |
|  | Pachycephalosaurus |
|  |                    |

|  | Sphaerotholus buchholtzae |
|  |                           |
|  | Sphaerotholus goodwini    |
|  |                           |

|  | Acrotholus audeti   |
|  |                     |
|  | Prenocephale prenes |
|  |                     |

|  | Alaskacephale      |
|  |                    |
|  | Pachycephalosaurus |
|  |                    |

|  | Sphaerotholus buchholtzae |
|  |                           |
|  | Sphaerotholus goodwini    |
|  |                           |

|  | Alaskacephale      |
|  |                    |
|  | Pachycephalosaurus |
|  |                    |

|  | Sphaerotholus buchholtzae |
|  |                           |
|  | Sphaerotholus goodwini    |
|  |                           |

|  | Acrotholus audeti   |
|  |                     |
|  | Prenocephale prenes |
|  |                     |

|  | Alaskacephale      |
|  |                    |
|  | Pachycephalosaurus |
|  |                    |

|  | Sphaerotholus buchholtzae |
|  |                           |
|  | Sphaerotholus goodwini    |
|  |                           |

|  | Alaskacephale      |
|  |                    |
|  | Pachycephalosaurus |
|  |                    |

|  | Sphaerotholus buchholtzae |
|  |                           |
|  | Sphaerotholus goodwini    |
|  |                           |

|  | Acrotholus audeti   |
|  |                     |
|  | Prenocephale prenes |
|  |                     |

|  | Alaskacephale      |
|  |                    |
|  | Pachycephalosaurus |
|  |                    |

|  | Sphaerotholus buchholtzae |
|  |                           |
|  | Sphaerotholus goodwini    |
|  |                           |

|  | Alaskacephale      |
|  |                    |
|  | Pachycephalosaurus |
|  |                    |

|  | Sphaerotholus buchholtzae |
|  |                           |
|  | Sphaerotholus goodwini    |
|  |                           |

|  | Acrotholus audeti   |
|  |                     |
|  | Prenocephale prenes |
|  |                     |

|  | Alaskacephale      |
|  |                    |
|  | Pachycephalosaurus |
|  |                    |

|  | Sphaerotholus buchholtzae |
|  |                           |
|  | Sphaerotholus goodwini    |
|  |                           |

|  | Alaskacephale      |
|  |                    |
|  | Pachycephalosaurus |
|  |                    |

|  | Sphaerotholus buchholtzae |
|  |                           |
|  | Sphaerotholus goodwini    |
|  |                           |

|  | Acrotholus audeti   |
|  |                     |
|  | Prenocephale prenes |
|  |                     |

|  | Alaskacephale      |
|  |                    |
|  | Pachycephalosaurus |
|  |                    |

|  | Sphaerotholus buchholtzae |
|  |                           |
|  | Sphaerotholus goodwini    |
|  |                           |

|  | Alaskacephale      |
|  |                    |
|  | Pachycephalosaurus |
|  |                    |

|  | Sphaerotholus buchholtzae |
|  |                           |
|  | Sphaerotholus goodwini    |
|  |                           |

|  | Acrotholus audeti   |
|  |                     |
|  | Prenocephale prenes |
|  |                     |

|  | Alaskacephale      |
|  |                    |
|  | Pachycephalosaurus |
|  |                    |

|  | Sphaerotholus buchholtzae |
|  |                           |
|  | Sphaerotholus goodwini    |
|  |                           |

|  | Alaskacephale      |
|  |                    |
|  | Pachycephalosaurus |
|  |                    |

|  | Sphaerotholus buchholtzae |
|  |                           |
|  | Sphaerotholus goodwini    |
|  |                           |

|  | Acrotholus audeti   |
|  |                     |
|  | Prenocephale prenes |
|  |                     |

|  | Alaskacephale      |
|  |                    |
|  | Pachycephalosaurus |
|  |                    |

|  | Sphaerotholus buchholtzae |
|  |                           |
|  | Sphaerotholus goodwini    |
|  |                           |

|  | Alaskacephale      |
|  |                    |
|  | Pachycephalosaurus |
|  |                    |

|  | Sphaerotholus buchholtzae |
|  |                           |
|  | Sphaerotholus goodwini    |
|  |                           |

|  | Acrotholus audeti   |
|  |                     |
|  | Prenocephale prenes |
|  |                     |

|  | Alaskacephale      |
|  |                    |
|  | Pachycephalosaurus |
|  |                    |

|  | Sphaerotholus buchholtzae |
|  |                           |
|  | Sphaerotholus goodwini    |
|  |                           |

|  | Alaskacephale      |
|  |                    |
|  | Pachycephalosaurus |
|  |                    |

|  | Sphaerotholus buchholtzae |
|  |                           |
|  | Sphaerotholus goodwini    |
|  |                           |

|  | Acrotholus audeti   |
|  |                     |
|  | Prenocephale prenes |
|  |                     |

|  | Alaskacephale      |
|  |                    |
|  | Pachycephalosaurus |
|  |                    |

|  | Sphaerotholus buchholtzae |
|  |                           |
|  | Sphaerotholus goodwini    |
|  |                           |

|  | Alaskacephale      |
|  |                    |
|  | Pachycephalosaurus |
|  |                    |

|  | Sphaerotholus buchholtzae |
|  |                           |
|  | Sphaerotholus goodwini    |
|  |                           |

|  | Acrotholus audeti   |
|  |                     |
|  | Prenocephale prenes |
|  |                     |

|  | Alaskacephale      |
|  |                    |
|  | Pachycephalosaurus |
|  |                    |

|  | Sphaerotholus buchholtzae |
|  |                           |
|  | Sphaerotholus goodwini    |
|  |                           |

|  | Alaskacephale      |
|  |                    |
|  | Pachycephalosaurus |
|  |                    |

|  | Sphaerotholus buchholtzae |
|  |                           |
|  | Sphaerotholus goodwini    |
|  |                           |

|  | Acrotholus audeti   |
|  |                     |
|  | Prenocephale prenes |
|  |                     |

|  | Alaskacephale      |
|  |                    |
|  | Pachycephalosaurus |
|  |                    |

|  | Sphaerotholus buchholtzae |
|  |                           |
|  | Sphaerotholus goodwini    |
|  |                           |

|  | Alaskacephale      |
|  |                    |
|  | Pachycephalosaurus |
|  |                    |

|  | Sphaerotholus buchholtzae |
|  |                           |
|  | Sphaerotholus goodwini    |
|  |                           |

|  | Acrotholus audeti   |
|  |                     |
|  | Prenocephale prenes |
|  |                     |

|  | Alaskacephale      |
|  |                    |
|  | Pachycephalosaurus |
|  |                    |

|  | Sphaerotholus buchholtzae |
|  |                           |
|  | Sphaerotholus goodwini    |
|  |                           |

|  | Alaskacephale      |
|  |                    |
|  | Pachycephalosaurus |
|  |                    |

|  | Sphaerotholus buchholtzae |
|  |                           |
|  | Sphaerotholus goodwini    |
|  |                           |

|  | Acrotholus audeti   |
|  |                     |
|  | Prenocephale prenes |
|  |                     |

|  | Alaskacephale      |
|  |                    |
|  | Pachycephalosaurus |
|  |                    |

|  | Sphaerotholus buchholtzae |
|  |                           |
|  | Sphaerotholus goodwini    |
|  |                           |

|  | Alaskacephale      |
|  |                    |
|  | Pachycephalosaurus |
|  |                    |

|  | Sphaerotholus buchholtzae |
|  |                           |
|  | Sphaerotholus goodwini    |
|  |                           |

|  | Acrotholus audeti   |
|  |                     |
|  | Prenocephale prenes |
|  |                     |

|  | Alaskacephale      |
|  |                    |
|  | Pachycephalosaurus |
|  |                    |

|  | Sphaerotholus buchholtzae |
|  |                           |
|  | Sphaerotholus goodwini    |
|  |                           |

|  | Alaskacephale      |
|  |                    |
|  | Pachycephalosaurus |
|  |                    |

|  | Sphaerotholus buchholtzae |
|  |                           |
|  | Sphaerotholus goodwini    |
|  |                           |

|  | Acrotholus audeti   |
|  |                     |
|  | Prenocephale prenes |
|  |                     |

|  | Alaskacephale      |
|  |                    |
|  | Pachycephalosaurus |
|  |                    |

|  | Sphaerotholus buchholtzae |
|  |                           |
|  | Sphaerotholus goodwini    |
|  |                           |

|  | Alaskacephale      |
|  |                    |
|  | Pachycephalosaurus |
|  |                    |

|  | Sphaerotholus buchholtzae |
|  |                           |
|  | Sphaerotholus goodwini    |
|  |                           |

|  | Acrotholus audeti   |
|  |                     |
|  | Prenocephale prenes |
|  |                     |

|  | Alaskacephale      |
|  |                    |
|  | Pachycephalosaurus |
|  |                    |

|  | Sphaerotholus buchholtzae |
|  |                           |
|  | Sphaerotholus goodwini    |
|  |                           |

|  | Alaskacephale      |
|  |                    |
|  | Pachycephalosaurus |
|  |                    |

|  | Sphaerotholus buchholtzae |
|  |                           |
|  | Sphaerotholus goodwini    |
|  |                           |

|  | Acrotholus audeti   |
|  |                     |
|  | Prenocephale prenes |
|  |                     |

|  | Alaskacephale      |
|  |                    |
|  | Pachycephalosaurus |
|  |                    |

|  | Sphaerotholus buchholtzae |
|  |                           |
|  | Sphaerotholus goodwini    |
|  |                           |

|  | Alaskacephale      |
|  |                    |
|  | Pachycephalosaurus |
|  |                    |

|  | Sphaerotholus buchholtzae |
|  |                           |
|  | Sphaerotholus goodwini    |
|  |                           |

|  | Acrotholus audeti   |
|  |                     |
|  | Prenocephale prenes |
|  |                     |

|  | Alaskacephale      |
|  |                    |
|  | Pachycephalosaurus |
|  |                    |

|  | Sphaerotholus buchholtzae |
|  |                           |
|  | Sphaerotholus goodwini    |
|  |                           |

|  | Alaskacephale      |
|  |                    |
|  | Pachycephalosaurus |
|  |                    |

|  | Sphaerotholus buchholtzae |
|  |                           |
|  | Sphaerotholus goodwini    |
|  |                           |

|  | Acrotholus audeti   |
|  |                     |
|  | Prenocephale prenes |
|  |                     |

|  | Alaskacephale      |
|  |                    |
|  | Pachycephalosaurus |
|  |                    |

|  | Sphaerotholus buchholtzae |
|  |                           |
|  | Sphaerotholus goodwini    |
|  |                           |

|  | Alaskacephale      |
|  |                    |
|  | Pachycephalosaurus |
|  |                    |

|  | Sphaerotholus buchholtzae |
|  |                           |
|  | Sphaerotholus goodwini    |
|  |                           |

|  | Acrotholus audeti   |
|  |                     |
|  | Prenocephale prenes |
|  |                     |

|  | Alaskacephale      |
|  |                    |
|  | Pachycephalosaurus |
|  |                    |

|  | Sphaerotholus buchholtzae |
|  |                           |
|  | Sphaerotholus goodwini    |
|  |                           |

|  | Alaskacephale      |
|  |                    |
|  | Pachycephalosaurus |
|  |                    |

|  | Sphaerotholus buchholtzae |
|  |                           |
|  | Sphaerotholus goodwini    |
|  |                           |

|  | Colepiocephale           |
|  |                          |
|  | Hanssuesia               |
|  |                          |
|  | Stegoceras novomexicanum |
|  |                          |
|  | Stegoceras validum       |
|  |                          |

|  | Acrotholus audeti   |
|  |                     |
|  | Prenocephale prenes |
|  |                     |

|  | Alaskacephale      |
|  |                    |
|  | Pachycephalosaurus |
|  |                    |

|  | Sphaerotholus buchholtzae |
|  |                           |
|  | Sphaerotholus goodwini    |
|  |                           |

|  | Alaskacephale      |
|  |                    |
|  | Pachycephalosaurus |
|  |                    |

|  | Sphaerotholus buchholtzae |
|  |                           |
|  | Sphaerotholus goodwini    |
|  |                           |

|  | Acrotholus audeti   |
|  |                     |
|  | Prenocephale prenes |
|  |                     |

|  | Alaskacephale      |
|  |                    |
|  | Pachycephalosaurus |
|  |                    |

|  | Sphaerotholus buchholtzae |
|  |                           |
|  | Sphaerotholus goodwini    |
|  |                           |

|  | Alaskacephale      |
|  |                    |
|  | Pachycephalosaurus |
|  |                    |

|  | Sphaerotholus buchholtzae |
|  |                           |
|  | Sphaerotholus goodwini    |
|  |                           |

|  | Acrotholus audeti   |
|  |                     |
|  | Prenocephale prenes |
|  |                     |

|  | Alaskacephale      |
|  |                    |
|  | Pachycephalosaurus |
|  |                    |

|  | Sphaerotholus buchholtzae |
|  |                           |
|  | Sphaerotholus goodwini    |
|  |                           |

|  | Alaskacephale      |
|  |                    |
|  | Pachycephalosaurus |
|  |                    |

|  | Sphaerotholus buchholtzae |
|  |                           |
|  | Sphaerotholus goodwini    |
|  |                           |

|  | Acrotholus audeti   |
|  |                     |
|  | Prenocephale prenes |
|  |                     |

|  | Alaskacephale      |
|  |                    |
|  | Pachycephalosaurus |
|  |                    |

|  | Sphaerotholus buchholtzae |
|  |                           |
|  | Sphaerotholus goodwini    |
|  |                           |

|  | Alaskacephale      |
|  |                    |
|  | Pachycephalosaurus |
|  |                    |

|  | Sphaerotholus buchholtzae |
|  |                           |
|  | Sphaerotholus goodwini    |
|  |                           |

|  | Acrotholus audeti   |
|  |                     |
|  | Prenocephale prenes |
|  |                     |

|  | Alaskacephale      |
|  |                    |
|  | Pachycephalosaurus |
|  |                    |

|  | Sphaerotholus buchholtzae |
|  |                           |
|  | Sphaerotholus goodwini    |
|  |                           |

|  | Alaskacephale      |
|  |                    |
|  | Pachycephalosaurus |
|  |                    |

|  | Sphaerotholus buchholtzae |
|  |                           |
|  | Sphaerotholus goodwini    |
|  |                           |

|  | Acrotholus audeti   |
|  |                     |
|  | Prenocephale prenes |
|  |                     |

|  | Alaskacephale      |
|  |                    |
|  | Pachycephalosaurus |
|  |                    |

|  | Sphaerotholus buchholtzae |
|  |                           |
|  | Sphaerotholus goodwini    |
|  |                           |

|  | Alaskacephale      |
|  |                    |
|  | Pachycephalosaurus |
|  |                    |

|  | Sphaerotholus buchholtzae |
|  |                           |
|  | Sphaerotholus goodwini    |
|  |                           |

|  | Acrotholus audeti   |
|  |                     |
|  | Prenocephale prenes |
|  |                     |

|  | Alaskacephale      |
|  |                    |
|  | Pachycephalosaurus |
|  |                    |

|  | Sphaerotholus buchholtzae |
|  |                           |
|  | Sphaerotholus goodwini    |
|  |                           |

|  | Alaskacephale      |
|  |                    |
|  | Pachycephalosaurus |
|  |                    |

|  | Sphaerotholus buchholtzae |
|  |                           |
|  | Sphaerotholus goodwini    |
|  |                           |

|  | Acrotholus audeti   |
|  |                     |
|  | Prenocephale prenes |
|  |                     |

|  | Alaskacephale      |
|  |                    |
|  | Pachycephalosaurus |
|  |                    |

|  | Sphaerotholus buchholtzae |
|  |                           |
|  | Sphaerotholus goodwini    |
|  |                           |

|  | Alaskacephale      |
|  |                    |
|  | Pachycephalosaurus |
|  |                    |

|  | Sphaerotholus buchholtzae |
|  |                           |
|  | Sphaerotholus goodwini    |
|  |                           |

|  | Acrotholus audeti   |
|  |                     |
|  | Prenocephale prenes |
|  |                     |

|  | Alaskacephale      |
|  |                    |
|  | Pachycephalosaurus |
|  |                    |

|  | Sphaerotholus buchholtzae |
|  |                           |
|  | Sphaerotholus goodwini    |
|  |                           |

|  | Alaskacephale      |
|  |                    |
|  | Pachycephalosaurus |
|  |                    |

|  | Sphaerotholus buchholtzae |
|  |                           |
|  | Sphaerotholus goodwini    |
|  |                           |

|  | Acrotholus audeti   |
|  |                     |
|  | Prenocephale prenes |
|  |                     |

|  | Alaskacephale      |
|  |                    |
|  | Pachycephalosaurus |
|  |                    |

|  | Sphaerotholus buchholtzae |
|  |                           |
|  | Sphaerotholus goodwini    |
|  |                           |

|  | Alaskacephale      |
|  |                    |
|  | Pachycephalosaurus |
|  |                    |

|  | Sphaerotholus buchholtzae |
|  |                           |
|  | Sphaerotholus goodwini    |
|  |                           |

|  | Acrotholus audeti   |
|  |                     |
|  | Prenocephale prenes |
|  |                     |

|  | Alaskacephale      |
|  |                    |
|  | Pachycephalosaurus |
|  |                    |

|  | Sphaerotholus buchholtzae |
|  |                           |
|  | Sphaerotholus goodwini    |
|  |                           |

|  | Alaskacephale      |
|  |                    |
|  | Pachycephalosaurus |
|  |                    |

|  | Sphaerotholus buchholtzae |
|  |                           |
|  | Sphaerotholus goodwini    |
|  |                           |

|  | Acrotholus audeti   |
|  |                     |
|  | Prenocephale prenes |
|  |                     |

|  | Alaskacephale      |
|  |                    |
|  | Pachycephalosaurus |
|  |                    |

|  | Sphaerotholus buchholtzae |
|  |                           |
|  | Sphaerotholus goodwini    |
|  |                           |

|  | Alaskacephale      |
|  |                    |
|  | Pachycephalosaurus |
|  |                    |

|  | Sphaerotholus buchholtzae |
|  |                           |
|  | Sphaerotholus goodwini    |
|  |                           |

|  | Acrotholus audeti   |
|  |                     |
|  | Prenocephale prenes |
|  |                     |

|  | Alaskacephale      |
|  |                    |
|  | Pachycephalosaurus |
|  |                    |

|  | Sphaerotholus buchholtzae |
|  |                           |
|  | Sphaerotholus goodwini    |
|  |                           |

|  | Alaskacephale      |
|  |                    |
|  | Pachycephalosaurus |
|  |                    |

|  | Sphaerotholus buchholtzae |
|  |                           |
|  | Sphaerotholus goodwini    |
|  |                           |

|  | Acrotholus audeti   |
|  |                     |
|  | Prenocephale prenes |
|  |                     |

|  | Alaskacephale      |
|  |                    |
|  | Pachycephalosaurus |
|  |                    |

|  | Sphaerotholus buchholtzae |
|  |                           |
|  | Sphaerotholus goodwini    |
|  |                           |

|  | Alaskacephale      |
|  |                    |
|  | Pachycephalosaurus |
|  |                    |

|  | Sphaerotholus buchholtzae |
|  |                           |
|  | Sphaerotholus goodwini    |
|  |                           |

|  | Acrotholus audeti   |
|  |                     |
|  | Prenocephale prenes |
|  |                     |

|  | Alaskacephale      |
|  |                    |
|  | Pachycephalosaurus |
|  |                    |

|  | Sphaerotholus buchholtzae |
|  |                           |
|  | Sphaerotholus goodwini    |
|  |                           |

|  | Alaskacephale      |
|  |                    |
|  | Pachycephalosaurus |
|  |                    |

|  | Sphaerotholus buchholtzae |
|  |                           |
|  | Sphaerotholus goodwini    |
|  |                           |

|  | Acrotholus audeti   |
|  |                     |
|  | Prenocephale prenes |
|  |                     |

|  | Alaskacephale      |
|  |                    |
|  | Pachycephalosaurus |
|  |                    |

|  | Sphaerotholus buchholtzae |
|  |                           |
|  | Sphaerotholus goodwini    |
|  |                           |

|  | Alaskacephale      |
|  |                    |
|  | Pachycephalosaurus |
|  |                    |

|  | Sphaerotholus buchholtzae |
|  |                           |
|  | Sphaerotholus goodwini    |
|  |                           |

|  | Acrotholus audeti   |
|  |                     |
|  | Prenocephale prenes |
|  |                     |

|  | Alaskacephale      |
|  |                    |
|  | Pachycephalosaurus |
|  |                    |

|  | Sphaerotholus buchholtzae |
|  |                           |
|  | Sphaerotholus goodwini    |
|  |                           |

|  | Alaskacephale      |
|  |                    |
|  | Pachycephalosaurus |
|  |                    |

|  | Sphaerotholus buchholtzae |
|  |                           |
|  | Sphaerotholus goodwini    |
|  |                           |

|  | Acrotholus audeti   |
|  |                     |
|  | Prenocephale prenes |
|  |                     |

|  | Alaskacephale      |
|  |                    |
|  | Pachycephalosaurus |
|  |                    |

|  | Sphaerotholus buchholtzae |
|  |                           |
|  | Sphaerotholus goodwini    |
|  |                           |

|  | Alaskacephale      |
|  |                    |
|  | Pachycephalosaurus |
|  |                    |

|  | Sphaerotholus buchholtzae |
|  |                           |
|  | Sphaerotholus goodwini    |
|  |                           |

|  | Acrotholus audeti   |
|  |                     |
|  | Prenocephale prenes |
|  |                     |

|  | Alaskacephale      |
|  |                    |
|  | Pachycephalosaurus |
|  |                    |

|  | Sphaerotholus buchholtzae |
|  |                           |
|  | Sphaerotholus goodwini    |
|  |                           |

|  | Alaskacephale      |
|  |                    |
|  | Pachycephalosaurus |
|  |                    |

|  | Sphaerotholus buchholtzae |
|  |                           |
|  | Sphaerotholus goodwini    |
|  |                           |

|  | Acrotholus audeti   |
|  |                     |
|  | Prenocephale prenes |
|  |                     |

|  | Alaskacephale      |
|  |                    |
|  | Pachycephalosaurus |
|  |                    |

|  | Sphaerotholus buchholtzae |
|  |                           |
|  | Sphaerotholus goodwini    |
|  |                           |

|  | Alaskacephale      |
|  |                    |
|  | Pachycephalosaurus |
|  |                    |

|  | Sphaerotholus buchholtzae |
|  |                           |
|  | Sphaerotholus goodwini    |
|  |                           |

|  | Acrotholus audeti   |
|  |                     |
|  | Prenocephale prenes |
|  |                     |

|  | Alaskacephale      |
|  |                    |
|  | Pachycephalosaurus |
|  |                    |

|  | Sphaerotholus buchholtzae |
|  |                           |
|  | Sphaerotholus goodwini    |
|  |                           |

|  | Alaskacephale      |
|  |                    |
|  | Pachycephalosaurus |
|  |                    |

|  | Sphaerotholus buchholtzae |
|  |                           |
|  | Sphaerotholus goodwini    |
|  |                           |

|  | Acrotholus audeti   |
|  |                     |
|  | Prenocephale prenes |
|  |                     |

|  | Alaskacephale      |
|  |                    |
|  | Pachycephalosaurus |
|  |                    |

|  | Sphaerotholus buchholtzae |
|  |                           |
|  | Sphaerotholus goodwini    |
|  |                           |

|  | Alaskacephale      |
|  |                    |
|  | Pachycephalosaurus |
|  |                    |

|  | Sphaerotholus buchholtzae |
|  |                           |
|  | Sphaerotholus goodwini    |
|  |                           |

|  | Acrotholus audeti   |
|  |                     |
|  | Prenocephale prenes |
|  |                     |

|  | Alaskacephale      |
|  |                    |
|  | Pachycephalosaurus |
|  |                    |

|  | Sphaerotholus buchholtzae |
|  |                           |
|  | Sphaerotholus goodwini    |
|  |                           |

|  | Alaskacephale      |
|  |                    |
|  | Pachycephalosaurus |
|  |                    |

|  | Sphaerotholus buchholtzae |
|  |                           |
|  | Sphaerotholus goodwini    |
|  |                           |

|  | Acrotholus audeti   |
|  |                     |
|  | Prenocephale prenes |
|  |                     |

|  | Alaskacephale      |
|  |                    |
|  | Pachycephalosaurus |
|  |                    |

|  | Sphaerotholus buchholtzae |
|  |                           |
|  | Sphaerotholus goodwini    |
|  |                           |

|  | Alaskacephale      |
|  |                    |
|  | Pachycephalosaurus |
|  |                    |

|  | Sphaerotholus buchholtzae |
|  |                           |
|  | Sphaerotholus goodwini    |
|  |                           |

|  | Acrotholus audeti   |
|  |                     |
|  | Prenocephale prenes |
|  |                     |

|  | Alaskacephale      |
|  |                    |
|  | Pachycephalosaurus |
|  |                    |

|  | Sphaerotholus buchholtzae |
|  |                           |
|  | Sphaerotholus goodwini    |
|  |                           |

|  | Alaskacephale      |
|  |                    |
|  | Pachycephalosaurus |
|  |                    |

|  | Sphaerotholus buchholtzae |
|  |                           |
|  | Sphaerotholus goodwini    |
|  |                           |

|  | Acrotholus audeti   |
|  |                     |
|  | Prenocephale prenes |
|  |                     |

|  | Alaskacephale      |
|  |                    |
|  | Pachycephalosaurus |
|  |                    |

|  | Sphaerotholus buchholtzae |
|  |                           |
|  | Sphaerotholus goodwini    |
|  |                           |

|  | Alaskacephale      |
|  |                    |
|  | Pachycephalosaurus |
|  |                    |

|  | Sphaerotholus buchholtzae |
|  |                           |
|  | Sphaerotholus goodwini    |
|  |                           |

|  | Acrotholus audeti   |
|  |                     |
|  | Prenocephale prenes |
|  |                     |

|  | Alaskacephale      |
|  |                    |
|  | Pachycephalosaurus |
|  |                    |

|  | Sphaerotholus buchholtzae |
|  |                           |
|  | Sphaerotholus goodwini    |
|  |                           |

|  | Alaskacephale      |
|  |                    |
|  | Pachycephalosaurus |
|  |                    |

|  | Sphaerotholus buchholtzae |
|  |                           |
|  | Sphaerotholus goodwini    |
|  |                           |

|  | Acrotholus audeti   |
|  |                     |
|  | Prenocephale prenes |
|  |                     |

|  | Alaskacephale      |
|  |                    |
|  | Pachycephalosaurus |
|  |                    |

|  | Sphaerotholus buchholtzae |
|  |                           |
|  | Sphaerotholus goodwini    |
|  |                           |

|  | Alaskacephale      |
|  |                    |
|  | Pachycephalosaurus |
|  |                    |

|  | Sphaerotholus buchholtzae |
|  |                           |
|  | Sphaerotholus goodwini    |
|  |                           |

|  | Acrotholus audeti   |
|  |                     |
|  | Prenocephale prenes |
|  |                     |

|  | Alaskacephale      |
|  |                    |
|  | Pachycephalosaurus |
|  |                    |

|  | Sphaerotholus buchholtzae |
|  |                           |
|  | Sphaerotholus goodwini    |
|  |                           |

|  | Alaskacephale      |
|  |                    |
|  | Pachycephalosaurus |
|  |                    |

|  | Sphaerotholus buchholtzae |
|  |                           |
|  | Sphaerotholus goodwini    |
|  |                           |

|  | Acrotholus audeti   |
|  |                     |
|  | Prenocephale prenes |
|  |                     |

|  | Alaskacephale      |
|  |                    |
|  | Pachycephalosaurus |
|  |                    |

|  | Sphaerotholus buchholtzae |
|  |                           |
|  | Sphaerotholus goodwini    |
|  |                           |

|  | Alaskacephale      |
|  |                    |
|  | Pachycephalosaurus |
|  |                    |

|  | Sphaerotholus buchholtzae |
|  |                           |
|  | Sphaerotholus goodwini    |
|  |                           |

|  | Acrotholus audeti   |
|  |                     |
|  | Prenocephale prenes |
|  |                     |

|  | Alaskacephale      |
|  |                    |
|  | Pachycephalosaurus |
|  |                    |

|  | Sphaerotholus buchholtzae |
|  |                           |
|  | Sphaerotholus goodwini    |
|  |                           |

|  | Alaskacephale      |
|  |                    |
|  | Pachycephalosaurus |
|  |                    |

|  | Sphaerotholus buchholtzae |
|  |                           |
|  | Sphaerotholus goodwini    |
|  |                           |

|  | Acrotholus audeti   |
|  |                     |
|  | Prenocephale prenes |
|  |                     |

|  | Alaskacephale      |
|  |                    |
|  | Pachycephalosaurus |
|  |                    |

|  | Sphaerotholus buchholtzae |
|  |                           |
|  | Sphaerotholus goodwini    |
|  |                           |

|  | Alaskacephale      |
|  |                    |
|  | Pachycephalosaurus |
|  |                    |

|  | Sphaerotholus buchholtzae |
|  |                           |
|  | Sphaerotholus goodwini    |
|  |                           |

|  | Acrotholus audeti   |
|  |                     |
|  | Prenocephale prenes |
|  |                     |

|  | Alaskacephale      |
|  |                    |
|  | Pachycephalosaurus |
|  |                    |

|  | Sphaerotholus buchholtzae |
|  |                           |
|  | Sphaerotholus goodwini    |
|  |                           |

|  | Alaskacephale      |
|  |                    |
|  | Pachycephalosaurus |
|  |                    |

|  | Sphaerotholus buchholtzae |
|  |                           |
|  | Sphaerotholus goodwini    |
|  |                           |

|  | Acrotholus audeti   |
|  |                     |
|  | Prenocephale prenes |
|  |                     |

|  | Alaskacephale      |
|  |                    |
|  | Pachycephalosaurus |
|  |                    |

|  | Sphaerotholus buchholtzae |
|  |                           |
|  | Sphaerotholus goodwini    |
|  |                           |

|  | Alaskacephale      |
|  |                    |
|  | Pachycephalosaurus |
|  |                    |

|  | Sphaerotholus buchholtzae |
|  |                           |
|  | Sphaerotholus goodwini    |
|  |                           |

|  | Acrotholus audeti   |
|  |                     |
|  | Prenocephale prenes |
|  |                     |

|  | Alaskacephale      |
|  |                    |
|  | Pachycephalosaurus |
|  |                    |

|  | Sphaerotholus buchholtzae |
|  |                           |
|  | Sphaerotholus goodwini    |
|  |                           |

|  | Alaskacephale      |
|  |                    |
|  | Pachycephalosaurus |
|  |                    |

|  | Sphaerotholus buchholtzae |
|  |                           |
|  | Sphaerotholus goodwini    |
|  |                           |

|  | Acrotholus audeti   |
|  |                     |
|  | Prenocephale prenes |
|  |                     |

|  | Alaskacephale      |
|  |                    |
|  | Pachycephalosaurus |
|  |                    |

|  | Sphaerotholus buchholtzae |
|  |                           |
|  | Sphaerotholus goodwini    |
|  |                           |

|  | Alaskacephale      |
|  |                    |
|  | Pachycephalosaurus |
|  |                    |

|  | Sphaerotholus buchholtzae |
|  |                           |
|  | Sphaerotholus goodwini    |
|  |                           |

|  | Acrotholus audeti   |
|  |                     |
|  | Prenocephale prenes |
|  |                     |

|  | Alaskacephale      |
|  |                    |
|  | Pachycephalosaurus |
|  |                    |

|  | Sphaerotholus buchholtzae |
|  |                           |
|  | Sphaerotholus goodwini    |
|  |                           |

|  | Alaskacephale      |
|  |                    |
|  | Pachycephalosaurus |
|  |                    |

|  | Sphaerotholus buchholtzae |
|  |                           |
|  | Sphaerotholus goodwini    |
|  |                           |

|  | Acrotholus audeti   |
|  |                     |
|  | Prenocephale prenes |
|  |                     |

|  | Alaskacephale      |
|  |                    |
|  | Pachycephalosaurus |
|  |                    |

|  | Sphaerotholus buchholtzae |
|  |                           |
|  | Sphaerotholus goodwini    |
|  |                           |

|  | Alaskacephale      |
|  |                    |
|  | Pachycephalosaurus |
|  |                    |

|  | Sphaerotholus buchholtzae |
|  |                           |
|  | Sphaerotholus goodwini    |
|  |                           |

|  | Acrotholus audeti   |
|  |                     |
|  | Prenocephale prenes |
|  |                     |

|  | Alaskacephale      |
|  |                    |
|  | Pachycephalosaurus |
|  |                    |

|  | Sphaerotholus buchholtzae |
|  |                           |
|  | Sphaerotholus goodwini    |
|  |                           |

|  | Alaskacephale      |
|  |                    |
|  | Pachycephalosaurus |
|  |                    |

|  | Sphaerotholus buchholtzae |
|  |                           |
|  | Sphaerotholus goodwini    |
|  |                           |

|  | Acrotholus audeti   |
|  |                     |
|  | Prenocephale prenes |
|  |                     |

|  | Alaskacephale      |
|  |                    |
|  | Pachycephalosaurus |
|  |                    |

|  | Sphaerotholus buchholtzae |
|  |                           |
|  | Sphaerotholus goodwini    |
|  |                           |

|  | Alaskacephale      |
|  |                    |
|  | Pachycephalosaurus |
|  |                    |

|  | Sphaerotholus buchholtzae |
|  |                           |
|  | Sphaerotholus goodwini    |
|  |                           |

|  | Acrotholus audeti   |
|  |                     |
|  | Prenocephale prenes |
|  |                     |

|  | Alaskacephale      |
|  |                    |
|  | Pachycephalosaurus |
|  |                    |

|  | Sphaerotholus buchholtzae |
|  |                           |
|  | Sphaerotholus goodwini    |
|  |                           |

|  | Alaskacephale      |
|  |                    |
|  | Pachycephalosaurus |
|  |                    |

|  | Sphaerotholus buchholtzae |
|  |                           |
|  | Sphaerotholus goodwini    |
|  |                           |

|  | Acrotholus audeti   |
|  |                     |
|  | Prenocephale prenes |
|  |                     |

|  | Alaskacephale      |
|  |                    |
|  | Pachycephalosaurus |
|  |                    |

|  | Sphaerotholus buchholtzae |
|  |                           |
|  | Sphaerotholus goodwini    |
|  |                           |

|  | Alaskacephale      |
|  |                    |
|  | Pachycephalosaurus |
|  |                    |

|  | Sphaerotholus buchholtzae |
|  |                           |
|  | Sphaerotholus goodwini    |
|  |                           |

|  | Acrotholus audeti   |
|  |                     |
|  | Prenocephale prenes |
|  |                     |

|  | Alaskacephale      |
|  |                    |
|  | Pachycephalosaurus |
|  |                    |

|  | Sphaerotholus buchholtzae |
|  |                           |
|  | Sphaerotholus goodwini    |
|  |                           |

|  | Alaskacephale      |
|  |                    |
|  | Pachycephalosaurus |
|  |                    |

|  | Sphaerotholus buchholtzae |
|  |                           |
|  | Sphaerotholus goodwini    |
|  |                           |

|  | Acrotholus audeti   |
|  |                     |
|  | Prenocephale prenes |
|  |                     |

|  | Alaskacephale      |
|  |                    |
|  | Pachycephalosaurus |
|  |                    |

|  | Sphaerotholus buchholtzae |
|  |                           |
|  | Sphaerotholus goodwini    |
|  |                           |

|  | Alaskacephale      |
|  |                    |
|  | Pachycephalosaurus |
|  |                    |

|  | Sphaerotholus buchholtzae |
|  |                           |
|  | Sphaerotholus goodwini    |
|  |                           |

|  | Acrotholus audeti   |
|  |                     |
|  | Prenocephale prenes |
|  |                     |

|  | Alaskacephale      |
|  |                    |
|  | Pachycephalosaurus |
|  |                    |

|  | Sphaerotholus buchholtzae |
|  |                           |
|  | Sphaerotholus goodwini    |
|  |                           |

|  | Alaskacephale      |
|  |                    |
|  | Pachycephalosaurus |
|  |                    |

|  | Sphaerotholus buchholtzae |
|  |                           |
|  | Sphaerotholus goodwini    |
|  |                           |

|  | Acrotholus audeti   |
|  |                     |
|  | Prenocephale prenes |
|  |                     |

|  | Alaskacephale      |
|  |                    |
|  | Pachycephalosaurus |
|  |                    |

|  | Sphaerotholus buchholtzae |
|  |                           |
|  | Sphaerotholus goodwini    |
|  |                           |

|  | Alaskacephale      |
|  |                    |
|  | Pachycephalosaurus |
|  |                    |

|  | Sphaerotholus buchholtzae |
|  |                           |
|  | Sphaerotholus goodwini    |
|  |                           |

|  | Acrotholus audeti   |
|  |                     |
|  | Prenocephale prenes |
|  |                     |

|  | Alaskacephale      |
|  |                    |
|  | Pachycephalosaurus |
|  |                    |

|  | Sphaerotholus buchholtzae |
|  |                           |
|  | Sphaerotholus goodwini    |
|  |                           |

|  | Alaskacephale      |
|  |                    |
|  | Pachycephalosaurus |
|  |                    |

|  | Sphaerotholus buchholtzae |
|  |                           |
|  | Sphaerotholus goodwini    |
|  |                           |

|  | Acrotholus audeti   |
|  |                     |
|  | Prenocephale prenes |
|  |                     |

|  | Alaskacephale      |
|  |                    |
|  | Pachycephalosaurus |
|  |                    |

|  | Sphaerotholus buchholtzae |
|  |                           |
|  | Sphaerotholus goodwini    |
|  |                           |

|  | Alaskacephale      |
|  |                    |
|  | Pachycephalosaurus |
|  |                    |

|  | Sphaerotholus buchholtzae |
|  |                           |
|  | Sphaerotholus goodwini    |
|  |                           |

|  | Acrotholus audeti   |
|  |                     |
|  | Prenocephale prenes |
|  |                     |

|  | Alaskacephale      |
|  |                    |
|  | Pachycephalosaurus |
|  |                    |

|  | Sphaerotholus buchholtzae |
|  |                           |
|  | Sphaerotholus goodwini    |
|  |                           |

|  | Alaskacephale      |
|  |                    |
|  | Pachycephalosaurus |
|  |                    |

|  | Sphaerotholus buchholtzae |
|  |                           |
|  | Sphaerotholus goodwini    |
|  |                           |

|  | Acrotholus audeti   |
|  |                     |
|  | Prenocephale prenes |
|  |                     |

|  | Alaskacephale      |
|  |                    |
|  | Pachycephalosaurus |
|  |                    |

|  | Sphaerotholus buchholtzae |
|  |                           |
|  | Sphaerotholus goodwini    |
|  |                           |

|  | Alaskacephale      |
|  |                    |
|  | Pachycephalosaurus |
|  |                    |

|  | Sphaerotholus buchholtzae |
|  |                           |
|  | Sphaerotholus goodwini    |
|  |                           |

|  | Acrotholus audeti   |
|  |                     |
|  | Prenocephale prenes |
|  |                     |

|  | Alaskacephale      |
|  |                    |
|  | Pachycephalosaurus |
|  |                    |

|  | Sphaerotholus buchholtzae |
|  |                           |
|  | Sphaerotholus goodwini    |
|  |                           |

|  | Alaskacephale      |
|  |                    |
|  | Pachycephalosaurus |
|  |                    |

|  | Sphaerotholus buchholtzae |
|  |                           |
|  | Sphaerotholus goodwini    |
|  |                           |

|  | Acrotholus audeti   |
|  |                     |
|  | Prenocephale prenes |
|  |                     |

|  | Alaskacephale      |
|  |                    |
|  | Pachycephalosaurus |
|  |                    |

|  | Sphaerotholus buchholtzae |
|  |                           |
|  | Sphaerotholus goodwini    |
|  |                           |

|  | Alaskacephale      |
|  |                    |
|  | Pachycephalosaurus |
|  |                    |

|  | Sphaerotholus buchholtzae |
|  |                           |
|  | Sphaerotholus goodwini    |
|  |                           |

|  | Acrotholus audeti   |
|  |                     |
|  | Prenocephale prenes |
|  |                     |

|  | Alaskacephale      |
|  |                    |
|  | Pachycephalosaurus |
|  |                    |

|  | Sphaerotholus buchholtzae |
|  |                           |
|  | Sphaerotholus goodwini    |
|  |                           |

|  | Alaskacephale      |
|  |                    |
|  | Pachycephalosaurus |
|  |                    |

|  | Sphaerotholus buchholtzae |
|  |                           |
|  | Sphaerotholus goodwini    |
|  |                           |

|  | Acrotholus audeti   |
|  |                     |
|  | Prenocephale prenes |
|  |                     |

|  | Alaskacephale      |
|  |                    |
|  | Pachycephalosaurus |
|  |                    |

|  | Sphaerotholus buchholtzae |
|  |                           |
|  | Sphaerotholus goodwini    |
|  |                           |

|  | Alaskacephale      |
|  |                    |
|  | Pachycephalosaurus |
|  |                    |

|  | Sphaerotholus buchholtzae |
|  |                           |
|  | Sphaerotholus goodwini    |
|  |                           |

|  | Acrotholus audeti   |
|  |                     |
|  | Prenocephale prenes |
|  |                     |

|  | Alaskacephale      |
|  |                    |
|  | Pachycephalosaurus |
|  |                    |

|  | Sphaerotholus buchholtzae |
|  |                           |
|  | Sphaerotholus goodwini    |
|  |                           |

|  | Alaskacephale      |
|  |                    |
|  | Pachycephalosaurus |
|  |                    |

|  | Sphaerotholus buchholtzae |
|  |                           |
|  | Sphaerotholus goodwini    |
|  |                           |

|  | Acrotholus audeti   |
|  |                     |
|  | Prenocephale prenes |
|  |                     |

|  | Alaskacephale      |
|  |                    |
|  | Pachycephalosaurus |
|  |                    |

|  | Sphaerotholus buchholtzae |
|  |                           |
|  | Sphaerotholus goodwini    |
|  |                           |

|  | Alaskacephale      |
|  |                    |
|  | Pachycephalosaurus |
|  |                    |

|  | Sphaerotholus buchholtzae |
|  |                           |
|  | Sphaerotholus goodwini    |
|  |                           |

|  | Acrotholus audeti   |
|  |                     |
|  | Prenocephale prenes |
|  |                     |

|  | Alaskacephale      |
|  |                    |
|  | Pachycephalosaurus |
|  |                    |

|  | Sphaerotholus buchholtzae |
|  |                           |
|  | Sphaerotholus goodwini    |
|  |                           |

|  | Alaskacephale      |
|  |                    |
|  | Pachycephalosaurus |
|  |                    |

|  | Sphaerotholus buchholtzae |
|  |                           |
|  | Sphaerotholus goodwini    |
|  |                           |

|  | Acrotholus audeti   |
|  |                     |
|  | Prenocephale prenes |
|  |                     |

|  | Alaskacephale      |
|  |                    |
|  | Pachycephalosaurus |
|  |                    |

|  | Sphaerotholus buchholtzae |
|  |                           |
|  | Sphaerotholus goodwini    |
|  |                           |

|  | Alaskacephale      |
|  |                    |
|  | Pachycephalosaurus |
|  |                    |

|  | Sphaerotholus buchholtzae |
|  |                           |
|  | Sphaerotholus goodwini    |
|  |                           |

|  | Acrotholus audeti   |
|  |                     |
|  | Prenocephale prenes |
|  |                     |

|  | Alaskacephale      |
|  |                    |
|  | Pachycephalosaurus |
|  |                    |

|  | Sphaerotholus buchholtzae |
|  |                           |
|  | Sphaerotholus goodwini    |
|  |                           |

|  | Alaskacephale      |
|  |                    |
|  | Pachycephalosaurus |
|  |                    |

|  | Sphaerotholus buchholtzae |
|  |                           |
|  | Sphaerotholus goodwini    |
|  |                           |

|  | Acrotholus audeti   |
|  |                     |
|  | Prenocephale prenes |
|  |                     |

|  | Alaskacephale      |
|  |                    |
|  | Pachycephalosaurus |
|  |                    |

|  | Sphaerotholus buchholtzae |
|  |                           |
|  | Sphaerotholus goodwini    |
|  |                           |

|  | Alaskacephale      |
|  |                    |
|  | Pachycephalosaurus |
|  |                    |

|  | Sphaerotholus buchholtzae |
|  |                           |
|  | Sphaerotholus goodwini    |
|  |                           |

|  | Acrotholus audeti   |
|  |                     |
|  | Prenocephale prenes |
|  |                     |

|  | Alaskacephale      |
|  |                    |
|  | Pachycephalosaurus |
|  |                    |

|  | Sphaerotholus buchholtzae |
|  |                           |
|  | Sphaerotholus goodwini    |
|  |                           |

|  | Alaskacephale      |
|  |                    |
|  | Pachycephalosaurus |
|  |                    |

|  | Sphaerotholus buchholtzae |
|  |                           |
|  | Sphaerotholus goodwini    |
|  |                           |

|  | Acrotholus audeti   |
|  |                     |
|  | Prenocephale prenes |
|  |                     |

|  | Alaskacephale      |
|  |                    |
|  | Pachycephalosaurus |
|  |                    |

|  | Sphaerotholus buchholtzae |
|  |                           |
|  | Sphaerotholus goodwini    |
|  |                           |

|  | Alaskacephale      |
|  |                    |
|  | Pachycephalosaurus |
|  |                    |

|  | Sphaerotholus buchholtzae |
|  |                           |
|  | Sphaerotholus goodwini    |
|  |                           |

|  | Acrotholus audeti   |
|  |                     |
|  | Prenocephale prenes |
|  |                     |

|  | Alaskacephale      |
|  |                    |
|  | Pachycephalosaurus |
|  |                    |

|  | Sphaerotholus buchholtzae |
|  |                           |
|  | Sphaerotholus goodwini    |
|  |                           |

|  | Alaskacephale      |
|  |                    |
|  | Pachycephalosaurus |
|  |                    |

|  | Sphaerotholus buchholtzae |
|  |                           |
|  | Sphaerotholus goodwini    |
|  |                           |

|  | Acrotholus audeti   |
|  |                     |
|  | Prenocephale prenes |
|  |                     |

|  | Alaskacephale      |
|  |                    |
|  | Pachycephalosaurus |
|  |                    |

|  | Sphaerotholus buchholtzae |
|  |                           |
|  | Sphaerotholus goodwini    |
|  |                           |

|  | Alaskacephale      |
|  |                    |
|  | Pachycephalosaurus |
|  |                    |

|  | Sphaerotholus buchholtzae |
|  |                           |
|  | Sphaerotholus goodwini    |
|  |                           |

|  | Colepiocephale           |
|  |                          |
|  | Hanssuesia               |
|  |                          |
|  | Stegoceras novomexicanum |
|  |                          |
|  | Stegoceras validum       |
|  |                          |

|  | Acrotholus audeti   |
|  |                     |
|  | Prenocephale prenes |
|  |                     |

|  | Alaskacephale      |
|  |                    |
|  | Pachycephalosaurus |
|  |                    |

|  | Sphaerotholus buchholtzae |
|  |                           |
|  | Sphaerotholus goodwini    |
|  |                           |

|  | Alaskacephale      |
|  |                    |
|  | Pachycephalosaurus |
|  |                    |

|  | Sphaerotholus buchholtzae |
|  |                           |
|  | Sphaerotholus goodwini    |
|  |                           |

|  | Acrotholus audeti   |
|  |                     |
|  | Prenocephale prenes |
|  |                     |

|  | Alaskacephale      |
|  |                    |
|  | Pachycephalosaurus |
|  |                    |

|  | Sphaerotholus buchholtzae |
|  |                           |
|  | Sphaerotholus goodwini    |
|  |                           |

|  | Alaskacephale      |
|  |                    |
|  | Pachycephalosaurus |
|  |                    |

|  | Sphaerotholus buchholtzae |
|  |                           |
|  | Sphaerotholus goodwini    |
|  |                           |

|  | Acrotholus audeti   |
|  |                     |
|  | Prenocephale prenes |
|  |                     |

|  | Alaskacephale      |
|  |                    |
|  | Pachycephalosaurus |
|  |                    |

|  | Sphaerotholus buchholtzae |
|  |                           |
|  | Sphaerotholus goodwini    |
|  |                           |

|  | Alaskacephale      |
|  |                    |
|  | Pachycephalosaurus |
|  |                    |

|  | Sphaerotholus buchholtzae |
|  |                           |
|  | Sphaerotholus goodwini    |
|  |                           |

|  | Acrotholus audeti   |
|  |                     |
|  | Prenocephale prenes |
|  |                     |

|  | Alaskacephale      |
|  |                    |
|  | Pachycephalosaurus |
|  |                    |

|  | Sphaerotholus buchholtzae |
|  |                           |
|  | Sphaerotholus goodwini    |
|  |                           |

|  | Alaskacephale      |
|  |                    |
|  | Pachycephalosaurus |
|  |                    |

|  | Sphaerotholus buchholtzae |
|  |                           |
|  | Sphaerotholus goodwini    |
|  |                           |

|  | Acrotholus audeti   |
|  |                     |
|  | Prenocephale prenes |
|  |                     |

|  | Alaskacephale      |
|  |                    |
|  | Pachycephalosaurus |
|  |                    |

|  | Sphaerotholus buchholtzae |
|  |                           |
|  | Sphaerotholus goodwini    |
|  |                           |

|  | Alaskacephale      |
|  |                    |
|  | Pachycephalosaurus |
|  |                    |

|  | Sphaerotholus buchholtzae |
|  |                           |
|  | Sphaerotholus goodwini    |
|  |                           |

|  | Acrotholus audeti   |
|  |                     |
|  | Prenocephale prenes |
|  |                     |

|  | Alaskacephale      |
|  |                    |
|  | Pachycephalosaurus |
|  |                    |

|  | Sphaerotholus buchholtzae |
|  |                           |
|  | Sphaerotholus goodwini    |
|  |                           |

|  | Alaskacephale      |
|  |                    |
|  | Pachycephalosaurus |
|  |                    |

|  | Sphaerotholus buchholtzae |
|  |                           |
|  | Sphaerotholus goodwini    |
|  |                           |

|  | Acrotholus audeti   |
|  |                     |
|  | Prenocephale prenes |
|  |                     |

|  | Alaskacephale      |
|  |                    |
|  | Pachycephalosaurus |
|  |                    |

|  | Sphaerotholus buchholtzae |
|  |                           |
|  | Sphaerotholus goodwini    |
|  |                           |

|  | Alaskacephale      |
|  |                    |
|  | Pachycephalosaurus |
|  |                    |

|  | Sphaerotholus buchholtzae |
|  |                           |
|  | Sphaerotholus goodwini    |
|  |                           |

|  | Acrotholus audeti   |
|  |                     |
|  | Prenocephale prenes |
|  |                     |

|  | Alaskacephale      |
|  |                    |
|  | Pachycephalosaurus |
|  |                    |

|  | Sphaerotholus buchholtzae |
|  |                           |
|  | Sphaerotholus goodwini    |
|  |                           |

|  | Alaskacephale      |
|  |                    |
|  | Pachycephalosaurus |
|  |                    |

|  | Sphaerotholus buchholtzae |
|  |                           |
|  | Sphaerotholus goodwini    |
|  |                           |

|  | Acrotholus audeti   |
|  |                     |
|  | Prenocephale prenes |
|  |                     |

|  | Alaskacephale      |
|  |                    |
|  | Pachycephalosaurus |
|  |                    |

|  | Sphaerotholus buchholtzae |
|  |                           |
|  | Sphaerotholus goodwini    |
|  |                           |

|  | Alaskacephale      |
|  |                    |
|  | Pachycephalosaurus |
|  |                    |

|  | Sphaerotholus buchholtzae |
|  |                           |
|  | Sphaerotholus goodwini    |
|  |                           |

|  | Acrotholus audeti   |
|  |                     |
|  | Prenocephale prenes |
|  |                     |

|  | Alaskacephale      |
|  |                    |
|  | Pachycephalosaurus |
|  |                    |

|  | Sphaerotholus buchholtzae |
|  |                           |
|  | Sphaerotholus goodwini    |
|  |                           |

|  | Alaskacephale      |
|  |                    |
|  | Pachycephalosaurus |
|  |                    |

|  | Sphaerotholus buchholtzae |
|  |                           |
|  | Sphaerotholus goodwini    |
|  |                           |

|  | Acrotholus audeti   |
|  |                     |
|  | Prenocephale prenes |
|  |                     |

|  | Alaskacephale      |
|  |                    |
|  | Pachycephalosaurus |
|  |                    |

|  | Sphaerotholus buchholtzae |
|  |                           |
|  | Sphaerotholus goodwini    |
|  |                           |

|  | Alaskacephale      |
|  |                    |
|  | Pachycephalosaurus |
|  |                    |

|  | Sphaerotholus buchholtzae |
|  |                           |
|  | Sphaerotholus goodwini    |
|  |                           |

|  | Acrotholus audeti   |
|  |                     |
|  | Prenocephale prenes |
|  |                     |

|  | Alaskacephale      |
|  |                    |
|  | Pachycephalosaurus |
|  |                    |

|  | Sphaerotholus buchholtzae |
|  |                           |
|  | Sphaerotholus goodwini    |
|  |                           |

|  | Alaskacephale      |
|  |                    |
|  | Pachycephalosaurus |
|  |                    |

|  | Sphaerotholus buchholtzae |
|  |                           |
|  | Sphaerotholus goodwini    |
|  |                           |

|  | Acrotholus audeti   |
|  |                     |
|  | Prenocephale prenes |
|  |                     |

|  | Alaskacephale      |
|  |                    |
|  | Pachycephalosaurus |
|  |                    |

|  | Sphaerotholus buchholtzae |
|  |                           |
|  | Sphaerotholus goodwini    |
|  |                           |

|  | Alaskacephale      |
|  |                    |
|  | Pachycephalosaurus |
|  |                    |

|  | Sphaerotholus buchholtzae |
|  |                           |
|  | Sphaerotholus goodwini    |
|  |                           |

|  | Acrotholus audeti   |
|  |                     |
|  | Prenocephale prenes |
|  |                     |

|  | Alaskacephale      |
|  |                    |
|  | Pachycephalosaurus |
|  |                    |

|  | Sphaerotholus buchholtzae |
|  |                           |
|  | Sphaerotholus goodwini    |
|  |                           |

|  | Alaskacephale      |
|  |                    |
|  | Pachycephalosaurus |
|  |                    |

|  | Sphaerotholus buchholtzae |
|  |                           |
|  | Sphaerotholus goodwini    |
|  |                           |

|  | Acrotholus audeti   |
|  |                     |
|  | Prenocephale prenes |
|  |                     |

|  | Alaskacephale      |
|  |                    |
|  | Pachycephalosaurus |
|  |                    |

|  | Sphaerotholus buchholtzae |
|  |                           |
|  | Sphaerotholus goodwini    |
|  |                           |

|  | Alaskacephale      |
|  |                    |
|  | Pachycephalosaurus |
|  |                    |

|  | Sphaerotholus buchholtzae |
|  |                           |
|  | Sphaerotholus goodwini    |
|  |                           |

|  | Acrotholus audeti   |
|  |                     |
|  | Prenocephale prenes |
|  |                     |

|  | Alaskacephale      |
|  |                    |
|  | Pachycephalosaurus |
|  |                    |

|  | Sphaerotholus buchholtzae |
|  |                           |
|  | Sphaerotholus goodwini    |
|  |                           |

|  | Alaskacephale      |
|  |                    |
|  | Pachycephalosaurus |
|  |                    |

|  | Sphaerotholus buchholtzae |
|  |                           |
|  | Sphaerotholus goodwini    |
|  |                           |

|  | Acrotholus audeti   |
|  |                     |
|  | Prenocephale prenes |
|  |                     |

|  | Alaskacephale      |
|  |                    |
|  | Pachycephalosaurus |
|  |                    |

|  | Sphaerotholus buchholtzae |
|  |                           |
|  | Sphaerotholus goodwini    |
|  |                           |

|  | Alaskacephale      |
|  |                    |
|  | Pachycephalosaurus |
|  |                    |

|  | Sphaerotholus buchholtzae |
|  |                           |
|  | Sphaerotholus goodwini    |
|  |                           |

|  | Acrotholus audeti   |
|  |                     |
|  | Prenocephale prenes |
|  |                     |

|  | Alaskacephale      |
|  |                    |
|  | Pachycephalosaurus |
|  |                    |

|  | Sphaerotholus buchholtzae |
|  |                           |
|  | Sphaerotholus goodwini    |
|  |                           |

|  | Alaskacephale      |
|  |                    |
|  | Pachycephalosaurus |
|  |                    |

|  | Sphaerotholus buchholtzae |
|  |                           |
|  | Sphaerotholus goodwini    |
|  |                           |

|  | Acrotholus audeti   |
|  |                     |
|  | Prenocephale prenes |
|  |                     |

|  | Alaskacephale      |
|  |                    |
|  | Pachycephalosaurus |
|  |                    |

|  | Sphaerotholus buchholtzae |
|  |                           |
|  | Sphaerotholus goodwini    |
|  |                           |

|  | Alaskacephale      |
|  |                    |
|  | Pachycephalosaurus |
|  |                    |

|  | Sphaerotholus buchholtzae |
|  |                           |
|  | Sphaerotholus goodwini    |
|  |                           |

|  | Acrotholus audeti   |
|  |                     |
|  | Prenocephale prenes |
|  |                     |

|  | Alaskacephale      |
|  |                    |
|  | Pachycephalosaurus |
|  |                    |

|  | Sphaerotholus buchholtzae |
|  |                           |
|  | Sphaerotholus goodwini    |
|  |                           |

|  | Alaskacephale      |
|  |                    |
|  | Pachycephalosaurus |
|  |                    |

|  | Sphaerotholus buchholtzae |
|  |                           |
|  | Sphaerotholus goodwini    |
|  |                           |

|  | Acrotholus audeti   |
|  |                     |
|  | Prenocephale prenes |
|  |                     |

|  | Alaskacephale      |
|  |                    |
|  | Pachycephalosaurus |
|  |                    |

|  | Sphaerotholus buchholtzae |
|  |                           |
|  | Sphaerotholus goodwini    |
|  |                           |

|  | Alaskacephale      |
|  |                    |
|  | Pachycephalosaurus |
|  |                    |

|  | Sphaerotholus buchholtzae |
|  |                           |
|  | Sphaerotholus goodwini    |
|  |                           |

|  | Acrotholus audeti   |
|  |                     |
|  | Prenocephale prenes |
|  |                     |

|  | Alaskacephale      |
|  |                    |
|  | Pachycephalosaurus |
|  |                    |

|  | Sphaerotholus buchholtzae |
|  |                           |
|  | Sphaerotholus goodwini    |
|  |                           |

|  | Alaskacephale      |
|  |                    |
|  | Pachycephalosaurus |
|  |                    |

|  | Sphaerotholus buchholtzae |
|  |                           |
|  | Sphaerotholus goodwini    |
|  |                           |

|  | Acrotholus audeti   |
|  |                     |
|  | Prenocephale prenes |
|  |                     |

|  | Alaskacephale      |
|  |                    |
|  | Pachycephalosaurus |
|  |                    |

|  | Sphaerotholus buchholtzae |
|  |                           |
|  | Sphaerotholus goodwini    |
|  |                           |

|  | Alaskacephale      |
|  |                    |
|  | Pachycephalosaurus |
|  |                    |

|  | Sphaerotholus buchholtzae |
|  |                           |
|  | Sphaerotholus goodwini    |
|  |                           |

|  | Acrotholus audeti   |
|  |                     |
|  | Prenocephale prenes |
|  |                     |

|  | Alaskacephale      |
|  |                    |
|  | Pachycephalosaurus |
|  |                    |

|  | Sphaerotholus buchholtzae |
|  |                           |
|  | Sphaerotholus goodwini    |
|  |                           |

|  | Alaskacephale      |
|  |                    |
|  | Pachycephalosaurus |
|  |                    |

|  | Sphaerotholus buchholtzae |
|  |                           |
|  | Sphaerotholus goodwini    |
|  |                           |

|  | Acrotholus audeti   |
|  |                     |
|  | Prenocephale prenes |
|  |                     |

|  | Alaskacephale      |
|  |                    |
|  | Pachycephalosaurus |
|  |                    |

|  | Sphaerotholus buchholtzae |
|  |                           |
|  | Sphaerotholus goodwini    |
|  |                           |

|  | Alaskacephale      |
|  |                    |
|  | Pachycephalosaurus |
|  |                    |

|  | Sphaerotholus buchholtzae |
|  |                           |
|  | Sphaerotholus goodwini    |
|  |                           |

|  | Acrotholus audeti   |
|  |                     |
|  | Prenocephale prenes |
|  |                     |

|  | Alaskacephale      |
|  |                    |
|  | Pachycephalosaurus |
|  |                    |

|  | Sphaerotholus buchholtzae |
|  |                           |
|  | Sphaerotholus goodwini    |
|  |                           |

|  | Alaskacephale      |
|  |                    |
|  | Pachycephalosaurus |
|  |                    |

|  | Sphaerotholus buchholtzae |
|  |                           |
|  | Sphaerotholus goodwini    |
|  |                           |

|  | Acrotholus audeti   |
|  |                     |
|  | Prenocephale prenes |
|  |                     |

|  | Alaskacephale      |
|  |                    |
|  | Pachycephalosaurus |
|  |                    |

|  | Sphaerotholus buchholtzae |
|  |                           |
|  | Sphaerotholus goodwini    |
|  |                           |

|  | Alaskacephale      |
|  |                    |
|  | Pachycephalosaurus |
|  |                    |

|  | Sphaerotholus buchholtzae |
|  |                           |
|  | Sphaerotholus goodwini    |
|  |                           |

|  | Acrotholus audeti   |
|  |                     |
|  | Prenocephale prenes |
|  |                     |

|  | Alaskacephale      |
|  |                    |
|  | Pachycephalosaurus |
|  |                    |

|  | Sphaerotholus buchholtzae |
|  |                           |
|  | Sphaerotholus goodwini    |
|  |                           |

|  | Alaskacephale      |
|  |                    |
|  | Pachycephalosaurus |
|  |                    |

|  | Sphaerotholus buchholtzae |
|  |                           |
|  | Sphaerotholus goodwini    |
|  |                           |

|  | Acrotholus audeti   |
|  |                     |
|  | Prenocephale prenes |
|  |                     |

|  | Alaskacephale      |
|  |                    |
|  | Pachycephalosaurus |
|  |                    |

|  | Sphaerotholus buchholtzae |
|  |                           |
|  | Sphaerotholus goodwini    |
|  |                           |

|  | Alaskacephale      |
|  |                    |
|  | Pachycephalosaurus |
|  |                    |

|  | Sphaerotholus buchholtzae |
|  |                           |
|  | Sphaerotholus goodwini    |
|  |                           |

|  | Acrotholus audeti   |
|  |                     |
|  | Prenocephale prenes |
|  |                     |

|  | Alaskacephale      |
|  |                    |
|  | Pachycephalosaurus |
|  |                    |

|  | Sphaerotholus buchholtzae |
|  |                           |
|  | Sphaerotholus goodwini    |
|  |                           |

|  | Alaskacephale      |
|  |                    |
|  | Pachycephalosaurus |
|  |                    |

|  | Sphaerotholus buchholtzae |
|  |                           |
|  | Sphaerotholus goodwini    |
|  |                           |

|  | Acrotholus audeti   |
|  |                     |
|  | Prenocephale prenes |
|  |                     |

|  | Alaskacephale      |
|  |                    |
|  | Pachycephalosaurus |
|  |                    |

|  | Sphaerotholus buchholtzae |
|  |                           |
|  | Sphaerotholus goodwini    |
|  |                           |

|  | Alaskacephale      |
|  |                    |
|  | Pachycephalosaurus |
|  |                    |

|  | Sphaerotholus buchholtzae |
|  |                           |
|  | Sphaerotholus goodwini    |
|  |                           |

|  | Acrotholus audeti   |
|  |                     |
|  | Prenocephale prenes |
|  |                     |

|  | Alaskacephale      |
|  |                    |
|  | Pachycephalosaurus |
|  |                    |

|  | Sphaerotholus buchholtzae |
|  |                           |
|  | Sphaerotholus goodwini    |
|  |                           |

|  | Alaskacephale      |
|  |                    |
|  | Pachycephalosaurus |
|  |                    |

|  | Sphaerotholus buchholtzae |
|  |                           |
|  | Sphaerotholus goodwini    |
|  |                           |

|  | Acrotholus audeti   |
|  |                     |
|  | Prenocephale prenes |
|  |                     |

|  | Alaskacephale      |
|  |                    |
|  | Pachycephalosaurus |
|  |                    |

|  | Sphaerotholus buchholtzae |
|  |                           |
|  | Sphaerotholus goodwini    |
|  |                           |

|  | Alaskacephale      |
|  |                    |
|  | Pachycephalosaurus |
|  |                    |

|  | Sphaerotholus buchholtzae |
|  |                           |
|  | Sphaerotholus goodwini    |
|  |                           |

|  | Acrotholus audeti   |
|  |                     |
|  | Prenocephale prenes |
|  |                     |

|  | Alaskacephale      |
|  |                    |
|  | Pachycephalosaurus |
|  |                    |

|  | Sphaerotholus buchholtzae |
|  |                           |
|  | Sphaerotholus goodwini    |
|  |                           |

|  | Alaskacephale      |
|  |                    |
|  | Pachycephalosaurus |
|  |                    |

|  | Sphaerotholus buchholtzae |
|  |                           |
|  | Sphaerotholus goodwini    |
|  |                           |

|  | Acrotholus audeti   |
|  |                     |
|  | Prenocephale prenes |
|  |                     |

|  | Alaskacephale      |
|  |                    |
|  | Pachycephalosaurus |
|  |                    |

|  | Sphaerotholus buchholtzae |
|  |                           |
|  | Sphaerotholus goodwini    |
|  |                           |

|  | Alaskacephale      |
|  |                    |
|  | Pachycephalosaurus |
|  |                    |

|  | Sphaerotholus buchholtzae |
|  |                           |
|  | Sphaerotholus goodwini    |
|  |                           |

|  | Acrotholus audeti   |
|  |                     |
|  | Prenocephale prenes |
|  |                     |

|  | Alaskacephale      |
|  |                    |
|  | Pachycephalosaurus |
|  |                    |

|  | Sphaerotholus buchholtzae |
|  |                           |
|  | Sphaerotholus goodwini    |
|  |                           |

|  | Alaskacephale      |
|  |                    |
|  | Pachycephalosaurus |
|  |                    |

|  | Sphaerotholus buchholtzae |
|  |                           |
|  | Sphaerotholus goodwini    |
|  |                           |

|  | Acrotholus audeti   |
|  |                     |
|  | Prenocephale prenes |
|  |                     |

|  | Alaskacephale      |
|  |                    |
|  | Pachycephalosaurus |
|  |                    |

|  | Sphaerotholus buchholtzae |
|  |                           |
|  | Sphaerotholus goodwini    |
|  |                           |

|  | Alaskacephale      |
|  |                    |
|  | Pachycephalosaurus |
|  |                    |

|  | Sphaerotholus buchholtzae |
|  |                           |
|  | Sphaerotholus goodwini    |
|  |                           |

|  | Acrotholus audeti   |
|  |                     |
|  | Prenocephale prenes |
|  |                     |

|  | Alaskacephale      |
|  |                    |
|  | Pachycephalosaurus |
|  |                    |

|  | Sphaerotholus buchholtzae |
|  |                           |
|  | Sphaerotholus goodwini    |
|  |                           |

|  | Alaskacephale      |
|  |                    |
|  | Pachycephalosaurus |
|  |                    |

|  | Sphaerotholus buchholtzae |
|  |                           |
|  | Sphaerotholus goodwini    |
|  |                           |

|  | Acrotholus audeti   |
|  |                     |
|  | Prenocephale prenes |
|  |                     |

|  | Alaskacephale      |
|  |                    |
|  | Pachycephalosaurus |
|  |                    |

|  | Sphaerotholus buchholtzae |
|  |                           |
|  | Sphaerotholus goodwini    |
|  |                           |

|  | Alaskacephale      |
|  |                    |
|  | Pachycephalosaurus |
|  |                    |

|  | Sphaerotholus buchholtzae |
|  |                           |
|  | Sphaerotholus goodwini    |
|  |                           |

|  | Acrotholus audeti   |
|  |                     |
|  | Prenocephale prenes |
|  |                     |

|  | Alaskacephale      |
|  |                    |
|  | Pachycephalosaurus |
|  |                    |

|  | Sphaerotholus buchholtzae |
|  |                           |
|  | Sphaerotholus goodwini    |
|  |                           |

|  | Alaskacephale      |
|  |                    |
|  | Pachycephalosaurus |
|  |                    |

|  | Sphaerotholus buchholtzae |
|  |                           |
|  | Sphaerotholus goodwini    |
|  |                           |

|  | Acrotholus audeti   |
|  |                     |
|  | Prenocephale prenes |
|  |                     |

|  | Alaskacephale      |
|  |                    |
|  | Pachycephalosaurus |
|  |                    |

|  | Sphaerotholus buchholtzae |
|  |                           |
|  | Sphaerotholus goodwini    |
|  |                           |

|  | Alaskacephale      |
|  |                    |
|  | Pachycephalosaurus |
|  |                    |

|  | Sphaerotholus buchholtzae |
|  |                           |
|  | Sphaerotholus goodwini    |
|  |                           |

|  | Acrotholus audeti   |
|  |                     |
|  | Prenocephale prenes |
|  |                     |

|  | Alaskacephale      |
|  |                    |
|  | Pachycephalosaurus |
|  |                    |

|  | Sphaerotholus buchholtzae |
|  |                           |
|  | Sphaerotholus goodwini    |
|  |                           |

|  | Alaskacephale      |
|  |                    |
|  | Pachycephalosaurus |
|  |                    |

|  | Sphaerotholus buchholtzae |
|  |                           |
|  | Sphaerotholus goodwini    |
|  |                           |

|  | Acrotholus audeti   |
|  |                     |
|  | Prenocephale prenes |
|  |                     |

|  | Alaskacephale      |
|  |                    |
|  | Pachycephalosaurus |
|  |                    |

|  | Sphaerotholus buchholtzae |
|  |                           |
|  | Sphaerotholus goodwini    |
|  |                           |

|  | Alaskacephale      |
|  |                    |
|  | Pachycephalosaurus |
|  |                    |

|  | Sphaerotholus buchholtzae |
|  |                           |
|  | Sphaerotholus goodwini    |
|  |                           |

|  | Acrotholus audeti   |
|  |                     |
|  | Prenocephale prenes |
|  |                     |

|  | Alaskacephale      |
|  |                    |
|  | Pachycephalosaurus |
|  |                    |

|  | Sphaerotholus buchholtzae |
|  |                           |
|  | Sphaerotholus goodwini    |
|  |                           |

|  | Alaskacephale      |
|  |                    |
|  | Pachycephalosaurus |
|  |                    |

|  | Sphaerotholus buchholtzae |
|  |                           |
|  | Sphaerotholus goodwini    |
|  |                           |

|  | Acrotholus audeti   |
|  |                     |
|  | Prenocephale prenes |
|  |                     |

|  | Alaskacephale      |
|  |                    |
|  | Pachycephalosaurus |
|  |                    |

|  | Sphaerotholus buchholtzae |
|  |                           |
|  | Sphaerotholus goodwini    |
|  |                           |

|  | Alaskacephale      |
|  |                    |
|  | Pachycephalosaurus |
|  |                    |

|  | Sphaerotholus buchholtzae |
|  |                           |
|  | Sphaerotholus goodwini    |
|  |                           |

|  | Acrotholus audeti   |
|  |                     |
|  | Prenocephale prenes |
|  |                     |

|  | Alaskacephale      |
|  |                    |
|  | Pachycephalosaurus |
|  |                    |

|  | Sphaerotholus buchholtzae |
|  |                           |
|  | Sphaerotholus goodwini    |
|  |                           |

|  | Alaskacephale      |
|  |                    |
|  | Pachycephalosaurus |
|  |                    |

|  | Sphaerotholus buchholtzae |
|  |                           |
|  | Sphaerotholus goodwini    |
|  |                           |

|  | Acrotholus audeti   |
|  |                     |
|  | Prenocephale prenes |
|  |                     |

|  | Alaskacephale      |
|  |                    |
|  | Pachycephalosaurus |
|  |                    |

|  | Sphaerotholus buchholtzae |
|  |                           |
|  | Sphaerotholus goodwini    |
|  |                           |

|  | Alaskacephale      |
|  |                    |
|  | Pachycephalosaurus |
|  |                    |

|  | Sphaerotholus buchholtzae |
|  |                           |
|  | Sphaerotholus goodwini    |
|  |                           |

|  | Acrotholus audeti   |
|  |                     |
|  | Prenocephale prenes |
|  |                     |

|  | Alaskacephale      |
|  |                    |
|  | Pachycephalosaurus |
|  |                    |

|  | Sphaerotholus buchholtzae |
|  |                           |
|  | Sphaerotholus goodwini    |
|  |                           |

|  | Alaskacephale      |
|  |                    |
|  | Pachycephalosaurus |
|  |                    |

|  | Sphaerotholus buchholtzae |
|  |                           |
|  | Sphaerotholus goodwini    |
|  |                           |

|  | Acrotholus audeti   |
|  |                     |
|  | Prenocephale prenes |
|  |                     |

|  | Alaskacephale      |
|  |                    |
|  | Pachycephalosaurus |
|  |                    |

|  | Sphaerotholus buchholtzae |
|  |                           |
|  | Sphaerotholus goodwini    |
|  |                           |

|  | Alaskacephale      |
|  |                    |
|  | Pachycephalosaurus |
|  |                    |

|  | Sphaerotholus buchholtzae |
|  |                           |
|  | Sphaerotholus goodwini    |
|  |                           |

|  | Acrotholus audeti   |
|  |                     |
|  | Prenocephale prenes |
|  |                     |

|  | Alaskacephale      |
|  |                    |
|  | Pachycephalosaurus |
|  |                    |

|  | Sphaerotholus buchholtzae |
|  |                           |
|  | Sphaerotholus goodwini    |
|  |                           |

|  | Alaskacephale      |
|  |                    |
|  | Pachycephalosaurus |
|  |                    |

|  | Sphaerotholus buchholtzae |
|  |                           |
|  | Sphaerotholus goodwini    |
|  |                           |

|  | Acrotholus audeti   |
|  |                     |
|  | Prenocephale prenes |
|  |                     |

|  | Alaskacephale      |
|  |                    |
|  | Pachycephalosaurus |
|  |                    |

|  | Sphaerotholus buchholtzae |
|  |                           |
|  | Sphaerotholus goodwini    |
|  |                           |

|  | Alaskacephale      |
|  |                    |
|  | Pachycephalosaurus |
|  |                    |

|  | Sphaerotholus buchholtzae |
|  |                           |
|  | Sphaerotholus goodwini    |
|  |                           |

|  | Acrotholus audeti   |
|  |                     |
|  | Prenocephale prenes |
|  |                     |

|  | Alaskacephale      |
|  |                    |
|  | Pachycephalosaurus |
|  |                    |

|  | Sphaerotholus buchholtzae |
|  |                           |
|  | Sphaerotholus goodwini    |
|  |                           |

|  | Alaskacephale      |
|  |                    |
|  | Pachycephalosaurus |
|  |                    |

|  | Sphaerotholus buchholtzae |
|  |                           |
|  | Sphaerotholus goodwini    |
|  |                           |

|  | Acrotholus audeti   |
|  |                     |
|  | Prenocephale prenes |
|  |                     |

|  | Alaskacephale      |
|  |                    |
|  | Pachycephalosaurus |
|  |                    |

|  | Sphaerotholus buchholtzae |
|  |                           |
|  | Sphaerotholus goodwini    |
|  |                           |

|  | Alaskacephale      |
|  |                    |
|  | Pachycephalosaurus |
|  |                    |

|  | Sphaerotholus buchholtzae |
|  |                           |
|  | Sphaerotholus goodwini    |
|  |                           |

|  | Acrotholus audeti   |
|  |                     |
|  | Prenocephale prenes |
|  |                     |

|  | Alaskacephale      |
|  |                    |
|  | Pachycephalosaurus |
|  |                    |

|  | Sphaerotholus buchholtzae |
|  |                           |
|  | Sphaerotholus goodwini    |
|  |                           |

|  | Alaskacephale      |
|  |                    |
|  | Pachycephalosaurus |
|  |                    |

|  | Sphaerotholus buchholtzae |
|  |                           |
|  | Sphaerotholus goodwini    |
|  |                           |

|  | Acrotholus audeti   |
|  |                     |
|  | Prenocephale prenes |
|  |                     |

|  | Alaskacephale      |
|  |                    |
|  | Pachycephalosaurus |
|  |                    |

|  | Sphaerotholus buchholtzae |
|  |                           |
|  | Sphaerotholus goodwini    |
|  |                           |

|  | Alaskacephale      |
|  |                    |
|  | Pachycephalosaurus |
|  |                    |

|  | Sphaerotholus buchholtzae |
|  |                           |
|  | Sphaerotholus goodwini    |
|  |                           |

|  | Acrotholus audeti   |
|  |                     |
|  | Prenocephale prenes |
|  |                     |

|  | Alaskacephale      |
|  |                    |
|  | Pachycephalosaurus |
|  |                    |

|  | Sphaerotholus buchholtzae |
|  |                           |
|  | Sphaerotholus goodwini    |
|  |                           |

|  | Alaskacephale      |
|  |                    |
|  | Pachycephalosaurus |
|  |                    |

|  | Sphaerotholus buchholtzae |
|  |                           |
|  | Sphaerotholus goodwini    |
|  |                           |

|  | Acrotholus audeti   |
|  |                     |
|  | Prenocephale prenes |
|  |                     |

|  | Alaskacephale      |
|  |                    |
|  | Pachycephalosaurus |
|  |                    |

|  | Sphaerotholus buchholtzae |
|  |                           |
|  | Sphaerotholus goodwini    |
|  |                           |

|  | Alaskacephale      |
|  |                    |
|  | Pachycephalosaurus |
|  |                    |

|  | Sphaerotholus buchholtzae |
|  |                           |
|  | Sphaerotholus goodwini    |
|  |                           |

|  | Acrotholus audeti   |
|  |                     |
|  | Prenocephale prenes |
|  |                     |

|  | Alaskacephale      |
|  |                    |
|  | Pachycephalosaurus |
|  |                    |

|  | Sphaerotholus buchholtzae |
|  |                           |
|  | Sphaerotholus goodwini    |
|  |                           |

|  | Alaskacephale      |
|  |                    |
|  | Pachycephalosaurus |
|  |                    |

|  | Sphaerotholus buchholtzae |
|  |                           |
|  | Sphaerotholus goodwini    |
|  |                           |

|  | Acrotholus audeti   |
|  |                     |
|  | Prenocephale prenes |
|  |                     |

|  | Alaskacephale      |
|  |                    |
|  | Pachycephalosaurus |
|  |                    |

|  | Sphaerotholus buchholtzae |
|  |                           |
|  | Sphaerotholus goodwini    |
|  |                           |

|  | Alaskacephale      |
|  |                    |
|  | Pachycephalosaurus |
|  |                    |

|  | Sphaerotholus buchholtzae |
|  |                           |
|  | Sphaerotholus goodwini    |
|  |                           |

|  | Acrotholus audeti   |
|  |                     |
|  | Prenocephale prenes |
|  |                     |

|  | Alaskacephale      |
|  |                    |
|  | Pachycephalosaurus |
|  |                    |

|  | Sphaerotholus buchholtzae |
|  |                           |
|  | Sphaerotholus goodwini    |
|  |                           |

|  | Alaskacephale      |
|  |                    |
|  | Pachycephalosaurus |
|  |                    |

|  | Sphaerotholus buchholtzae |
|  |                           |
|  | Sphaerotholus goodwini    |
|  |                           |

|  | Acrotholus audeti   |
|  |                     |
|  | Prenocephale prenes |
|  |                     |

|  | Alaskacephale      |
|  |                    |
|  | Pachycephalosaurus |
|  |                    |

|  | Sphaerotholus buchholtzae |
|  |                           |
|  | Sphaerotholus goodwini    |
|  |                           |

|  | Alaskacephale      |
|  |                    |
|  | Pachycephalosaurus |
|  |                    |

|  | Sphaerotholus buchholtzae |
|  |                           |
|  | Sphaerotholus goodwini    |
|  |                           |

|  | Acrotholus audeti   |
|  |                     |
|  | Prenocephale prenes |
|  |                     |

|  | Alaskacephale      |
|  |                    |
|  | Pachycephalosaurus |
|  |                    |

|  | Sphaerotholus buchholtzae |
|  |                           |
|  | Sphaerotholus goodwini    |
|  |                           |

|  | Alaskacephale      |
|  |                    |
|  | Pachycephalosaurus |
|  |                    |

|  | Sphaerotholus buchholtzae |
|  |                           |
|  | Sphaerotholus goodwini    |
|  |                           |

|  | Acrotholus audeti   |
|  |                     |
|  | Prenocephale prenes |
|  |                     |

|  | Alaskacephale      |
|  |                    |
|  | Pachycephalosaurus |
|  |                    |

|  | Sphaerotholus buchholtzae |
|  |                           |
|  | Sphaerotholus goodwini    |
|  |                           |

|  | Alaskacephale      |
|  |                    |
|  | Pachycephalosaurus |
|  |                    |

|  | Sphaerotholus buchholtzae |
|  |                           |
|  | Sphaerotholus goodwini    |
|  |                           |

|  | Acrotholus audeti   |
|  |                     |
|  | Prenocephale prenes |
|  |                     |

|  | Alaskacephale      |
|  |                    |
|  | Pachycephalosaurus |
|  |                    |

|  | Sphaerotholus buchholtzae |
|  |                           |
|  | Sphaerotholus goodwini    |
|  |                           |

|  | Alaskacephale      |
|  |                    |
|  | Pachycephalosaurus |
|  |                    |

|  | Sphaerotholus buchholtzae |
|  |                           |
|  | Sphaerotholus goodwini    |
|  |                           |

|  | Colepiocephale           |
|  |                          |
|  | Hanssuesia               |
|  |                          |
|  | Stegoceras novomexicanum |
|  |                          |
|  | Stegoceras validum       |
|  |                          |

|  | Acrotholus audeti   |
|  |                     |
|  | Prenocephale prenes |
|  |                     |

|  | Alaskacephale      |
|  |                    |
|  | Pachycephalosaurus |
|  |                    |

|  | Sphaerotholus buchholtzae |
|  |                           |
|  | Sphaerotholus goodwini    |
|  |                           |

|  | Alaskacephale      |
|  |                    |
|  | Pachycephalosaurus |
|  |                    |

|  | Sphaerotholus buchholtzae |
|  |                           |
|  | Sphaerotholus goodwini    |
|  |                           |

|  | Acrotholus audeti   |
|  |                     |
|  | Prenocephale prenes |
|  |                     |

|  | Alaskacephale      |
|  |                    |
|  | Pachycephalosaurus |
|  |                    |

|  | Sphaerotholus buchholtzae |
|  |                           |
|  | Sphaerotholus goodwini    |
|  |                           |

|  | Alaskacephale      |
|  |                    |
|  | Pachycephalosaurus |
|  |                    |

|  | Sphaerotholus buchholtzae |
|  |                           |
|  | Sphaerotholus goodwini    |
|  |                           |

|  | Acrotholus audeti   |
|  |                     |
|  | Prenocephale prenes |
|  |                     |

|  | Alaskacephale      |
|  |                    |
|  | Pachycephalosaurus |
|  |                    |

|  | Sphaerotholus buchholtzae |
|  |                           |
|  | Sphaerotholus goodwini    |
|  |                           |

|  | Alaskacephale      |
|  |                    |
|  | Pachycephalosaurus |
|  |                    |

|  | Sphaerotholus buchholtzae |
|  |                           |
|  | Sphaerotholus goodwini    |
|  |                           |

|  | Acrotholus audeti   |
|  |                     |
|  | Prenocephale prenes |
|  |                     |

|  | Alaskacephale      |
|  |                    |
|  | Pachycephalosaurus |
|  |                    |

|  | Sphaerotholus buchholtzae |
|  |                           |
|  | Sphaerotholus goodwini    |
|  |                           |

|  | Alaskacephale      |
|  |                    |
|  | Pachycephalosaurus |
|  |                    |

|  | Sphaerotholus buchholtzae |
|  |                           |
|  | Sphaerotholus goodwini    |
|  |                           |

|  | Acrotholus audeti   |
|  |                     |
|  | Prenocephale prenes |
|  |                     |

|  | Alaskacephale      |
|  |                    |
|  | Pachycephalosaurus |
|  |                    |

|  | Sphaerotholus buchholtzae |
|  |                           |
|  | Sphaerotholus goodwini    |
|  |                           |

|  | Alaskacephale      |
|  |                    |
|  | Pachycephalosaurus |
|  |                    |

|  | Sphaerotholus buchholtzae |
|  |                           |
|  | Sphaerotholus goodwini    |
|  |                           |

|  | Acrotholus audeti   |
|  |                     |
|  | Prenocephale prenes |
|  |                     |

|  | Alaskacephale      |
|  |                    |
|  | Pachycephalosaurus |
|  |                    |

|  | Sphaerotholus buchholtzae |
|  |                           |
|  | Sphaerotholus goodwini    |
|  |                           |

|  | Alaskacephale      |
|  |                    |
|  | Pachycephalosaurus |
|  |                    |

|  | Sphaerotholus buchholtzae |
|  |                           |
|  | Sphaerotholus goodwini    |
|  |                           |

|  | Acrotholus audeti   |
|  |                     |
|  | Prenocephale prenes |
|  |                     |

|  | Alaskacephale      |
|  |                    |
|  | Pachycephalosaurus |
|  |                    |

|  | Sphaerotholus buchholtzae |
|  |                           |
|  | Sphaerotholus goodwini    |
|  |                           |

|  | Alaskacephale      |
|  |                    |
|  | Pachycephalosaurus |
|  |                    |

|  | Sphaerotholus buchholtzae |
|  |                           |
|  | Sphaerotholus goodwini    |
|  |                           |

|  | Acrotholus audeti   |
|  |                     |
|  | Prenocephale prenes |
|  |                     |

|  | Alaskacephale      |
|  |                    |
|  | Pachycephalosaurus |
|  |                    |

|  | Sphaerotholus buchholtzae |
|  |                           |
|  | Sphaerotholus goodwini    |
|  |                           |

|  | Alaskacephale      |
|  |                    |
|  | Pachycephalosaurus |
|  |                    |

|  | Sphaerotholus buchholtzae |
|  |                           |
|  | Sphaerotholus goodwini    |
|  |                           |

|  | Acrotholus audeti   |
|  |                     |
|  | Prenocephale prenes |
|  |                     |

|  | Alaskacephale      |
|  |                    |
|  | Pachycephalosaurus |
|  |                    |

|  | Sphaerotholus buchholtzae |
|  |                           |
|  | Sphaerotholus goodwini    |
|  |                           |

|  | Alaskacephale      |
|  |                    |
|  | Pachycephalosaurus |
|  |                    |

|  | Sphaerotholus buchholtzae |
|  |                           |
|  | Sphaerotholus goodwini    |
|  |                           |

|  | Acrotholus audeti   |
|  |                     |
|  | Prenocephale prenes |
|  |                     |

|  | Alaskacephale      |
|  |                    |
|  | Pachycephalosaurus |
|  |                    |

|  | Sphaerotholus buchholtzae |
|  |                           |
|  | Sphaerotholus goodwini    |
|  |                           |

|  | Alaskacephale      |
|  |                    |
|  | Pachycephalosaurus |
|  |                    |

|  | Sphaerotholus buchholtzae |
|  |                           |
|  | Sphaerotholus goodwini    |
|  |                           |

|  | Acrotholus audeti   |
|  |                     |
|  | Prenocephale prenes |
|  |                     |

|  | Alaskacephale      |
|  |                    |
|  | Pachycephalosaurus |
|  |                    |

|  | Sphaerotholus buchholtzae |
|  |                           |
|  | Sphaerotholus goodwini    |
|  |                           |

|  | Alaskacephale      |
|  |                    |
|  | Pachycephalosaurus |
|  |                    |

|  | Sphaerotholus buchholtzae |
|  |                           |
|  | Sphaerotholus goodwini    |
|  |                           |

|  | Acrotholus audeti   |
|  |                     |
|  | Prenocephale prenes |
|  |                     |

|  | Alaskacephale      |
|  |                    |
|  | Pachycephalosaurus |
|  |                    |

|  | Sphaerotholus buchholtzae |
|  |                           |
|  | Sphaerotholus goodwini    |
|  |                           |

|  | Alaskacephale      |
|  |                    |
|  | Pachycephalosaurus |
|  |                    |

|  | Sphaerotholus buchholtzae |
|  |                           |
|  | Sphaerotholus goodwini    |
|  |                           |

|  | Acrotholus audeti   |
|  |                     |
|  | Prenocephale prenes |
|  |                     |

|  | Alaskacephale      |
|  |                    |
|  | Pachycephalosaurus |
|  |                    |

|  | Sphaerotholus buchholtzae |
|  |                           |
|  | Sphaerotholus goodwini    |
|  |                           |

|  | Alaskacephale      |
|  |                    |
|  | Pachycephalosaurus |
|  |                    |

|  | Sphaerotholus buchholtzae |
|  |                           |
|  | Sphaerotholus goodwini    |
|  |                           |

|  | Acrotholus audeti   |
|  |                     |
|  | Prenocephale prenes |
|  |                     |

|  | Alaskacephale      |
|  |                    |
|  | Pachycephalosaurus |
|  |                    |

|  | Sphaerotholus buchholtzae |
|  |                           |
|  | Sphaerotholus goodwini    |
|  |                           |

|  | Alaskacephale      |
|  |                    |
|  | Pachycephalosaurus |
|  |                    |

|  | Sphaerotholus buchholtzae |
|  |                           |
|  | Sphaerotholus goodwini    |
|  |                           |

|  | Acrotholus audeti   |
|  |                     |
|  | Prenocephale prenes |
|  |                     |

|  | Alaskacephale      |
|  |                    |
|  | Pachycephalosaurus |
|  |                    |

|  | Sphaerotholus buchholtzae |
|  |                           |
|  | Sphaerotholus goodwini    |
|  |                           |

|  | Alaskacephale      |
|  |                    |
|  | Pachycephalosaurus |
|  |                    |

|  | Sphaerotholus buchholtzae |
|  |                           |
|  | Sphaerotholus goodwini    |
|  |                           |

|  | Acrotholus audeti   |
|  |                     |
|  | Prenocephale prenes |
|  |                     |

|  | Alaskacephale      |
|  |                    |
|  | Pachycephalosaurus |
|  |                    |

|  | Sphaerotholus buchholtzae |
|  |                           |
|  | Sphaerotholus goodwini    |
|  |                           |

|  | Alaskacephale      |
|  |                    |
|  | Pachycephalosaurus |
|  |                    |

|  | Sphaerotholus buchholtzae |
|  |                           |
|  | Sphaerotholus goodwini    |
|  |                           |

|  | Acrotholus audeti   |
|  |                     |
|  | Prenocephale prenes |
|  |                     |

|  | Alaskacephale      |
|  |                    |
|  | Pachycephalosaurus |
|  |                    |

|  | Sphaerotholus buchholtzae |
|  |                           |
|  | Sphaerotholus goodwini    |
|  |                           |

|  | Alaskacephale      |
|  |                    |
|  | Pachycephalosaurus |
|  |                    |

|  | Sphaerotholus buchholtzae |
|  |                           |
|  | Sphaerotholus goodwini    |
|  |                           |

|  | Acrotholus audeti   |
|  |                     |
|  | Prenocephale prenes |
|  |                     |

|  | Alaskacephale      |
|  |                    |
|  | Pachycephalosaurus |
|  |                    |

|  | Sphaerotholus buchholtzae |
|  |                           |
|  | Sphaerotholus goodwini    |
|  |                           |

|  | Alaskacephale      |
|  |                    |
|  | Pachycephalosaurus |
|  |                    |

|  | Sphaerotholus buchholtzae |
|  |                           |
|  | Sphaerotholus goodwini    |
|  |                           |

|  | Acrotholus audeti   |
|  |                     |
|  | Prenocephale prenes |
|  |                     |

|  | Alaskacephale      |
|  |                    |
|  | Pachycephalosaurus |
|  |                    |

|  | Sphaerotholus buchholtzae |
|  |                           |
|  | Sphaerotholus goodwini    |
|  |                           |

|  | Alaskacephale      |
|  |                    |
|  | Pachycephalosaurus |
|  |                    |

|  | Sphaerotholus buchholtzae |
|  |                           |
|  | Sphaerotholus goodwini    |
|  |                           |

|  | Acrotholus audeti   |
|  |                     |
|  | Prenocephale prenes |
|  |                     |

|  | Alaskacephale      |
|  |                    |
|  | Pachycephalosaurus |
|  |                    |

|  | Sphaerotholus buchholtzae |
|  |                           |
|  | Sphaerotholus goodwini    |
|  |                           |

|  | Alaskacephale      |
|  |                    |
|  | Pachycephalosaurus |
|  |                    |

|  | Sphaerotholus buchholtzae |
|  |                           |
|  | Sphaerotholus goodwini    |
|  |                           |

|  | Acrotholus audeti   |
|  |                     |
|  | Prenocephale prenes |
|  |                     |

|  | Alaskacephale      |
|  |                    |
|  | Pachycephalosaurus |
|  |                    |

|  | Sphaerotholus buchholtzae |
|  |                           |
|  | Sphaerotholus goodwini    |
|  |                           |

|  | Alaskacephale      |
|  |                    |
|  | Pachycephalosaurus |
|  |                    |

|  | Sphaerotholus buchholtzae |
|  |                           |
|  | Sphaerotholus goodwini    |
|  |                           |

|  | Acrotholus audeti   |
|  |                     |
|  | Prenocephale prenes |
|  |                     |

|  | Alaskacephale      |
|  |                    |
|  | Pachycephalosaurus |
|  |                    |

|  | Sphaerotholus buchholtzae |
|  |                           |
|  | Sphaerotholus goodwini    |
|  |                           |

|  | Alaskacephale      |
|  |                    |
|  | Pachycephalosaurus |
|  |                    |

|  | Sphaerotholus buchholtzae |
|  |                           |
|  | Sphaerotholus goodwini    |
|  |                           |

|  | Acrotholus audeti   |
|  |                     |
|  | Prenocephale prenes |
|  |                     |

|  | Alaskacephale      |
|  |                    |
|  | Pachycephalosaurus |
|  |                    |

|  | Sphaerotholus buchholtzae |
|  |                           |
|  | Sphaerotholus goodwini    |
|  |                           |

|  | Alaskacephale      |
|  |                    |
|  | Pachycephalosaurus |
|  |                    |

|  | Sphaerotholus buchholtzae |
|  |                           |
|  | Sphaerotholus goodwini    |
|  |                           |

|  | Acrotholus audeti   |
|  |                     |
|  | Prenocephale prenes |
|  |                     |

|  | Alaskacephale      |
|  |                    |
|  | Pachycephalosaurus |
|  |                    |

|  | Sphaerotholus buchholtzae |
|  |                           |
|  | Sphaerotholus goodwini    |
|  |                           |

|  | Alaskacephale      |
|  |                    |
|  | Pachycephalosaurus |
|  |                    |

|  | Sphaerotholus buchholtzae |
|  |                           |
|  | Sphaerotholus goodwini    |
|  |                           |

|  | Acrotholus audeti   |
|  |                     |
|  | Prenocephale prenes |
|  |                     |

|  | Alaskacephale      |
|  |                    |
|  | Pachycephalosaurus |
|  |                    |

|  | Sphaerotholus buchholtzae |
|  |                           |
|  | Sphaerotholus goodwini    |
|  |                           |

|  | Alaskacephale      |
|  |                    |
|  | Pachycephalosaurus |
|  |                    |

|  | Sphaerotholus buchholtzae |
|  |                           |
|  | Sphaerotholus goodwini    |
|  |                           |

|  | Acrotholus audeti   |
|  |                     |
|  | Prenocephale prenes |
|  |                     |

|  | Alaskacephale      |
|  |                    |
|  | Pachycephalosaurus |
|  |                    |

|  | Sphaerotholus buchholtzae |
|  |                           |
|  | Sphaerotholus goodwini    |
|  |                           |

|  | Alaskacephale      |
|  |                    |
|  | Pachycephalosaurus |
|  |                    |

|  | Sphaerotholus buchholtzae |
|  |                           |
|  | Sphaerotholus goodwini    |
|  |                           |

|  | Acrotholus audeti   |
|  |                     |
|  | Prenocephale prenes |
|  |                     |

|  | Alaskacephale      |
|  |                    |
|  | Pachycephalosaurus |
|  |                    |

|  | Sphaerotholus buchholtzae |
|  |                           |
|  | Sphaerotholus goodwini    |
|  |                           |

|  | Alaskacephale      |
|  |                    |
|  | Pachycephalosaurus |
|  |                    |

|  | Sphaerotholus buchholtzae |
|  |                           |
|  | Sphaerotholus goodwini    |
|  |                           |

|  | Acrotholus audeti   |
|  |                     |
|  | Prenocephale prenes |
|  |                     |

|  | Alaskacephale      |
|  |                    |
|  | Pachycephalosaurus |
|  |                    |

|  | Sphaerotholus buchholtzae |
|  |                           |
|  | Sphaerotholus goodwini    |
|  |                           |

|  | Alaskacephale      |
|  |                    |
|  | Pachycephalosaurus |
|  |                    |

|  | Sphaerotholus buchholtzae |
|  |                           |
|  | Sphaerotholus goodwini    |
|  |                           |

|  | Acrotholus audeti   |
|  |                     |
|  | Prenocephale prenes |
|  |                     |

|  | Alaskacephale      |
|  |                    |
|  | Pachycephalosaurus |
|  |                    |

|  | Sphaerotholus buchholtzae |
|  |                           |
|  | Sphaerotholus goodwini    |
|  |                           |

|  | Alaskacephale      |
|  |                    |
|  | Pachycephalosaurus |
|  |                    |

|  | Sphaerotholus buchholtzae |
|  |                           |
|  | Sphaerotholus goodwini    |
|  |                           |

|  | Acrotholus audeti   |
|  |                     |
|  | Prenocephale prenes |
|  |                     |

|  | Alaskacephale      |
|  |                    |
|  | Pachycephalosaurus |
|  |                    |

|  | Sphaerotholus buchholtzae |
|  |                           |
|  | Sphaerotholus goodwini    |
|  |                           |

|  | Alaskacephale      |
|  |                    |
|  | Pachycephalosaurus |
|  |                    |

|  | Sphaerotholus buchholtzae |
|  |                           |
|  | Sphaerotholus goodwini    |
|  |                           |

|  | Acrotholus audeti   |
|  |                     |
|  | Prenocephale prenes |
|  |                     |

|  | Alaskacephale      |
|  |                    |
|  | Pachycephalosaurus |
|  |                    |

|  | Sphaerotholus buchholtzae |
|  |                           |
|  | Sphaerotholus goodwini    |
|  |                           |

|  | Alaskacephale      |
|  |                    |
|  | Pachycephalosaurus |
|  |                    |

|  | Sphaerotholus buchholtzae |
|  |                           |
|  | Sphaerotholus goodwini    |
|  |                           |

|  | Acrotholus audeti   |
|  |                     |
|  | Prenocephale prenes |
|  |                     |

|  | Alaskacephale      |
|  |                    |
|  | Pachycephalosaurus |
|  |                    |

|  | Sphaerotholus buchholtzae |
|  |                           |
|  | Sphaerotholus goodwini    |
|  |                           |

|  | Alaskacephale      |
|  |                    |
|  | Pachycephalosaurus |
|  |                    |

|  | Sphaerotholus buchholtzae |
|  |                           |
|  | Sphaerotholus goodwini    |
|  |                           |

|  | Acrotholus audeti   |
|  |                     |
|  | Prenocephale prenes |
|  |                     |

|  | Alaskacephale      |
|  |                    |
|  | Pachycephalosaurus |
|  |                    |

|  | Sphaerotholus buchholtzae |
|  |                           |
|  | Sphaerotholus goodwini    |
|  |                           |

|  | Alaskacephale      |
|  |                    |
|  | Pachycephalosaurus |
|  |                    |

|  | Sphaerotholus buchholtzae |
|  |                           |
|  | Sphaerotholus goodwini    |
|  |                           |

|  | Acrotholus audeti   |
|  |                     |
|  | Prenocephale prenes |
|  |                     |

|  | Alaskacephale      |
|  |                    |
|  | Pachycephalosaurus |
|  |                    |

|  | Sphaerotholus buchholtzae |
|  |                           |
|  | Sphaerotholus goodwini    |
|  |                           |

|  | Alaskacephale      |
|  |                    |
|  | Pachycephalosaurus |
|  |                    |

|  | Sphaerotholus buchholtzae |
|  |                           |
|  | Sphaerotholus goodwini    |
|  |                           |

|  | Acrotholus audeti   |
|  |                     |
|  | Prenocephale prenes |
|  |                     |

|  | Alaskacephale      |
|  |                    |
|  | Pachycephalosaurus |
|  |                    |

|  | Sphaerotholus buchholtzae |
|  |                           |
|  | Sphaerotholus goodwini    |
|  |                           |

|  | Alaskacephale      |
|  |                    |
|  | Pachycephalosaurus |
|  |                    |

|  | Sphaerotholus buchholtzae |
|  |                           |
|  | Sphaerotholus goodwini    |
|  |                           |

|  | Acrotholus audeti   |
|  |                     |
|  | Prenocephale prenes |
|  |                     |

|  | Alaskacephale      |
|  |                    |
|  | Pachycephalosaurus |
|  |                    |

|  | Sphaerotholus buchholtzae |
|  |                           |
|  | Sphaerotholus goodwini    |
|  |                           |

|  | Alaskacephale      |
|  |                    |
|  | Pachycephalosaurus |
|  |                    |

|  | Sphaerotholus buchholtzae |
|  |                           |
|  | Sphaerotholus goodwini    |
|  |                           |

|  | Acrotholus audeti   |
|  |                     |
|  | Prenocephale prenes |
|  |                     |

|  | Alaskacephale      |
|  |                    |
|  | Pachycephalosaurus |
|  |                    |

|  | Sphaerotholus buchholtzae |
|  |                           |
|  | Sphaerotholus goodwini    |
|  |                           |

|  | Alaskacephale      |
|  |                    |
|  | Pachycephalosaurus |
|  |                    |

|  | Sphaerotholus buchholtzae |
|  |                           |
|  | Sphaerotholus goodwini    |
|  |                           |

|  | Acrotholus audeti   |
|  |                     |
|  | Prenocephale prenes |
|  |                     |

|  | Alaskacephale      |
|  |                    |
|  | Pachycephalosaurus |
|  |                    |

|  | Sphaerotholus buchholtzae |
|  |                           |
|  | Sphaerotholus goodwini    |
|  |                           |

|  | Alaskacephale      |
|  |                    |
|  | Pachycephalosaurus |
|  |                    |

|  | Sphaerotholus buchholtzae |
|  |                           |
|  | Sphaerotholus goodwini    |
|  |                           |

|  | Acrotholus audeti   |
|  |                     |
|  | Prenocephale prenes |
|  |                     |

|  | Alaskacephale      |
|  |                    |
|  | Pachycephalosaurus |
|  |                    |

|  | Sphaerotholus buchholtzae |
|  |                           |
|  | Sphaerotholus goodwini    |
|  |                           |

|  | Alaskacephale      |
|  |                    |
|  | Pachycephalosaurus |
|  |                    |

|  | Sphaerotholus buchholtzae |
|  |                           |
|  | Sphaerotholus goodwini    |
|  |                           |

|  | Acrotholus audeti   |
|  |                     |
|  | Prenocephale prenes |
|  |                     |

|  | Alaskacephale      |
|  |                    |
|  | Pachycephalosaurus |
|  |                    |

|  | Sphaerotholus buchholtzae |
|  |                           |
|  | Sphaerotholus goodwini    |
|  |                           |

|  | Alaskacephale      |
|  |                    |
|  | Pachycephalosaurus |
|  |                    |

|  | Sphaerotholus buchholtzae |
|  |                           |
|  | Sphaerotholus goodwini    |
|  |                           |

|  | Acrotholus audeti   |
|  |                     |
|  | Prenocephale prenes |
|  |                     |

|  | Alaskacephale      |
|  |                    |
|  | Pachycephalosaurus |
|  |                    |

|  | Sphaerotholus buchholtzae |
|  |                           |
|  | Sphaerotholus goodwini    |
|  |                           |

|  | Alaskacephale      |
|  |                    |
|  | Pachycephalosaurus |
|  |                    |

|  | Sphaerotholus buchholtzae |
|  |                           |
|  | Sphaerotholus goodwini    |
|  |                           |

|  | Acrotholus audeti   |
|  |                     |
|  | Prenocephale prenes |
|  |                     |

|  | Alaskacephale      |
|  |                    |
|  | Pachycephalosaurus |
|  |                    |

|  | Sphaerotholus buchholtzae |
|  |                           |
|  | Sphaerotholus goodwini    |
|  |                           |

|  | Alaskacephale      |
|  |                    |
|  | Pachycephalosaurus |
|  |                    |

|  | Sphaerotholus buchholtzae |
|  |                           |
|  | Sphaerotholus goodwini    |
|  |                           |

|  | Acrotholus audeti   |
|  |                     |
|  | Prenocephale prenes |
|  |                     |

|  | Alaskacephale      |
|  |                    |
|  | Pachycephalosaurus |
|  |                    |

|  | Sphaerotholus buchholtzae |
|  |                           |
|  | Sphaerotholus goodwini    |
|  |                           |

|  | Alaskacephale      |
|  |                    |
|  | Pachycephalosaurus |
|  |                    |

|  | Sphaerotholus buchholtzae |
|  |                           |
|  | Sphaerotholus goodwini    |
|  |                           |

|  | Acrotholus audeti   |
|  |                     |
|  | Prenocephale prenes |
|  |                     |

|  | Alaskacephale      |
|  |                    |
|  | Pachycephalosaurus |
|  |                    |

|  | Sphaerotholus buchholtzae |
|  |                           |
|  | Sphaerotholus goodwini    |
|  |                           |

|  | Alaskacephale      |
|  |                    |
|  | Pachycephalosaurus |
|  |                    |

|  | Sphaerotholus buchholtzae |
|  |                           |
|  | Sphaerotholus goodwini    |
|  |                           |

|  | Acrotholus audeti   |
|  |                     |
|  | Prenocephale prenes |
|  |                     |

|  | Alaskacephale      |
|  |                    |
|  | Pachycephalosaurus |
|  |                    |

|  | Sphaerotholus buchholtzae |
|  |                           |
|  | Sphaerotholus goodwini    |
|  |                           |

|  | Alaskacephale      |
|  |                    |
|  | Pachycephalosaurus |
|  |                    |

|  | Sphaerotholus buchholtzae |
|  |                           |
|  | Sphaerotholus goodwini    |
|  |                           |

|  | Acrotholus audeti   |
|  |                     |
|  | Prenocephale prenes |
|  |                     |

|  | Alaskacephale      |
|  |                    |
|  | Pachycephalosaurus |
|  |                    |

|  | Sphaerotholus buchholtzae |
|  |                           |
|  | Sphaerotholus goodwini    |
|  |                           |

|  | Alaskacephale      |
|  |                    |
|  | Pachycephalosaurus |
|  |                    |

|  | Sphaerotholus buchholtzae |
|  |                           |
|  | Sphaerotholus goodwini    |
|  |                           |

|  | Acrotholus audeti   |
|  |                     |
|  | Prenocephale prenes |
|  |                     |

|  | Alaskacephale      |
|  |                    |
|  | Pachycephalosaurus |
|  |                    |

|  | Sphaerotholus buchholtzae |
|  |                           |
|  | Sphaerotholus goodwini    |
|  |                           |

|  | Alaskacephale      |
|  |                    |
|  | Pachycephalosaurus |
|  |                    |

|  | Sphaerotholus buchholtzae |
|  |                           |
|  | Sphaerotholus goodwini    |
|  |                           |

|  | Acrotholus audeti   |
|  |                     |
|  | Prenocephale prenes |
|  |                     |

|  | Alaskacephale      |
|  |                    |
|  | Pachycephalosaurus |
|  |                    |

|  | Sphaerotholus buchholtzae |
|  |                           |
|  | Sphaerotholus goodwini    |
|  |                           |

|  | Alaskacephale      |
|  |                    |
|  | Pachycephalosaurus |
|  |                    |

|  | Sphaerotholus buchholtzae |
|  |                           |
|  | Sphaerotholus goodwini    |
|  |                           |

|  | Acrotholus audeti   |
|  |                     |
|  | Prenocephale prenes |
|  |                     |

|  | Alaskacephale      |
|  |                    |
|  | Pachycephalosaurus |
|  |                    |

|  | Sphaerotholus buchholtzae |
|  |                           |
|  | Sphaerotholus goodwini    |
|  |                           |

|  | Alaskacephale      |
|  |                    |
|  | Pachycephalosaurus |
|  |                    |

|  | Sphaerotholus buchholtzae |
|  |                           |
|  | Sphaerotholus goodwini    |
|  |                           |

|  | Acrotholus audeti   |
|  |                     |
|  | Prenocephale prenes |
|  |                     |

|  | Alaskacephale      |
|  |                    |
|  | Pachycephalosaurus |
|  |                    |

|  | Sphaerotholus buchholtzae |
|  |                           |
|  | Sphaerotholus goodwini    |
|  |                           |

|  | Alaskacephale      |
|  |                    |
|  | Pachycephalosaurus |
|  |                    |

|  | Sphaerotholus buchholtzae |
|  |                           |
|  | Sphaerotholus goodwini    |
|  |                           |

|  | Acrotholus audeti   |
|  |                     |
|  | Prenocephale prenes |
|  |                     |

|  | Alaskacephale      |
|  |                    |
|  | Pachycephalosaurus |
|  |                    |

|  | Sphaerotholus buchholtzae |
|  |                           |
|  | Sphaerotholus goodwini    |
|  |                           |

|  | Alaskacephale      |
|  |                    |
|  | Pachycephalosaurus |
|  |                    |

|  | Sphaerotholus buchholtzae |
|  |                           |
|  | Sphaerotholus goodwini    |
|  |                           |

|  | Acrotholus audeti   |
|  |                     |
|  | Prenocephale prenes |
|  |                     |

|  | Alaskacephale      |
|  |                    |
|  | Pachycephalosaurus |
|  |                    |

|  | Sphaerotholus buchholtzae |
|  |                           |
|  | Sphaerotholus goodwini    |
|  |                           |

|  | Alaskacephale      |
|  |                    |
|  | Pachycephalosaurus |
|  |                    |

|  | Sphaerotholus buchholtzae |
|  |                           |
|  | Sphaerotholus goodwini    |
|  |                           |

|  | Acrotholus audeti   |
|  |                     |
|  | Prenocephale prenes |
|  |                     |

|  | Alaskacephale      |
|  |                    |
|  | Pachycephalosaurus |
|  |                    |

|  | Sphaerotholus buchholtzae |
|  |                           |
|  | Sphaerotholus goodwini    |
|  |                           |

|  | Alaskacephale      |
|  |                    |
|  | Pachycephalosaurus |
|  |                    |

|  | Sphaerotholus buchholtzae |
|  |                           |
|  | Sphaerotholus goodwini    |
|  |                           |

|  | Acrotholus audeti   |
|  |                     |
|  | Prenocephale prenes |
|  |                     |

|  | Alaskacephale      |
|  |                    |
|  | Pachycephalosaurus |
|  |                    |

|  | Sphaerotholus buchholtzae |
|  |                           |
|  | Sphaerotholus goodwini    |
|  |                           |

|  | Alaskacephale      |
|  |                    |
|  | Pachycephalosaurus |
|  |                    |

|  | Sphaerotholus buchholtzae |
|  |                           |
|  | Sphaerotholus goodwini    |
|  |                           |

|  | Acrotholus audeti   |
|  |                     |
|  | Prenocephale prenes |
|  |                     |

|  | Alaskacephale      |
|  |                    |
|  | Pachycephalosaurus |
|  |                    |

|  | Sphaerotholus buchholtzae |
|  |                           |
|  | Sphaerotholus goodwini    |
|  |                           |

|  | Alaskacephale      |
|  |                    |
|  | Pachycephalosaurus |
|  |                    |

|  | Sphaerotholus buchholtzae |
|  |                           |
|  | Sphaerotholus goodwini    |
|  |                           |

|  | Acrotholus audeti   |
|  |                     |
|  | Prenocephale prenes |
|  |                     |

|  | Alaskacephale      |
|  |                    |
|  | Pachycephalosaurus |
|  |                    |

|  | Sphaerotholus buchholtzae |
|  |                           |
|  | Sphaerotholus goodwini    |
|  |                           |

|  | Alaskacephale      |
|  |                    |
|  | Pachycephalosaurus |
|  |                    |

|  | Sphaerotholus buchholtzae |
|  |                           |
|  | Sphaerotholus goodwini    |
|  |                           |

|  | Acrotholus audeti   |
|  |                     |
|  | Prenocephale prenes |
|  |                     |

|  | Alaskacephale      |
|  |                    |
|  | Pachycephalosaurus |
|  |                    |

|  | Sphaerotholus buchholtzae |
|  |                           |
|  | Sphaerotholus goodwini    |
|  |                           |

|  | Alaskacephale      |
|  |                    |
|  | Pachycephalosaurus |
|  |                    |

|  | Sphaerotholus buchholtzae |
|  |                           |
|  | Sphaerotholus goodwini    |
|  |                           |

|  | Acrotholus audeti   |
|  |                     |
|  | Prenocephale prenes |
|  |                     |

|  | Alaskacephale      |
|  |                    |
|  | Pachycephalosaurus |
|  |                    |

|  | Sphaerotholus buchholtzae |
|  |                           |
|  | Sphaerotholus goodwini    |
|  |                           |

|  | Alaskacephale      |
|  |                    |
|  | Pachycephalosaurus |
|  |                    |

|  | Sphaerotholus buchholtzae |
|  |                           |
|  | Sphaerotholus goodwini    |
|  |                           |

|  | Acrotholus audeti   |
|  |                     |
|  | Prenocephale prenes |
|  |                     |

|  | Alaskacephale      |
|  |                    |
|  | Pachycephalosaurus |
|  |                    |

|  | Sphaerotholus buchholtzae |
|  |                           |
|  | Sphaerotholus goodwini    |
|  |                           |

|  | Alaskacephale      |
|  |                    |
|  | Pachycephalosaurus |
|  |                    |

|  | Sphaerotholus buchholtzae |
|  |                           |
|  | Sphaerotholus goodwini    |
|  |                           |

|  | Acrotholus audeti   |
|  |                     |
|  | Prenocephale prenes |
|  |                     |

|  | Alaskacephale      |
|  |                    |
|  | Pachycephalosaurus |
|  |                    |

|  | Sphaerotholus buchholtzae |
|  |                           |
|  | Sphaerotholus goodwini    |
|  |                           |

|  | Alaskacephale      |
|  |                    |
|  | Pachycephalosaurus |
|  |                    |

|  | Sphaerotholus buchholtzae |
|  |                           |
|  | Sphaerotholus goodwini    |
|  |                           |

|  | Acrotholus audeti   |
|  |                     |
|  | Prenocephale prenes |
|  |                     |

|  | Alaskacephale      |
|  |                    |
|  | Pachycephalosaurus |
|  |                    |

|  | Sphaerotholus buchholtzae |
|  |                           |
|  | Sphaerotholus goodwini    |
|  |                           |

|  | Alaskacephale      |
|  |                    |
|  | Pachycephalosaurus |
|  |                    |

|  | Sphaerotholus buchholtzae |
|  |                           |
|  | Sphaerotholus goodwini    |
|  |                           |

|  | Acrotholus audeti   |
|  |                     |
|  | Prenocephale prenes |
|  |                     |

|  | Alaskacephale      |
|  |                    |
|  | Pachycephalosaurus |
|  |                    |

|  | Sphaerotholus buchholtzae |
|  |                           |
|  | Sphaerotholus goodwini    |
|  |                           |

|  | Alaskacephale      |
|  |                    |
|  | Pachycephalosaurus |
|  |                    |

|  | Sphaerotholus buchholtzae |
|  |                           |
|  | Sphaerotholus goodwini    |
|  |                           |

|  | Acrotholus audeti   |
|  |                     |
|  | Prenocephale prenes |
|  |                     |

|  | Alaskacephale      |
|  |                    |
|  | Pachycephalosaurus |
|  |                    |

|  | Sphaerotholus buchholtzae |
|  |                           |
|  | Sphaerotholus goodwini    |
|  |                           |

|  | Alaskacephale      |
|  |                    |
|  | Pachycephalosaurus |
|  |                    |

|  | Sphaerotholus buchholtzae |
|  |                           |
|  | Sphaerotholus goodwini    |
|  |                           |

|  | Acrotholus audeti   |
|  |                     |
|  | Prenocephale prenes |
|  |                     |

|  | Alaskacephale      |
|  |                    |
|  | Pachycephalosaurus |
|  |                    |

|  | Sphaerotholus buchholtzae |
|  |                           |
|  | Sphaerotholus goodwini    |
|  |                           |

|  | Alaskacephale      |
|  |                    |
|  | Pachycephalosaurus |
|  |                    |

|  | Sphaerotholus buchholtzae |
|  |                           |
|  | Sphaerotholus goodwini    |
|  |                           |

## Ontdekkingsgeschiedenis

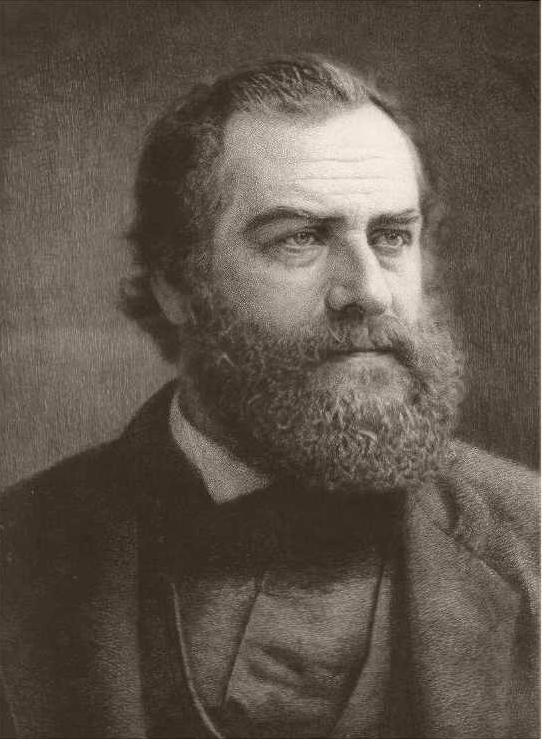
Joseph Leidy

De eerste resten die mogelijkerwijs aan een pachycephalosauriër toebehoren, van Stenopelix, werden in 1855 in Duitsland gevonden, bij Bückeburg. De vondst trok niet veel aandacht en het werd niet begrepen dat men een heel nieuwe diergroep ontdekt kon hebben.
In 1859 of 1860 ontdekte verzamelaar Ferdinand Vandiveer Hayden in Montana een stuk bot, specimen ANSP 8568, dat in 1872 door Joseph Leidy beschreven werd als een bepantserd dier, Tylosteus ornatus. In 1979 werd het door Donald Baird herkend als het squamosum, achterste schedeldak, van een pachycephalosauriër. Baird dacht dat het van Pachycephalosaurus was, zodat de geslachtsnaam Tylosteus prioriteit zou hebben. Met succes diende hij een petitie in bij het ICZN om de naam Pachycephalosaurus te bewaren.
Tegen het eind van de negentiende eeuw doken er meer resten van pachycephalosauriërs op. De schedeldaken schijnen soms te zijn aangezien voor knieschijven, hoewel dinosauriërs die helemaal niet bezitten. Ook werden ze wel geïnterpreteerd als delen van het pantser van Stegosauria en Ceratopia.
In 1898 werd door Lawrence Morris Lambe een geïsoleerd schedeldak gevonden op de oostoever van de Berry Creek in Alberta in Canada. In 1902 benoemde hij dat samen met twee andere schedeldaken als de soort Stegoceras validus. Lambe begreep oorspronkelijk echter niet dat het om een schedeldak ging en dacht dat het een bult, een "prenasale", op de neus van een veel grotere dinosauriër betrof. In 1903 stelde baron Franz Nopcsa dat de bult een uitgroeisel van het neusbeen of het voorhoofdsbeen zelf was die een hoorn op de snuit ondersteunde. In 1907 was John Bell Hatcher de eerste die postuum aangaf dat in wezen het om normale schedeldaken ging, zij het dat ook hij Stegoceras onder de Ceratopia rekende.
In het begin van de twintigste eeuw werden er in Canada verdere schedeldaken gevonden van Stegoceras, die soms werden benoemd als aparte soorten binnen dat geslacht. In 1921 was er een grote doorbraak in het pachycephalosauriëronderzoek toen door George Fryer Sternberg bij Steveville het eerste zekere skelet van een dier uit de groep werd gevonden, specimen UALVP-2. In 1924 beschreef Charles Whitney Gilmore het exemplaar. Gilmore maakte daarbij echter een vergissing die vele decennia lang tot grote verwarring zou leiden. Hij dacht dat de premaxillaire tanden van Stegoceras identiek waren aan tanden die eerder als Troodon waren benoemd. Hij stelde dat Stegoceras een jonger synoniem was van Troodon. Voor zulke vormen benoemde hij een Troodontidae welke groep samenviel met de huidige Pachycephalosauria. Literatuur uit deze periode is daarom zeer verwarrend want tegenwoordig wordt begrepen dat Troodon en de Troodontidae Theropoda zijn.
In 1930 werd door G.F. Sternberg in de Lanceformatie van Niobrara County, Wyoming, specimen USNM 12031 gevonden, een schedel die in 1931 door Gilmore benoemd werd als Troodon wyomingensis. In 1943 benoemden Barnum Brown en Erich Maren Schlaikjer hiervoor een apart geslacht Pachycephalosaurus, als tweede zekere pachycephalosaurische genus.
In 1945 begreep Charles Mortram Sternberg dat Troodon een theropode was. Dat betekende ook dat de naam Troodontidae niet meer voor de domeheaded dinosaurs gebruikt kon worden. Hij benoemde daarom een Pachycephalosauridae. Dat zou hierop de gebruikelijke naam blijven voor de vormen met bolle koppen maar pas in 1987 was iedereen ervan overtuigd dat Troodon daar niet bij hoorde.
Ondertussen was in 1923 op Wight een dik schedeldak gevonden dat in 1971 door Peter Malcolm Galton benoemd zou worden als de pachycephalosauride Yaverlandia. Later zou duidelijk worden dat het in feite om een theropode gaat maar Galton wijdde in het kader van de beschrijving verschillende invloedrijke theoretische overwegingen aan de functie van het schedeldak, het begin van een tot nu toe voortdurende controverse.
C.M. Sternberg was een van de laatsten van de "oude garde" van het dinosauriëronderzoek in Amerika, dat tientallen jaren vrijwel stil zou liggen. Pas in 1970 en 1971 zouden nieuwe pachycephalosauriërs gevonden worden en wel in een heel ander continent, Azië. Het belangrijkste vondstgebied is daar de Gobiwoestijn waar Pools-Mongoolse expedities opgravingen verrichten. In 1974 verdubbelden twee Poolse paleontologen, Teresa Maryańska en Halszka Osmólska, in één klap het aantal bekende geslachten door Tylocephale, Prenocephale en Homalocephale te benoemen en tegelijkertijd de Pachycephalosauria zelf. Tot de vondsten behoorden naast schedels ook meer complete skeletten. Voor de eerste keer werden de verschillende aspecten van de groep, zoals de osteologie, systematiek en ecologie, systematisch behandeld. In 1982 werd uit hetzelfde gebied de in 1977 gevonden Goyocephale benoemd. Ook uit Azië maar nu China is in 1977 de in 1970 ontdekte Wannanosaurus beschreven door Hou Lianhai. Van de in 1978 benoemde Micropachycephalosaurus, is het ondanks de naam zeer onzeker of het om een pachycephalosauriër gaat.
Bijna gelijktijdig kwam ook weer het onderzoek in Noord-Amerika op gang. In 1979 benoemden Galton en William Patrick Wall een in 1972 opgedoken schedeldak als het geslacht Gravitholus. In 1983 benoemden Galton en Hans-Dieter Sues Stygimoloch; een stuk squamosum werd daaraan toegewezen dat nog door Hatcher was gevonden. Een in 1988 benoemd geslacht Stenotholus, is daar vermoedelijk een jonger synoniem van.

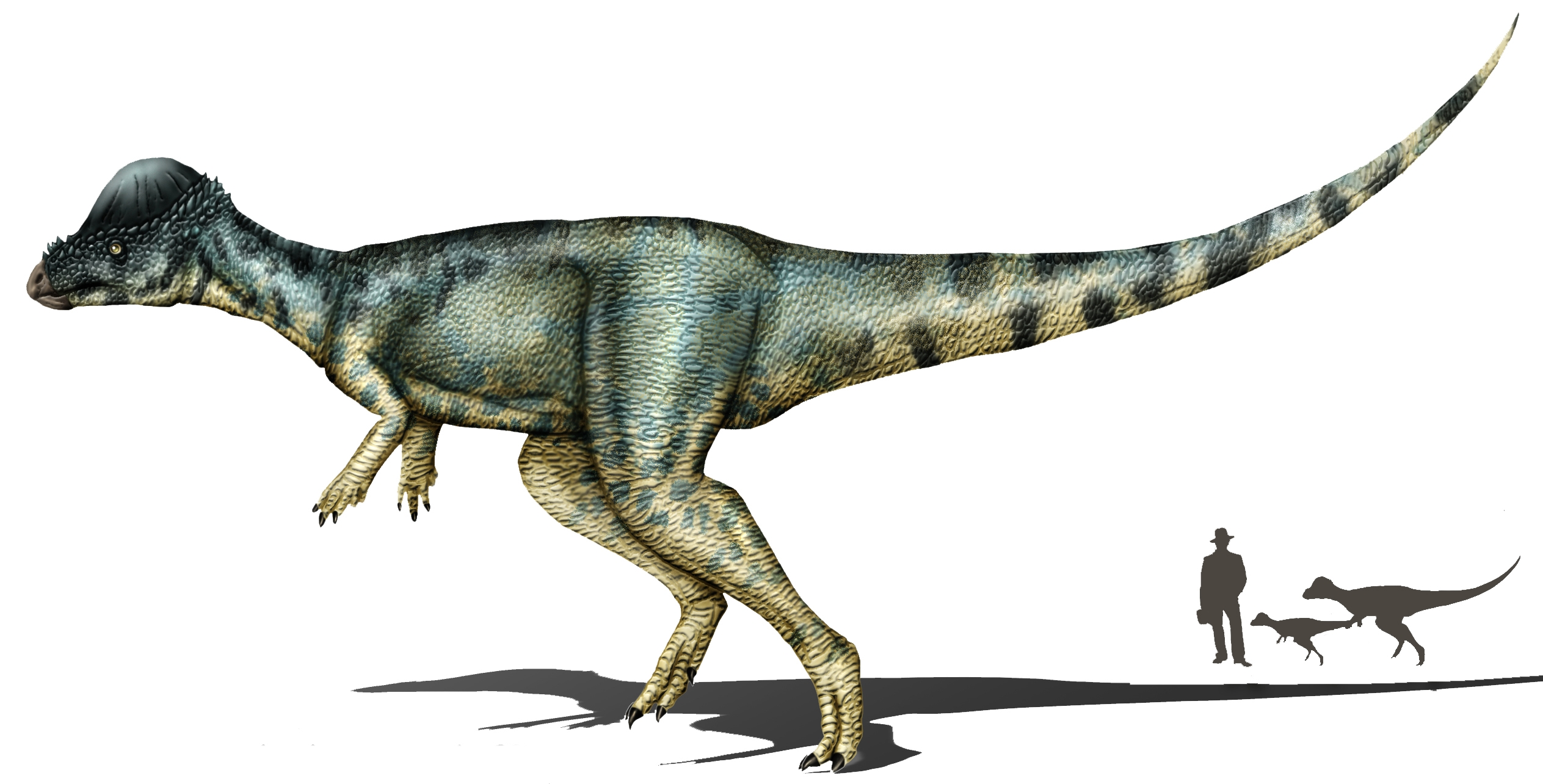
Alaskacephale is de eerste soort uit Alaska

Van de jaren negentig af werden steeds meer opgravingen verricht, in de klassieke vondstgebieden maar soms ook in nieuwe streken. Daarnaast werden eerdere vondsten opnieuw bestudeerd in het licht van verbeterde inzichten. Omdat de vondsten zich voornamelijk beperkten tot schedeldaken, is het vaak omstreden welke soorten tot welk geslacht behoren en of kleine verschillen tussen de schedels op aparte soorten duiden of slechts het gevolg zijn van individuele variatie. Ook is het een probleem gebleken of sommige soorten niet het jong zijn van andere bekende vormen. Het hele onderzoeksgebied is daarmee tamelijk controversieel geworden.
In 2002 benoemden Thomas Williamson en Thomas Carr het geslacht Sphaerotholus. Dit werd door sommige onderzoekers echter niet aanvaard. In 2003 hernoemde Robert Michael Sullivan Stegoceras lambei Sternberg 1945, gebaseerd op een schedeldak in 1923 gevonden, tot een eigen geslacht Colepiocephale en Troodon Sternbergi Brown & Schlaikjer 1943, een schedeldak in 1928 opgegraven, in een Hanssuesia. In 2006 werd de in 2003 gevonden Dracorex benoemd, maar al snel werd beweerd dat dit geslacht en Stygimoloch slechts groeifasen waren van Pachycephalosaurus. Hetzelfde jaar zag de benoeming van de eerste pachycephalosauriër uit Alaska: de in 1999 gevonden Alaskacephale. Het jaar 2010 leverde de volgende geslachtsnaam op, Texacephale, in 2008 gevonden. Al binnen enkele maanden werd beweerd dat het een ongeldig nomen dubium was. In 2011 leverde Mongolië weer een soort op toen Amtocephale benoemd werd. In 2013 werd de in 2008 gevonden Acrotholus benoemd. In 2016 kreeg Stegoceras breve een eigen geslacht Foraminacephale. Hiermee heeft bijna de helft van de zekere pachycephalosauriërgeslachten in de eenentwintigste eeuw zijn naam gekregen.

### Tijdbalk
De volgende tijdbalk zet de ontdekkingen van pachycephalosauriërgeslachten in een chronologische volgorde; het jaar van hun benoeming ligt later, in het geval van Colepiocephale tachtig jaar en van Foraminacephale 115 jaar. De tijdbalk begint in 1824, het jaar waarin de eerste Mesozoïsche dinosauriër benoemd werd, Megalosaurus.

## Beschrijving

### Grootte en onderscheidende kenmerken
Pachycephalosauria zijn meestal vrij kleine dieren. Ze verschillen in lengte van een halve meter bij Wannanosaurus tot rond de zes meter bij Pachycephalosaurus. Wannanosaurus kan echter een jong dier vertegenwoordigen; met zekerheid volwassen exemplaren zijn minstens anderhalve meter lang.
In 2004 gaf Maryańska verschillende synapomorfieën, gedeelde afgeleide eigenschappen, van de Pachycephalosauria aan. Het schedeldak is verdikt. Het voorhoofdsbeen raakt de oogkas niet. De beenbalk achter de oogkas gevormd door het postorbitale heeft een breed bovenvlak. Het wandbeen heeft geen achterste zijdelingse verbreding. Er bevinden zich bultjes op de zijdelingse achterrand van het squamosum. Het squamosum overgroeit breed verwijdend het achterhoofd. De tubera basilaria zijn dun en plaatvormig. De plaatvormige overgang tussen het proöticum en het basifenoïde raakt de plaat tussen proöticum en pterygoïde. Het jukbeen en het quadratum omvatten van buiten en binnen de onderrand van het quadratojugale. De ruggenwervels hebben gewrichtsuitsteeksels met een systeem van dubbele groeven en richels. De sacrale ribben zijn langwerpig. De staart wordt omringd door een korf van spoelvormige verbeningen. Het darmbeen heeft een golvend profiel. Het blad van het darmbeen steekt in het midden naar binnen uit. Het schaambeen is vrijwel geheel van het heupgewricht uitgesloten.
Maryańska gaf ook enkele eigenschappen aan waarin de Pachycephalosauria juist basaal zijn, die dus geërfd zijn van eerdere Ornithischia. De praemaxilla is kort. De praemaxilla draagt nog tanden. De tanden verschillen duidelijk van vorm. De tanden in de bovenkaak zijn klein en bladvormig. De onderkaak heeft een lage processus coronoides en een vrij kort retroarticulair uitsteeksel. Het zitbeen heeft geen processus obturatorius.

### Skelet

#### Schedel

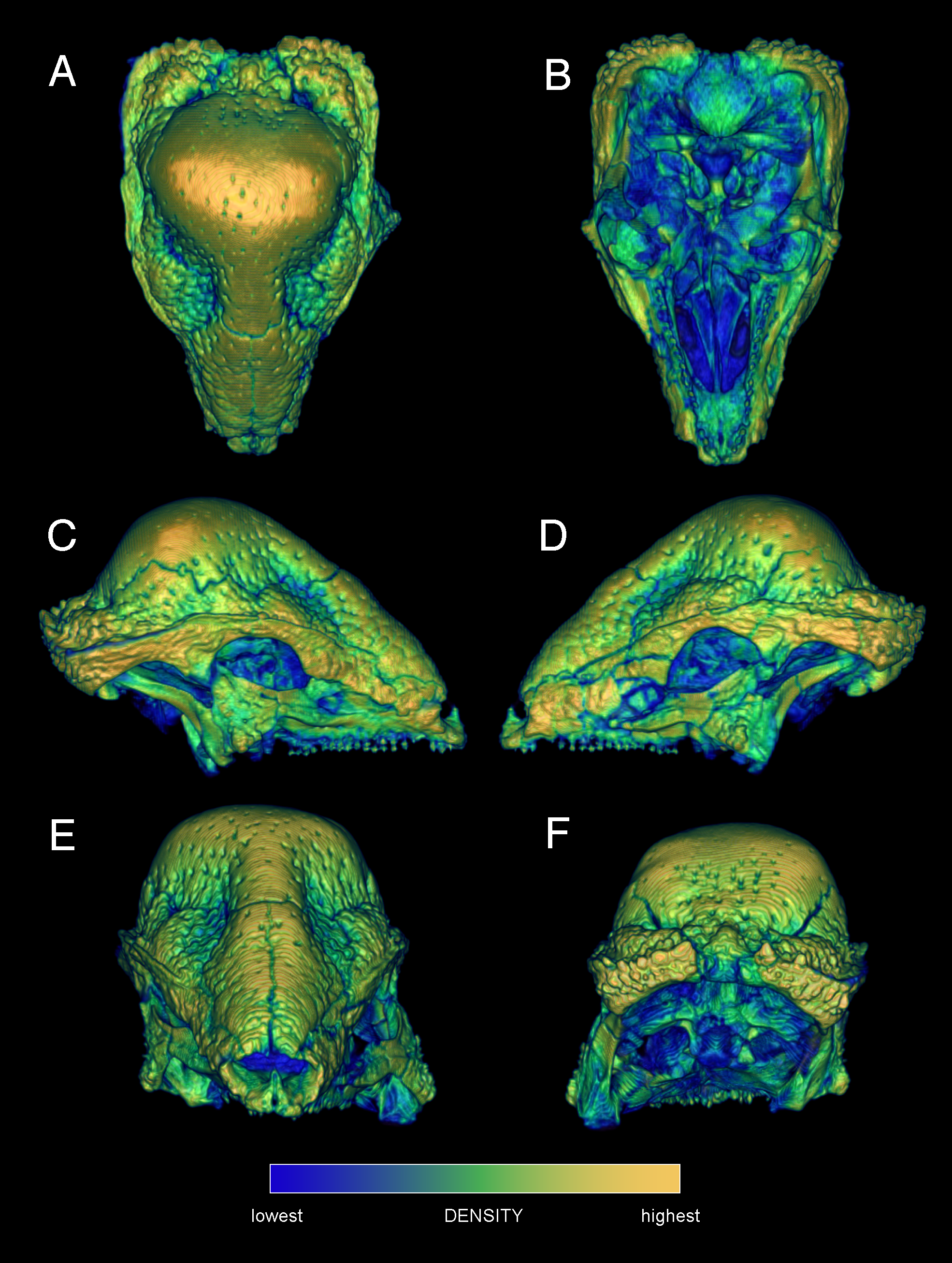
Het schedeldak van pachycephalosauriërs is massief maar in de snuit bevinden zich holten

De schedel van de Pachycephalosauria is kort en hoog. Het is een onbeweeglijk hecht geheel dat zich kenmerkt door sterke vergroeiingen. Het schedeldak is sterk tot extreem verdikt. De verdikking resulteert vaak in een beenkoepel die de bovenste slaapvensters kan sluiten. Het achterhoofd is hoog en in de hoeken bekroond door brede squamosa. De stelling van Sullivan dat bij Colepiocephale de squamosa zouden ontbreken, bleek later op een vergissing te berusten.
De snuit is meestal kort, met een korte praemaxilla. De praemaxilla heeft een matig ontwikkelde achterste tak, tussen neusbeen en bovenkaaksbeen geklemd, die achteraan het traanbeen niet bereikt. De kaakrand van de praemaxilla is dik en draagt drie premaxillaire tanden. Die staan iets achter de allervoorste snuitpunt die vermoedelijk voorzien was van een kleine hoornsnavel. De derde tand is de grootste. De premaxillaire tanden zijn kegelvormig en iets naar achteren gekromd met een gekartelde achterste snijrand. Ze hebben slijtvlakken aan de binnenkant. De praemaxilla vormt de onderrand en een gedeelte van de bovenrand van het externe benige neusgat. De bovenkaaksbeenderen dringen de praemaxillae van de binnenste neusgaten, de choanae. Het bovenkaaksbeen vormt een hoog verticaal element. Vooraan vormen korte dikke interne vleugels van de bovenkaaksbeenderen een benig verhemelte; meer naar achteren zijn ze gescheiden door de ploegschaarbeenderen. Het bovenkaaksbeen of maxilla draagt een tandrij van zestien tot twintig tanden die door een diasteem van de premaxillaire tanden is gescheiden. De maxillaire tanden zijn klein, driehoekig en overdwars afgeplat. Ze zijn iets naar buiten gekromd en hebben zwakke verticale richels die uitlopen in kleine vertandingen, de middelste op het spits de grootste. De achterrand van iedere tand overlapt de voorrand van de achterliggende tand iets. De slijtfacetten aan de binnenkant vormen min of meer een doorlopend kauwvlak. De fenestra antorbitalis is meestal gesloten en zelfs geen uitholling blijft ervan over; een uitzondering vormt Prenocephale prenes waar tussen bovenkaaksbeen en traanbeen nog een klein venster aanwezig is. De opening leidt bij deze soort naar een holte in het bovenkaaksbeen die weer via een venster met de neusholte verbonden is. Zulke holten zijn bij meerdere soorten aangetroffen. De holte van het bovenkaaksbeen loopt naar achteren door in de interne voorste tak van het traanbeen en vandaar in het foramen lacrimale in de voorrand van de oogkas. Het traanbeen raakt het neusbeen en prefrontale typisch niet. Het neusbeen is in de lengte en overdwars bol. Soms loopt de achterste bolling over in die van het schedeldak.

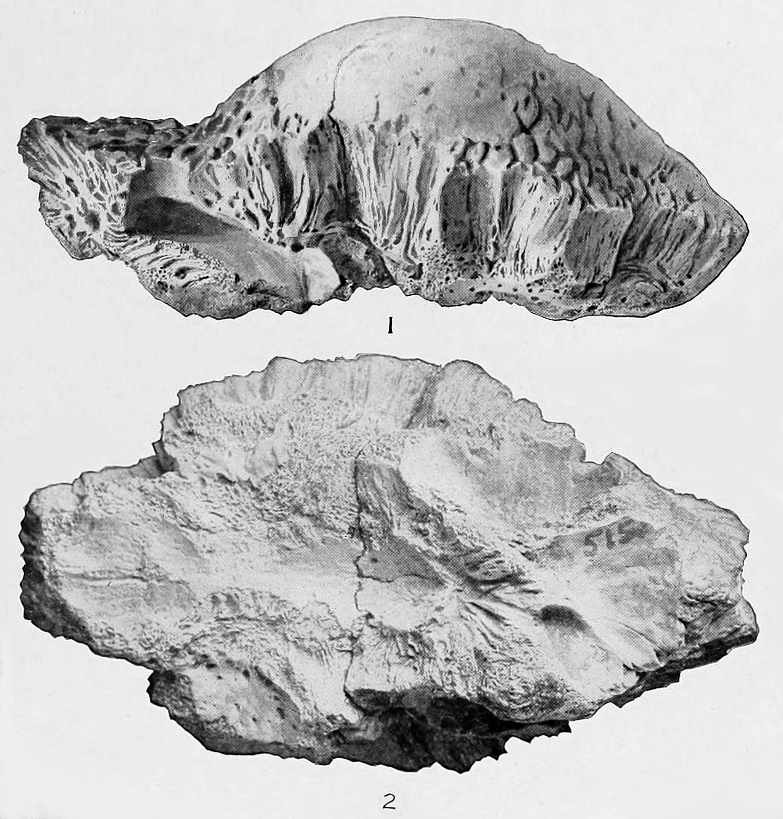
De meeste fossielen van Pachycephalosauria betreffen zulke dikke massieve schedeldaken als dit van Stegoceras

Het schedeldak bestaat uit een vergroeiing van de voorhoofdsbeenderen (frontalia) en de wandbeenderen (parietalia) tot een frontoparietale. Bij Homalocephale en Goyocephale zijn de beennaden nog zichtbaar en blijft de zwelling van het schedeldak beperkt. Wellicht gaat het hier om jonge dieren. Bij Stegoceras is er een naar achteren oplopende bolling die de bovenste slaapvensters echter niet sluit en de squamosa niet incorporeert. Bij veel andere soorten bedekt de beenkoepel de gehele achterste kop en bereikt een enorme dikte, tot ruim twintig centimeter bij Pachycephalosaurus. Alle randelementen sluiten er dan bij aan en hebben er hoge raakvlakken mee. De verdikking bestaat in wezen uit massief bot, voornamelijk zonder holten of een sponsachtige structuur. In het midden is er echter soms een dempende laag met verticale beenkolommen, trabeculae. Sommige soorten zijn alleen van hun schedeldak bekend.
De oogkas is robuust en naar voren en het midden toe geheel gesloten door een mozaïek van verbeende elementen die zeer variabel van vorm zijn. De oogkas is zo geheel afgesloten van de neusholte. Bij de meeste dinosauriërs bevinden zich hier hoogstens kraakbeenschotten. De bovenrand van de oogkas wordt gevormd door twee robuuste supraorbitalia, een voorste en een achterste. Het postorbitale is een fors element. Naar boven wordt het meestal in de welving opgenomen. Naar onder is er soms een lange tak als achterrand van de oogkas. Als de squamosa een apart achterste beenplateau vormen, loopt het postorbitale daar vaak in over. Typisch draagt het postorbitale een rij knobbels.
De squamosa vormen brede hoeken die het achterhoofd overhangen. De squamosa worden meestal gescheiden door achterste uitlopers van de wandbeenderen, van variabele breedte, waarmee ze zigzaggende beennaden hebben. Soms zijn de squamosa in de koepel opgenomen, bij basale soorten vormen ze een apart achterste beenplateau. In alle gevallen is er een achterste beenrichel waar de squamosa deel van uitmaken. Op de squamosa liggen één of meerdere rijen bulten, traditioneel gezien als vastgegroeide osteodermen of huidverbeningen maar misschien uitgroeisels van de normale schedelwand. Bij Dracorex en Stygimoloch zijn er ook clusters van lange stekels, wellicht een jeugdig kenmerk.
Het jukbeen is een groot en hoog element dat achteraan tot dicht bij het kaakgewricht reikt, naar boven de achterrand van de oogkas en de voorrand van het onderste slaapvenster vormt en soms tot vóór het traanbeen naar voren uitsteekt. Het jukbeen heeft een verticaal contact met het quadratojugale en raakt daaronder, met uitzondering van Homalocephale, het quadratum, waarbij het doorboord wordt door het foramen quadratojugale. De buitenwand van het jukbeen is sterk met bulten bezet. Het quadratojugale is een in zijaanzicht hoog druppelvormig element dat de onderrand van het onderste slaapvenster vormt. Vaak is het quadratojugale sterk ingesnoerd zodat het een overdwarse plaat vormt tussen jukbeen en quadratum. Het quadratojugale kan glad zijn of juist sterk geornamenteerd.

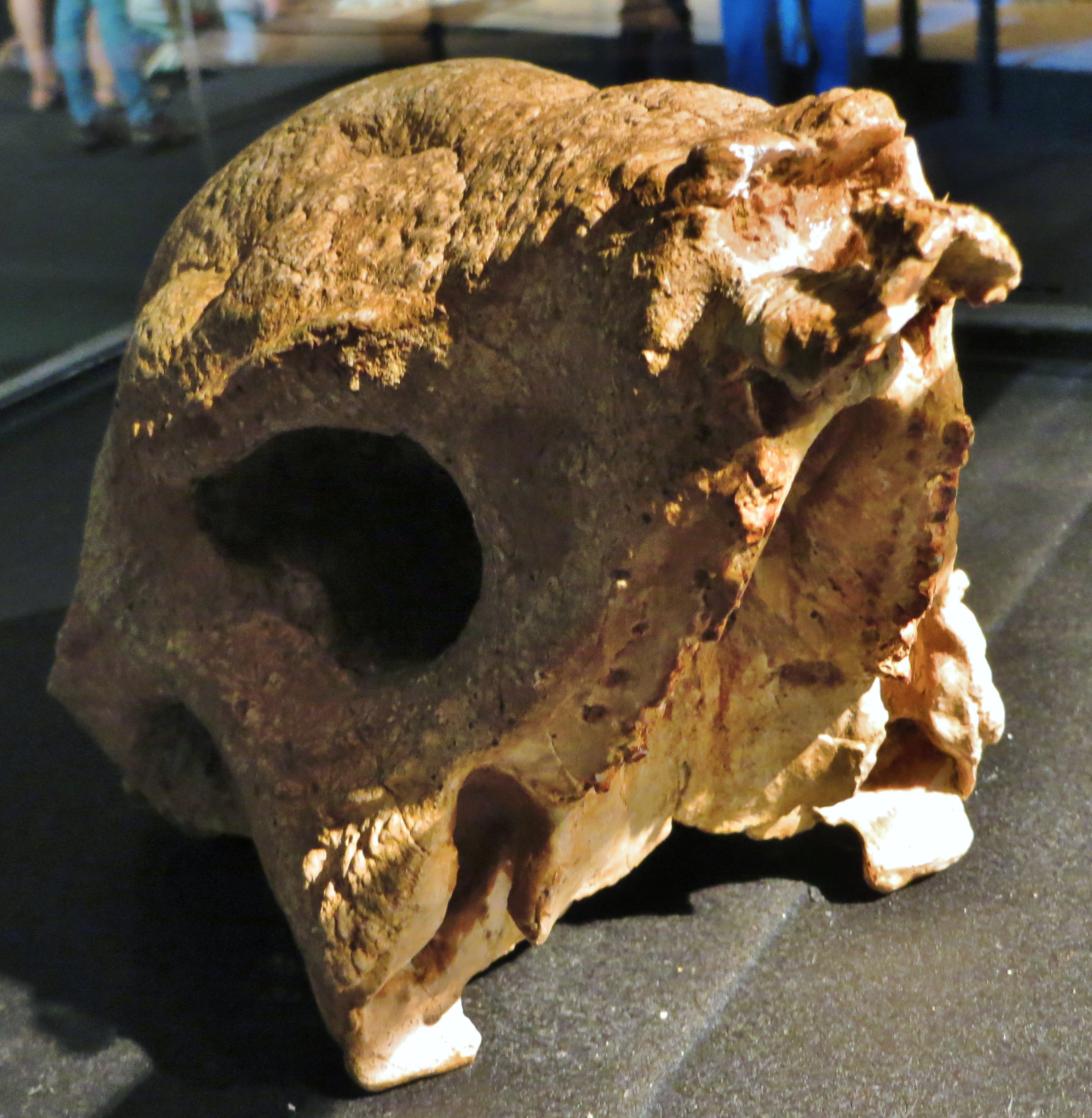
Het verhemelte bij Prenocephale

De hersenpan is een stevige constructie met sterk verbeende elementen, hecht verbonden met het splanchocranium, het voorste gedeelte van de schedel. De squamosa en wandbeenderen vormen, van het schedeldak af naar beneden en weer naar voren buigend, een bovenste verlenging van het achterhoofd dat zo nogal hoog wordt. Het centrale bovenste been van het eigenlijke achterhoofd, het supraoccipitale, is klein en steekt hoog in de wandbeenderen. Naar onderen maakt het een klein deel uit van de bovenrand van het achterhoofdsgat. De zijvleugels ervan zitten tussen de squamosa en de exoccipitalia geklemd. De meer zijdelings gelegen exoccipitalia sluiten typisch nauw bij de squamosa en de quadrata aan en lopen uit in de zijuitsteeksels, de processus paroccipitales, die brede en korte punten vormen en iets naar binnen krommend afhangen. Onder het achterhoofdsgat ligt de achterhoofdsknobbel, de verbinding met de nek, die grotendeels gevormd wordt door het basioccipitale. De knobbel heeft een korte hals en is schuin naar beneden gericht, een teken dat het hoofd wat naar de grond wees. De aanhangsels van het onderste achterhoofd, de tubera basilaria die de oorsprong zijn van de Musculus rectus capitis, de spier die naar de onderkant van de nek loopt en de kop doet buigen, zijn opvallend plat en hebben de vorm van overdwars gerichte platen. Ze zijn gescheiden door een diepe spleet die van voren begrensd wordt door een dikke beenplaat die gevormd wordt door het basisfenoïde in het midden en de proötica aan de zijkanten. De vorming van zo'n plaat is een uniek kenmerk en dient, samen met de platte tubera, kennelijk als een vlak om de kop zowel naar beneden als in te trekken om die stabiel te houden bij het kopstoten. De plaat ligt onder de vleugel van het pterygoïde die aan het quadratum verbonden is en vormt zo meteen de scheiding tussen hersenpan, oogkas en verhemelte. Nog meer naar voren ligt het parasfenoïde, dat een duidelijk gescheiden element is, de voorrand van het basisfenoïde van onderen overgroeiend. Het parasfenoïde steekt duidelijk naar voren maar raakt het verbeende presfenoïde meestal niet vanwege het gedrongen zijn van de onderzijde van de hersenpan. Wel raakt de zijwand van de hersenpan, het laterosfenoïde, de verbeende binnenwand van de oogkas. De hersenholte toont vooraan brede en uiteen staande reuklobben.
Vooraan in de snuit bevindt zich een kort secundair verhemelte. De ploegschaarbeenderen steken tussen de interne vleugels van de bovenkaaksbeenderen maar bereiken de praemaxillae niet. Het ploegschaarbeen overlapt achteraan de onderkant van de voorste tak van het pterygoïde en raakt daar met de zijkant de steil naar boven en binnen stijgende voorste tak van het verhemeltebeen. Deze tak, die naar voren abrupt versmalt, vormt de helft of meer van de binnenrand van het interne neusgat, de choana. Het verhemeltebeen is een klein element met een variabel contact met het bovenkaaksbeen en een vaak rechte, soms naar beneden gebogen, tak naar de bovenkant van de voorste tak van het pterygoïde. Het pterygoïde heeft twee hoofdtakken. De voorste loopt naar het verhemeltebeen toe en ontspruit uit een brede bijna horizontale basis om naar voren te versmallen tot een verticale plaat. Deze platen van beide pterygoïden raken elkaar soms over de totale lengte maar basale vormen hebben soms een tussenholte. De platen lopen bij basale vormen horizontaal maar kunnen ook scherp naar voren stijgen. De achterste hoofdtak loopt naar het quadratum toe en overlapt daarvan met een hoge verticale plaat de interne vleugel. Deze plaat raakt ook een groot deel van de voorkant van het basisfenoïde van de hersenpan tot aan het proöticum toe. Van Aziatische vormen is een epipterygoïde gemeld dat van de onderste zijwand van de hersenpan naar de plaat zou lopen. Een klein ectopterygoïde vormt het contact met de schedelwand. Het heeft een forse tak naar het jukbeen en vormt de achterrand van een klein venster zijwaarts van het verhemeltebeen.

#### Onderkaken

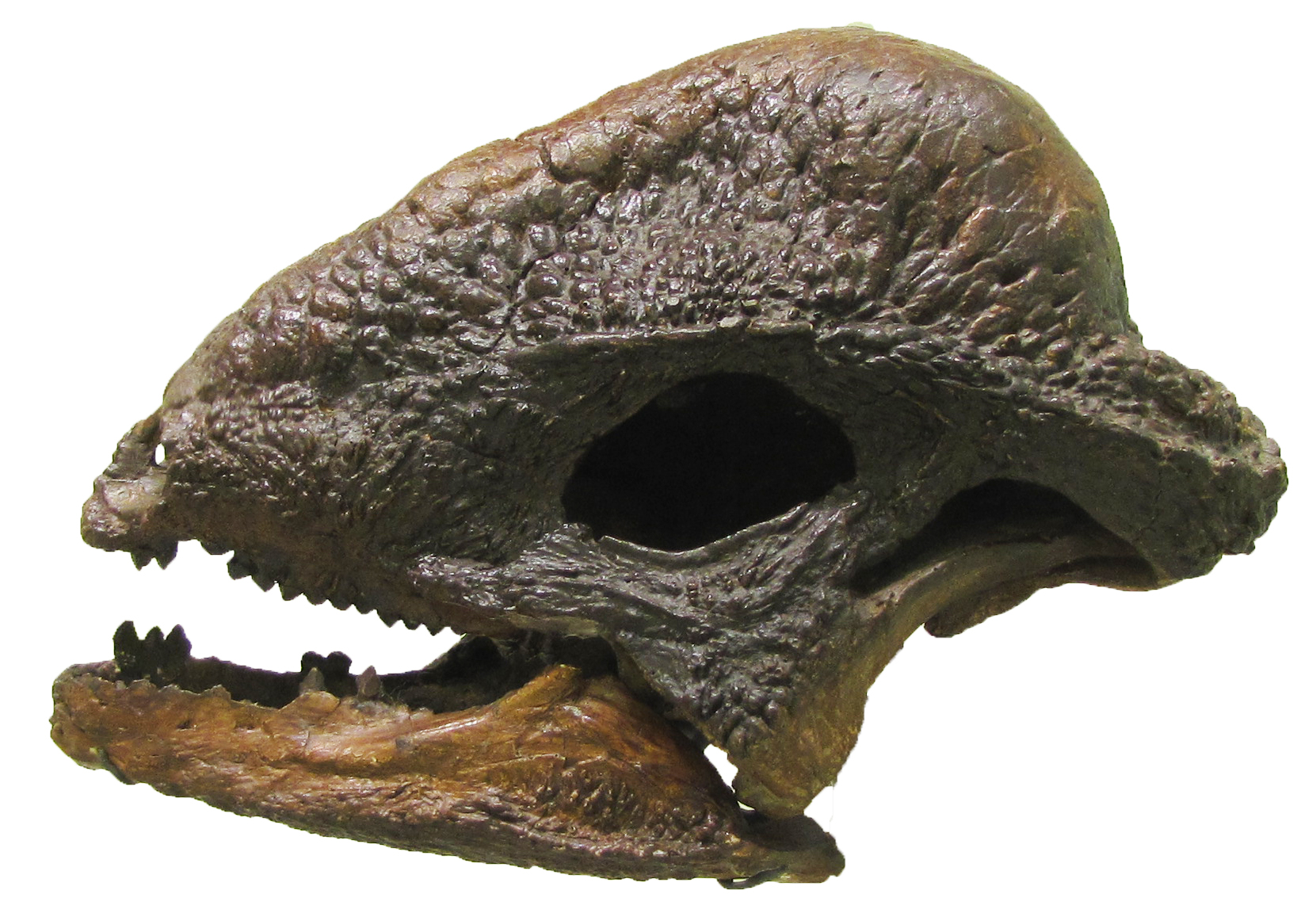
De onderkaken van Stegoceras behoren tot de weinige die teruggevonden zijn

Er is maar een klein aantal pachycephalosaurische onderkaken bekend. De onderkaak is tamelijk laag, wat een duidelijk verschil is met de ceratopische verwanten. In onderaanzicht is het profiel ervan licht golvend. De vorm ervan duidt niet op sterke spieraanhechtingen: de processus coronoides die als hefboom kan dienen voor de sluitspieren is laag en het retroarticulair uitsteeksel aan de achterkant dat als een hefboom werkt om de kaak te openen is matig lang. Ook de ruimte overdwars voor de sluitspieren is gering. Wel ligt het kaakgewricht vrij laag wat de bijtkracht weer verhoogt. Vooraan zijn de onderkaken niet met elkaar vergroeid in de symfyse. De symfysefacetten zijn klein en een centraal predentarium als beenkern voor de ondersnavel is nooit gevonden. Desalniettemin wordt algemeen aangenomen dat het wel aanwezig was, waarop ook de gegroefde raakvlakken ervoor aan de buitenste bovenkant duiden. Het voorste twee derden deel van de onderkaak bestaat uit het tanddragende dentarium. Het driehoekige spleniale beperkt zich tot de binnenkant van de onderkaak. De processus coronoides bestaat van voren uit het dentarium, van achteren uit het surangulare en bovenop misschien uit een coronoïde dat zich dan niet boven het surangulare zou verheffen. Het stuk onderkaak achter het coronoïde uitsteeksel is kort met onderaan het angulare als grootste element. Het prearticulare en articulare zijn naadloos vergroeid; naar voren sterkt het prearticulare zich uit tot het midden van de groeve waardoor de sluitspieren het binnenste van de kaak bereiken. Ook de onderkaak is van bultige osteodermen voorzien, meestal het sterkst aan de buitenzijde en onderkant van het angulare.
De tanden in de onderkaak lijken op de maxillaire tanden van de bovenkaak. Net als deze hebben ze zowel aan de binnenzijde als de buitenzijde email. Naar voren toe worden de dentaire tanden groter. Bij Goyocephale is te zien dat het voorste paar tanden in de onderkaken extreem vergoot is met een veelhoekige doorsnede en een scherpe gekartelde achterrand. Deze tand past kennelijk in het diasteem tussen de premaxillaire en maxillaire tanden van de bovenkaak. Dergelijke lange "hoektanden" in de onderkaken worden ook bij andere soorten verondersteld want ook die tonen diastemen. De dentaire tanden zijn aan de buitenzijde afgesleten, wat overeenkomt met het gegeven dat hun tandrij bij sluiting van de muil binnen die van de bovenkaak past.

#### Postcrania

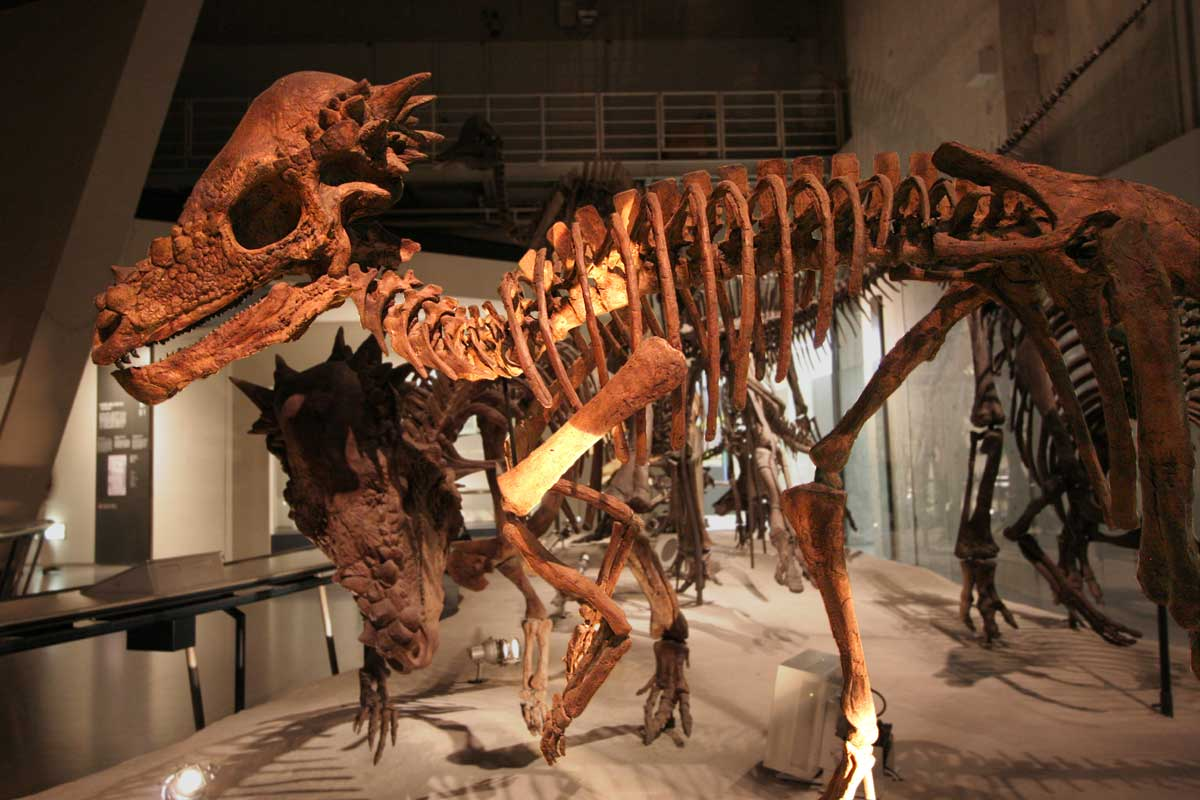
Een aangevuld afgietsel van "Sandy"

##### Wervelkolom
Van de postcrania van de Pachycephalosauria, de delen achter de schedel, is meestal maar weinig teruggevonden. De belangrijkste exemplaren zijn specimen UALVP-2 dat aan Stegoceras is toegewezen, het holotype van Homalocephale GI SPS 100/1201 en verder een nog onbeschreven skelet dat onder de naam "Sandy" bekendstaat en vermoedelijk Stygimoloch of Pachycephalosaurus vertegenwoordigt. De indeling van de wervelkolom is niet met zekerheid bekend en evenmin is duidelijk hoeveel variatie er in was.
De nek van de Pachycephalosauria telt vermoedelijk negen halswervels. Die zijn zodanig afgeschuind dat de nek een sterke S-bocht maakt. De voorste halswervels zijn tamelijk langwerpig en duidelijk langer dan de achterste. De halswervels zijn nogal hoog en dragen een goed ontwikkelde kiel aan de onderzijde wat duidt op een krachtige musculatuur van de nek. Het ruggenmergkanaal is eveneens hoog en heeft een groeve in de bovenkant waarvan wel is verondersteld dat er een apart kanaal in lag dat kon uitzetten om de verhoging van de vloeistofdruk door de stoten met de kop te compenseren. Bij de voorste gewrichtsuitsteeksels van de halswervels is de bovenste helft van het facet ingesprongen ten opzichte van de onderste helft. Daardoor ontstaat een opstaande rand in de lengterichting die de beweging van het facet onder dat van het achterste gewrichtsuitsteeksel van de voorgaande wervel beperkt. Dit wordt vaak gezien als een aanpassing die moet voorkomen dat bij een kopstoot de nek te zwaar ingedrukt wordt.
De minstens elf ruggenwervels zijn amfiplat: aan beide zijden plat. Naar achteren nemen ze in grootte toe. De doornuitsteeksels van de voorste ruggenwervels hebben ongeveer tweemaal de hoogte van het wervellichaam, van de achterste ruggenwervels anderhalfmaal. Dat levert geen bijzondere hoogte op en een rugkam ontbreekt. De doornuitsteeksels zijn wel robuust en min of meer rechthoekig in zijaanzicht, iets naar achteren hellend. Naar achteren gaan de zijuitsteeksels steeds schuiner omhoog staan met uitzondering van de laatste wervel waar ze horizontaal liggen in aansluiting op het bekken. De ruggengraat buigt vooraan niet sterk naar beneden toe. De korte en brede gewrichtsuitsteeksels tonen dezelfde groeven als in de nek zodat kennelijk ook de rug verstijfd was. De tweekoppige ribben zijn staafvormig en licht naar binnen gebogen. Naar achteren neemt de afstand tussen capitulum en tuberculum, de onderste en bovenste ribkop, geleidelijk toe. De achterste ribben zijn slanker en krommer; ze steken meer horizontaal uit. Het geheel resulteert in een tamelijk korte en rechte romp die achteraan echter tamelijk breed is.

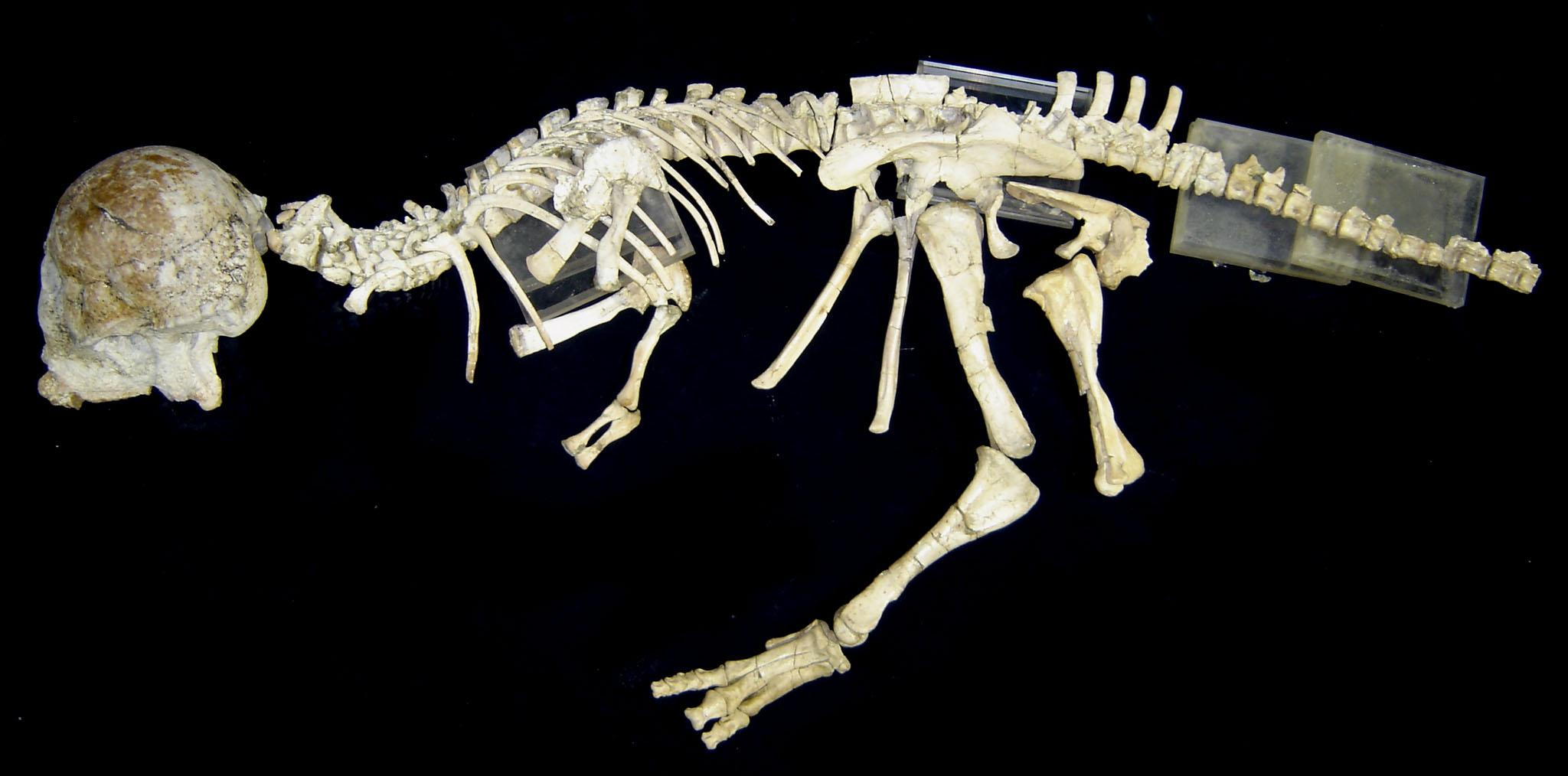
Een als Prenocephale verkocht skelet in particulier bezit

Het heiligbeen heeft een zeer afwijkende vorm. Het bestaat uit zes hecht vergroeide lage en lange sacrale wervels. De tweede, derde en vierde wervel hebben een lage kiel. De sacrale ribben dragen bij aan een verbreed en versterkt bekken. Dat is bij meer Ornithischia het geval en neemt dan meestal de vorm aan van een sacraal juk waarbij de ribben met elkaar vergroeien tot een plaat. Bij de Pachycephalosauria echter blijven de ribben van elkaar gescheiden. De breedte van het bekken wordt gecompenseerd door de ribben langwerpig te maken. De versteviging wordt geleverd door de bovenkant van het uiteinde van de rib naar voren te draaien en extreem te verbreden tot een verticale plaat. Bij Homalocephale, waar de structuur van de heup goed bewaard is gebleven, is te zien dat bij de eerste sacrale wervel het zijuitsteeksel nog de normale vorm bezit en vergroeid is met een korte en brede rib, samen het blad van het darmbeen rakend. De tweede en derde sacrale rib hebben al de afgeplatte vorm. In plaats van horizontaal naar het darmbeen te lopen zoals gebruikelijk, zijn ze schuin omlaag gericht. Beide ribben raken eenzelfde facet op de voorste uitloper van het zitbeen waar dit het schaambeen van de onderkant van het heupgewricht dringt. De tweede rib is hiertoe schuin naar achteren gericht, de derde schuin naar voren. De vierde rib vormt een zeer hoge verticale plaat. De bovenkant daarvan raakt het darmbeen achter het heupgewricht, de onderkant de tak van het zitbeen die het darmbeen ondersteunt. De vijfde rib vormt een kortere verticale plaat die bij de achterkant van de bovenste vierde rib aansluit. De zesde rib is weer "normaal" en verticaal afgeplat. Bij Goyocephale gaat de derde rib minder omlaag en steekt naar achteren in plaats van naar voren. De sacrale ribben en zijuitsteeksels zijn bij Homalocephale en Goyocephale niet naadloos versmolten maar dat komt wellicht doordat het onvolgroeide dieren betreft.

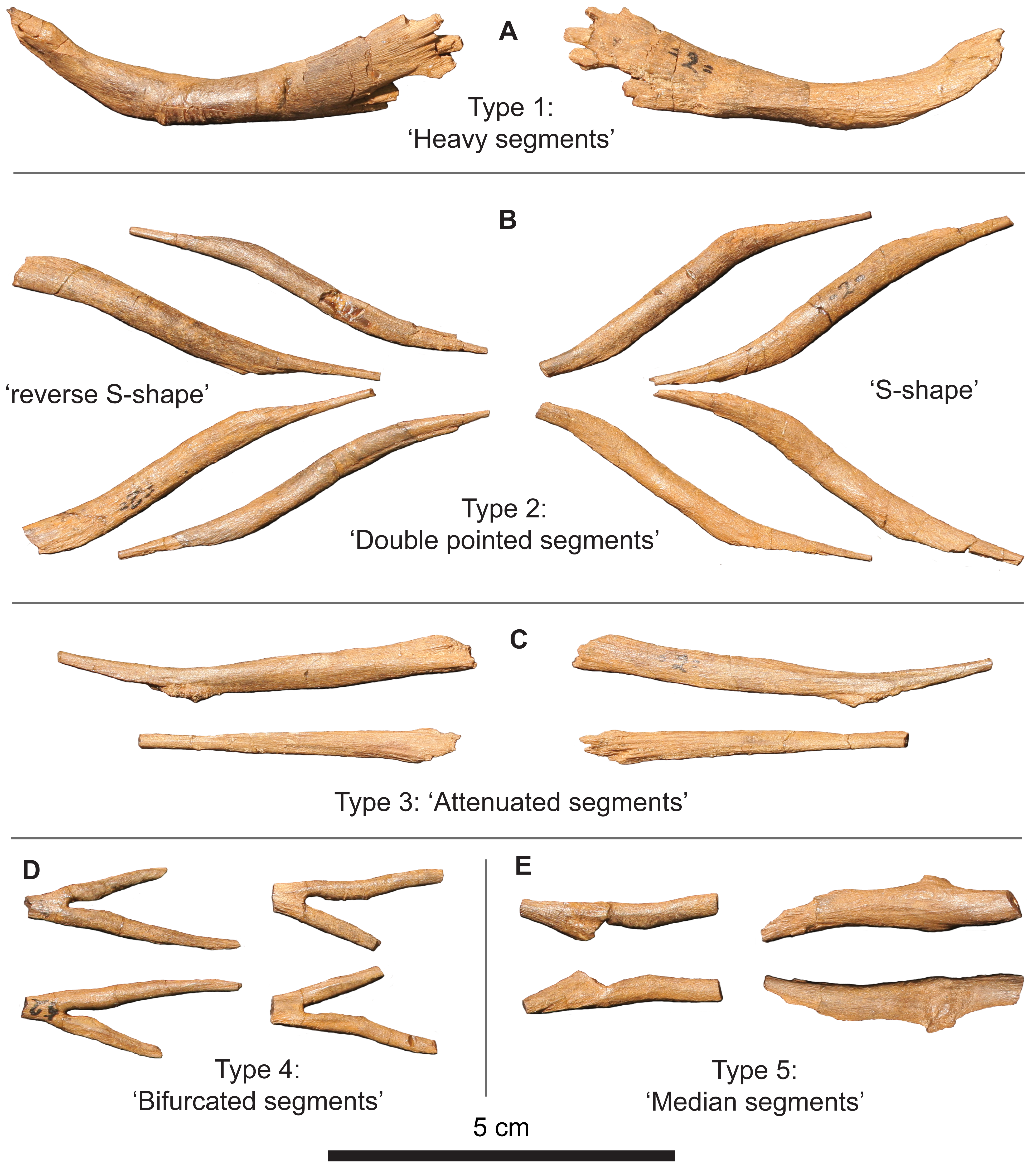
Elementen van de staartkorf van Stegoceras

Afwijkend is ook de bouw van de staart. De staartwervels zijn amfiplat en spoelvormig. De middelste staartwervels zijn korter dan de voorste of achterste en hun onderkant is diep uitgehold. De voorste gewrichtsuitsteeksels hebben holle facetten die naar boven en binnen gericht zijn; meer naar achteren in de reeks worden ze platter en draaien meer naar binnen. Bij de voorste staartwervels zijn de zijuitsteeksels extreem lang, soms gelijk aan de lengte van drie wervellichamen, en daarbij vrijwel horizontaal gericht. Kennelijk vormden ze de bovenste begrenzing van brede weke delen maar het is onbekend waar die uit bestonden: spieren of een uitbreiding van het darmkanaal. De doornuitsteeksels zijn lang en hellen licht naar achteren. Van de vijfde wervel af bevinden zich chevrons aan de onderzijde van de wervels. Van ongeveer de twaalfde wervel af begint een "beenkorf" van verbeningen. Het is niet bekend hoe ver deze zich naar achteren uitstrekte. De korf moet niet verward worden met de verbeende pezen op de staart van andere Ornithischia. Dat zijn bundels die vlak op de wervelkolom lagen en gevormd werden in de epaxiale musculatuur die direct naast de doornuitsteeksels en chevrons liep. De beenkorf daarentegen omvat de hele staart en lag duidelijk dicht onder de huid. De korf bestaat niet uit staven maar per staartzijde uit drie rijen van horizontale visgraatachtige structuren. De verbeningen hebben de vorm van een in elkaar passende reeks Vs die met de punt naar voren wijzen. De twee takken van iedere V zijn licht gegolfd zodat een accolade-achtig profiel ontstaat. De takken zijn ook overdwars afgeplat in plaats van staafvormig en hebben een aanzienlijke breedte van ongeveer één centimeter. Ze bedekken bij elkaar ongeveer de helft van de oppervlakte van de staart. De functie van deze structuur is raadselachtig. Het kan zijn dat de staart ermee verstijfd werd maar ook dat ze dienden als een pantser. Ook problematisch is de vraag wat er nu eigenlijk verbeend is. Volgens een studie uit 2012 van Caleb Marshall Brown gaat het om de myosepta van de voor de Craniata zo kenmerkende V-vormige spiersegmenten, de myotomen. Bij sommige vissen, de Teleostei, komt het voor dat de myosepta zijwaartse verbeningen tonen die dicht onder de huid liggen. Zulke structuren heten myorhabdoïden. De korf zou hieraan homoloog zijn. Wat tegen deze hypothese spreekt, is dat myorhabdoïden overigens in de Tetrapoda niet voorkomen. De enige mogelijke uitzondering zijn visgraatachtige structuren in de staart van Hypsilophodon. Opmerkelijk genoeg werd voordat de gedachte opgang deed dat de Pachycephalosauria in de Ceratopia hun nauwste verwanten hebben, vaak aangenomen dat het Euornithopoda waren die van Hypsilophodontidae afstamden, wat ook het probleem van een lange verborgen afstammingslijn oploste. De bovenste rij takken zouden verbeningen zijn in de Musculus spinalis caudae, rij twee en drie in de Musculus longissimus caudae en rij vier, vijf en zes in de Musculus ilioischiocaudalis.

##### Ledematen

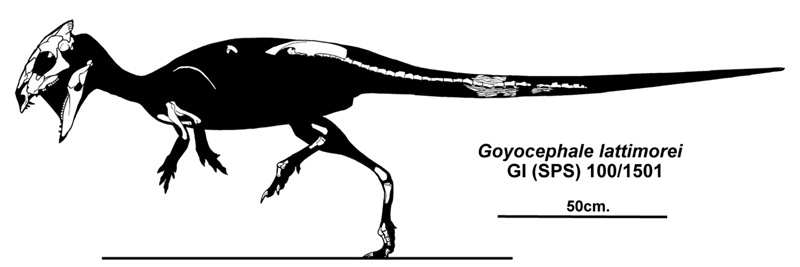
Het skelet van Goyocephale, hoewel fragmentarisch, is nog een van de beter bekende

De schoudergordel is voornamelijk bekend van Stegoceras. Het schouderblad is langwerpig maar het raakvlak onderaan met het ravenbeksbeen is sterk verbreed. Het ravenbeksbeen is relatief groot en wordt nabij de beennaad met het schouderblad doorboord door een foramen. De gepaarde borstbeenderen zijn langwerpig, overdwars smal. Hun achterste binnenrand is wat verdikt, de voorste binnenrand afgeplat en naar binnen verbreed.
De voorpoten zijn tamelijk kort. De gecombineerde lengte van de bovenarm en het spaakbeen van de onderarm bedraagt iets meer dan een kwart van de lengte van de gecombineerde lengte van het dijbeen en het scheenbeen van de achterpoot. Ondanks dat die laatste ook vrij kort was, is het dus onwaarschijnlijk dat Pachycephalosauria op vier poten konden lopen. Het opperarmbeen is gebogen en de schacht is 20° om de lengteas gewrongen. De kop van het opperarmbeen is slecht ontwikkeld. De deltopectorale kam is laag en de onderste gewrichtsknobbels zijn nauwelijks door een groeve gescheiden. Dit alles duidt op een zwakke musculatuur en bevestigt dat de arm geen rol had in de voortbeweging. De ellepijp heeft ongeveer de helft van de lengte van het opperarmbeen en heeft boven achteraan slechts een lage processus olecrani. De onderarm was dus nogal kort en niet geschikt voor een krachtige afzet. Het spaakbeen is dikker dan de ellepijp. De hand is onbekend. Vaak wordt deze afgebeeld met vijf korte vingers zoals typisch voor Cerapoda.
Hoewel het bekken zeer breed is, zijn de elementen ervan niet bijzonder robuust, zeker niet in de verticale dimensie. Het darmbeen is in zijaanzicht laag. Het heeft een licht bol bovenprofiel, een kort geleidelijk naar beneden gebogen voorblad en een langer naar beneden gebogen achterblad. Het voorblad heeft een brede naar voren verwijdende bovenrand, wijder dan het voorblad hoog is. Hoewel het achterblad veel hoger is, draagt ook dit een verbrede bovenrand waarvan het breedste punt echter een vlak naar binnen gericht groot uitsteeksel vormt ter hoogte van de vijfde of zesde sacrale wervel. Daarachter zet het blad zich voort in een taps toelopende punt met een bol buitenprofiel die uiteindelijk iets naar binnen draait. Dit alles maakt het darmbeen in bovenaanzicht golvend. Het open heupgewricht wijkt nogal af van de gebruikelijke vorm. Normaliter wordt het bij dinosauriërs gevormd door het darmbeen aan de bovenkant, het schaambeen aan de voorste onderkant en het zitbeen aan de achterste onderkant. Bij de Pachycephalosauria echter raakt een voorste tak van het zitbeen de binnenkant van het aanhangsel dat normaal voor het alleen het schaambeen bedoeld is. Het schaambeen wordt zo uit het eigenlijke heupgewricht gedrongen; het raakt echter nog wel de buitenkant van het aanhangsel. De voorste tak van het zitbeen is daarnaast ook nog verbonden met de afwijkend naar beneden stekende sacrale ribben. Die versteviging kan een compensatie geweest zijn van de verder zeer geringe hoogte van de tak; meestal wordt het heupgewricht door een aanzienlijke beenplaat ondersteund die vaak als het "hoofdlichaam" van het zitbeen wordt aangeduid. De plaat ontbreekt hier vrijwel. Ook wordt het heupgewricht niet verstevigd of overkapt door een antitrochanter, een zijdelings uitstekende verbreding van het darmbeen die de krachten erop uitgeoefend door het dijbeen opvangt. Wel is het heupgewricht als geheel bovenaan overdwars tamelijk breed, wat aansluit bij een overdwars breed aanhangsel voor het zitbeen. De vloer van het heupgewricht is iets naar buiten gericht.
Het schaambeen is verder zwak ontwikkeld. Het hoofdlichaam bestaat slechts uit een korte dunne staaf die tegen de ovenkant van de schacht van het zitbeen is aangedrukt en niet verder reikt dan de achterzijde van het heupgewricht. De processus praepubicus is langer, verticaal afgeplat bij de basis en overdwars afgeplat bij het voorste uiteinde dat iets verder reikt dan het voorblad van het darmbeen. Het uitsteeksel kromt naar voren toe licht naar boven en heeft een beperkte verbreding bij de voorste punt. De schacht van het zitbeen is tamelijk lang en slank en kromt hol naar voren. De beide zitbeenderen krommen ook geleidelijk naar elkaar toe. Het uiteinde is licht verbreed. Een processus obturatorius aan de voorzijde ontbreekt.
De achterpoten zijn stevig en tamelijk kort. Het onderbeen is maar iets langer dan het bovenbeen. Pachycephalosauria zijn dus wel renners maar niet extreem aangepast aan een rennende levenswijze. De korte achterpoten zijn vooral geschikt om een korte sprint te trekken. Het dijbeen is hol naar binnen en achteren gebogen. De dijbeenkop is lang en van voor naar achter afgeplat. Hij is schuin naar boven en voren gericht. De hals is maar weinig ingesnoerd. De kop is van de trochanter major gescheiden door een diepe groeve. Het buitenste bovendeel van het dijbeen is slecht bekend. De vierde trochanter aan de achterkant, die de retractorspieren naar de staart verankert, ligt iets boven het midden van de schacht, is matig groot en afhangend. Ook deze positie is meer geschikt voor het zetten van kracht dan een hoge maximumsnelheid. Desalniettemin moeten de dieren in staat worden geacht een veertig kilometer per uur te halen. De onderste gewrichtsknobbels, waarvan de buitenste de grootste is om de kromming van de poot te compenseren, zijn vooraan en achteraan maar door ondiepe peesgroeven gescheiden.
Het scheenbeen is wat langer dan het dijbeen en heeft een slanke schacht. De buitenste knobbel aan de onderkant steekt verder uit dan de binnenste. Het kuitbeen is zeer langwerpig. Het sprongbeen heeft een korte opgaande tak die de onderste voorkant van het scheenbeen bedekt. Goyocephale heeft twee onderste tarsalia, kleine schijfvormige enkelbeenderen als contact tussen het onderbeen en de voet.
De voet is slecht bekend. Er zijn vermoedelijk vier middenvoetsbeenderen. Zeer waarschijnlijk zijn er drie dragende tenen. De eerste teen is kort en vijfde lijkt te ontbreken. De voetklauwen zijn niet sterk gekromd en hebben vlakke onderkanten. De derde voetklauw is het grootst.

## Levenswijze

### Leefgebied
Pachycephalosauria waren planteneters. Kennelijk waren ze tamelijk succesvol; uit de vele gevonden schedeldaken valt af te leiden dat ze een fors deel van de dinosaurische fauna uitmaakten, volgens een studie uit 1978 bijvoorbeeld ruim 10% van de fauna van het Dinosaur Provincial Park uit het Campanien van Canada. Peter Dodson stelde echter dat de cijfers vertekend konden zijn door het feit dat de schedeldaken een veel grotere kans hadden gefossiliseerd te raken: als we alleen zouden afgaan op de postcraniale skeletten zouden we moeten concluderen dat pachycephalosauriërs heel zeldzaam waren. De resten in Noord-Amerika zijn gevonden in rivierafzettingen. Ook dit betekent niet noodzakelijkerwijs dat pachycephalosauriërs gespecialiseerde oeverbewoners waren: zulke afzettingen vertegenwoordigen nu eenmaal het grootste deel van de continentale lagen en Dodson nam aan dat juist de droge hoogvlakten het typische leefgebied waren en de schedeldaken van daaruit naar beneden spoelden, iets wat latere onderzoekers overigens niet zo waarschijnlijk achtten. De rivierafzettingen stellen ons wel in staat het klimaat vrij betrouwbaar te bepalen. Dat was gematigd warm tot subtropisch en kenmerkte zich door een nat seizoen. Het landschap was vrij dicht bebost.
De gevonden Aziatische Pachycephalosauria woonden ten dele in een heel ander gebied dat zich kenmerkte door zandduinen. Daartussen lagen wat meertjes en stroompjes. Het klimaat was droog, dat van een halfwoestijn. Fossielen zijn bedolven onder het zand gevonden, zoals dat van Tylocephale. Dieren die in de latere Nemegtformatie leefden, bevolkten een habitat die een nat seizoen kende, met bossen en snelle bredere rivieren. Bij overstromingen werden individuen soms in één keer door een laag modder bedolven, de reden dat van Aziatische vormen meer van het skelet ontdekt is.

### Voedsel
Het is onduidelijk wat precies het voedsel was van de Pachycephalosauria. De spitse snuit van de kleinere soorten is een aanwijzing dat hoogwaardige energierijke plantendelen selectief werden afgebeten door de hoornsnavel. Maryańska en Osmólska meenden oorspronkelijk vanwege de afgeronde randen van de beenkernen dat een snavel ontbrak en zachte lippen aanwezig waren maar later is meestal aangenomen dat een dergelijk verband niet eenduidig is. Het voedsel moest vermoedelijk ook wel van voldoende kwaliteit zijn anders kon de kleine, en dus weinig efficiënte, buikholte niet genoeg energie opleveren om een dier met een vrij hoge stofwisseling in leven te houden. Maryańska en Osmólska suggereerden in 1974 dat ook insecten gegeten werden. Het kan zijn dat de grote reuklobben van de hersenen wijzen op een goed vermogen het gewenste voedsel met de neus te ontdekken. Gregory S. Paul heeft gesuggereerd dat de eigenaardige verbreding van de staartbasis diende voor een unieke verlenging van het darmtraject waarmee meer energie uit het voedsel gehaald kon worden; daarop zou ook de achterste verbreding van de romp duiden.
De slijtage van de tanden laat zien dat er een zekere kauwbeweging plaatsvond. Dit was echter niet al te complex: een klein kaakgewricht stond geen belangrijke zijwaartse of voorwaartse beweging toe die ook door de lange voorste tanden in de onderkaak geblokkeerd zou zijn. Daarbij waren de onderkaken te zwak ontwikkeld en gespierd om echt krachtig het voedsel te vermalen; erg taaie kost kon ook al niet verwerkt worden. De slijtfacetten op de tanden en de tandgrootte verschillen licht tussen de soorten, een teken dat er verschillen waren in hun dieet. Pachycephalosaurus had een langere maar ook bredere snuit. Hij kon wellicht grotere hoeveelheden laagwaardig voedsel verwerken, wat ook past bij zijn grotere lichaamsgrootte met langer spijsverteringskanaal. Door hun beperkte lichaamsomvang zullen Pachychephalosauria voornamelijk bodemplanten gegeten hebben. Tegen het eind van het Krijt namen de bedektzadigen sterk in verbreding en soortenrijkdom toe, waaronder vele snelgroeiende en voedzame kruiden met zaden. Het kan zijn dat dit het succes van de pachycephalosauriërs in die periode verklaart.

### Functie van de schedelkoepel

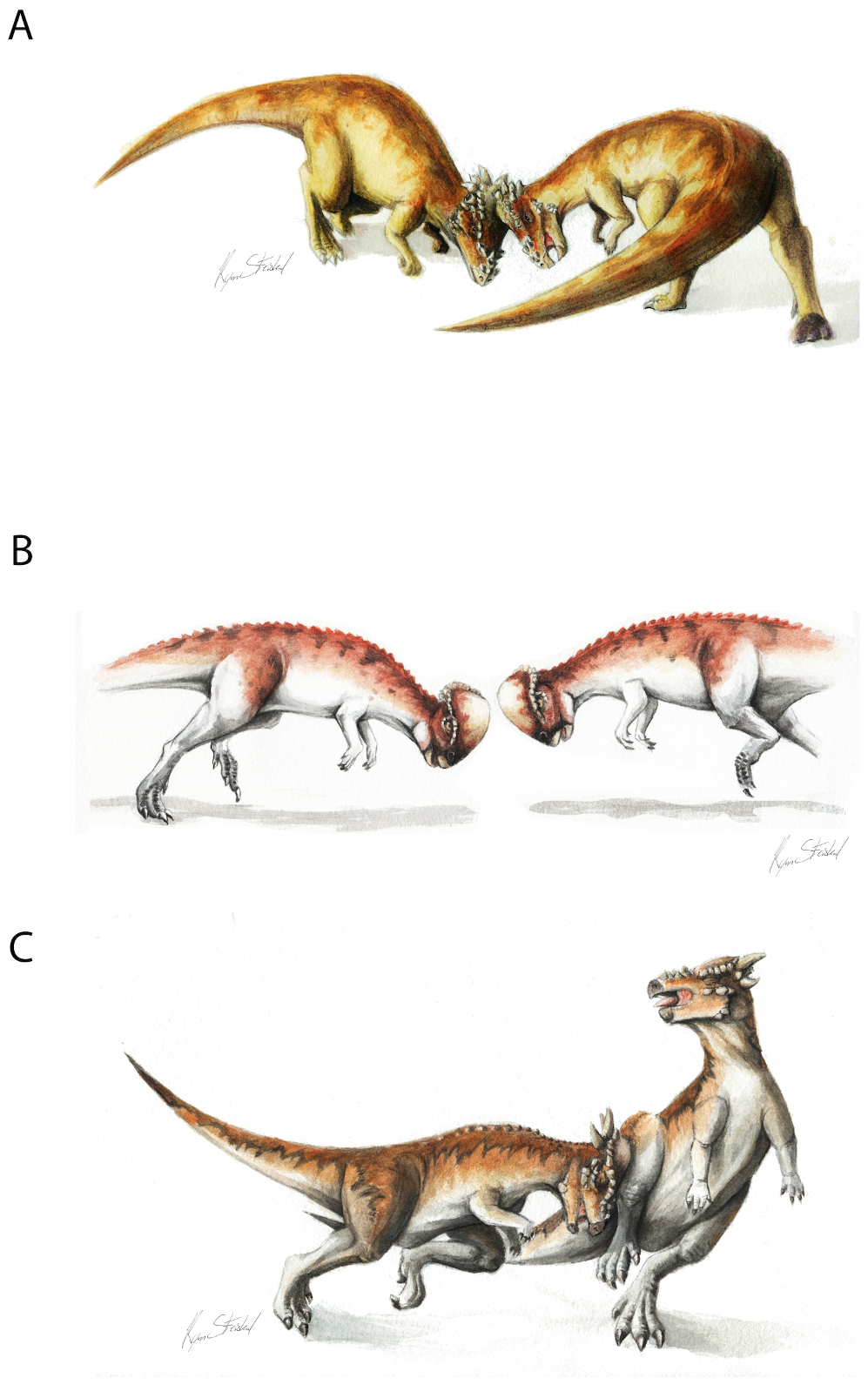
Verschillende modellen van dominantiegevechten: duwen, stoten en flankaanvallen

Het meest opvallende kenmerk van de Pachycephalosauria is het sterk verdikte schedeldak waarnaar ze vernoemd zijn. Omdat de groep als geheel eerst weinig belangstelling kreeg, werd nauwelijks nagedacht over een mogelijke verklaring voor dit fenomeen. Vaak zag men het als een gevolg van "raciale veroudering". In 1943 stelden Barnum Brown en Erich Maren Schlaikjer dat de koepel van Stegoceras een geval was van seksuele dimorfie. De mannetjes zouden echter niet gepronkt hebben met de bolling maar met de uitstekende achterrand van de schedel. Pas in 1955 opperde Edwin Harris Colbert als a very wild surmise dat de schedelkoepels een rammende functie konden hebben gehad, als verdedigingsmechanisme tegen roofsauriërs. Deze suggestie trok geen enkele aandacht. Onafhankelijk hiervan liet sciencefictionschrijver Lyon Sprague de Camp in 1956 in een van zijn verhalen tijdreizigers pachycephalosauriërs tegenkomen die op elkaar inramden in een onderling gevecht. In 1961 werd dat onafhankelijk opnieuw voorgesteld door Leo Sjiowitsj Dawitasjwili in zijn boek over seksuele selectie. In 1969 herhaalde Colbert zijn stelling dat de kop als een verdedigende ram diende.

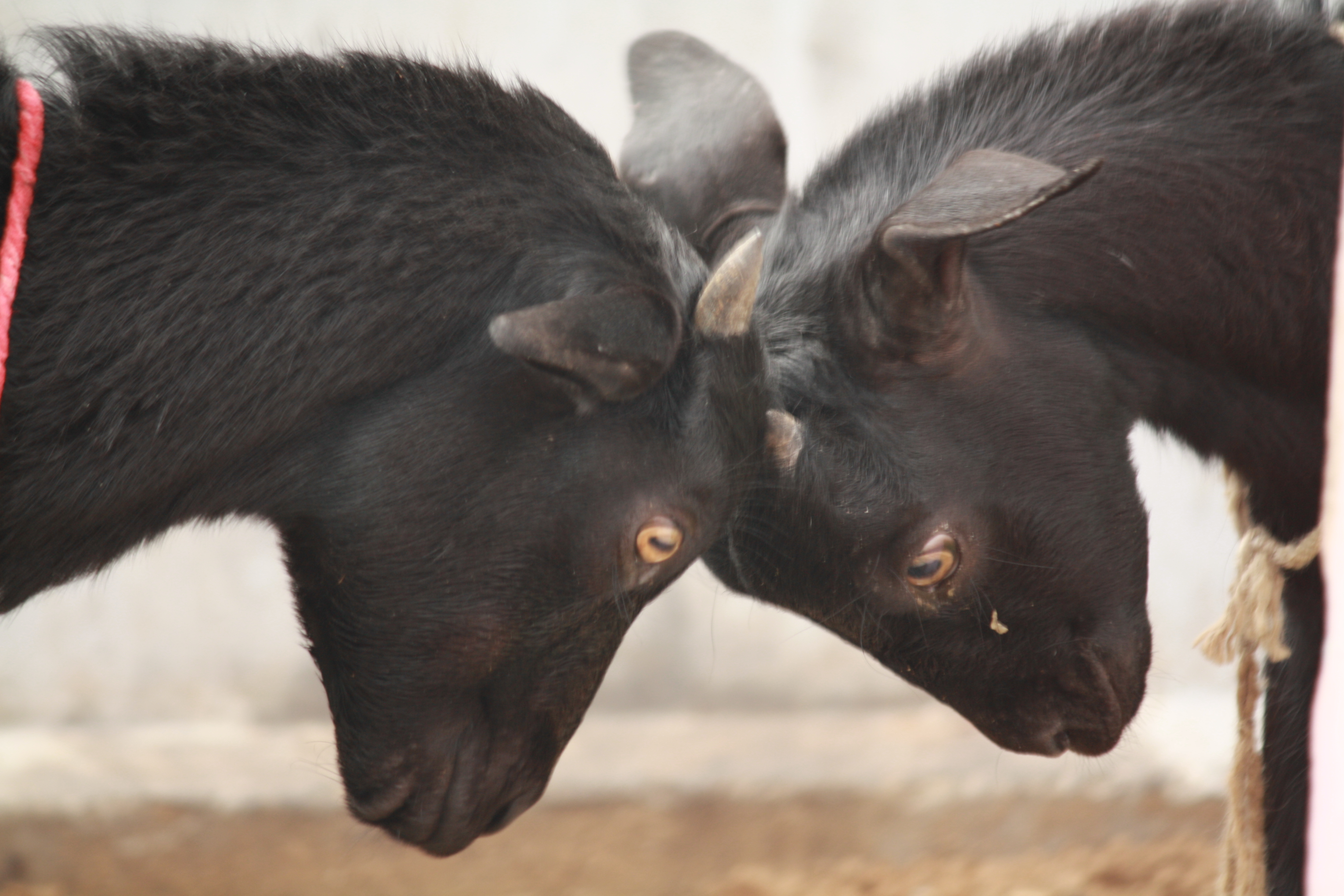
Geiten stoten met de koppen tegen elkaar en zijn vaak gebruikt als model voor de pachycephalosauriërs

In 1971 beschreef Peter Malcolm Galton het schedeldak van Yaverlandia, een fossiel gevonden op Wight. Daarbij viel hem op dat de hersenholten geheel anders waren dan bij Stegoceras. Tegenwoordig wordt begrepen dat dit vermoedelijk komt doordat het niet om een pachycephalosauriër gaat maar een theropode, doch Galton vermoedde een samenhang met de afwijkende platte kop van de Britse vorm. Hij kwam onafhankelijk van Sprague de Camp of Dawitasjwili op de gedachte dat de bolle kop van Stegoceras gebruikt werd voor gevechten tussen de mannetjes zodat de hersenholte speciaal beschermd moest worden. Dat de koepel een pronkorgaan zou zijn, leek hem onwaarschijnlijk omdat dan sponsachtig bot volstaan zou hebben. In plaats daarvan bestaat de koepel uit massief bot, bij Stegoceras ruim zeven centimeter en bij Pachycephalosaurus ruim tweeëntwintig centimeter dik. Het bot wordt ook gekenmerkt door vezelachtige kolommen die haaks op het oppervlak staan, kennelijk om een loodrechte klap op het dak op te vangen. Bij een functie als verdedigingsorgaan paste slecht dat de stekels niet midden op de koepel stonden, waar ze het meeste schade konden aanrichten, maar aan de randen als versiering. Galton wees erop dat volgens de in 1971 nieuwste inzichten de romp van tweevoetige dinosauriërs horizontaal gehouden werd. Hij meende dat de nek weer in het verlengde van de romp lag. Als de koppen met de schedeldaken verticaal gehouden werden, lag het hoogste punt van de koepel recht tegenover de achterhoofdsknobbel die dan de krachten van de botsing aan de nek kon overdragen, zonder dat de kop het gevaar liep te verschuiven. De gegroefde gewrichtsuitsteeksels van de wervels zouden de wervelkolom speciaal voor de inslag gestabiliseerd hebben. Galton zag een moderne analoog van de Pachycephalosauria in de Caprini, de groep van de schapen en geiten, in het bijzonder daaronder het dikhoornschaap. Ook die vechten door middel van kopstoten. Een duidelijke overeenkomst is het naar beneden gedraaid zijn van het achterhoofd voor een betere stabilisatie. Galton moest toegeven dat de schapen en geiten pneumatisering toepasten, de aanwezigheid van dempende luchtholten, om het brein tegen de botsingen te beschermen. Hij dacht dat dit bij pachycephalosauriërs overbodig was omdat het reptielenbrein kleiner is en niet de hele hersenholte vult.
Galtons hypothese zou klassiek worden voor de interpretatie van het schedeldak van de Pachycephalosauria en bijna alle aspecten van hun levenswijze zouden hierna vaak met dit "schaapmodel" verklaard worden. Verschillende onderzoekers hebben sindsdien echter ook geprobeerd de hypothese te weerleggen door gegevens aan te dragen die niet het model passen. In 1974 erkenden Maryańska en Osmólska dat de koepels gebruikt werden om te rammen maar dan vooral als verdedigingsmiddel, iets waaraan de niet al te snelle dieren wel een grote behoefte zouden hebben gehad. Dat ze met de koppen tegen elkaar sloegen leek ze niet zo waarschijnlijk omdat uit de vorm van de wervels duidelijk bleek dat de nek niet gestrekt kon worden. Wel onderkenden ze dat die erg stevig gebouwd was. Door de smalle snuit was een mate van binoculair zicht mogelijk zodat de stoten beter gericht konden worden. Het achteraan verbrede heupgewricht zou gediend kunnen hebben om sprongen met de achterpoten op te vangen.
In 1978 publiceerde Hans-Dieter Sues twee experimentele studies waarin de hypothese getoetst werd. Hij oefende via botsingen druk uit op een doorzichtige plastic bol en mat door er gepolariseerd licht doorheen te schijnen hoe de krachtlijnen liepen. In een vervolgstudie oefende hij druk uit op een stuk plexiglas in de vorm van een gewelfde schedel. Hij vond een radiaal patroon dat leek op de kopse botvezels bij pachycephalosauriërs die dus gebruikt konden zijn om de compressie te weerstaan. Wel bleken de krachten erg groot te zijn wat Sues op de gedachte bracht dat de dieren elkaar meer in een schampende beweging probeerden te raken. Dat zou ook verklaren waarom de koepels geen platte zone op het hoogste punt hebben.
Het radiale patroon betekende ook dat de bloedvaten zo liepen. Verschillende onderzoekers hebben sinds 1987 geopperd dat de koepel daarom gediend zou hebben als een radiator die overtollige lichaamswarmte uitstraalde om oververhitting te voorkomen. Deze alternatieve verklaring is echter nooit populair geworden omdat de dikke schedelkoepel wel een heel complexe en inefficiënte oplossing zou zijn voor een probleem dat de Pachycephalosauria gezien hun geringe lichaamsomvang wel nauwelijks bezeten zullen hebben.
In 1989 stelde de biomechanicus Robert McNeill Alexander dat gezien de vermoedelijk beperkte snelheden bij de inslag, waarbij de dieren wel niet in volle vaart op elkaar ingelopen zouden zijn, frontale botsingen geen probleem zouden moeten hebben opgeleverd. Veel energie kon geabsorbeerd worden door de spieren die naast de wervelkolom liepen. Juist dieren met een platte kop zouden beter uitgerust zijn voor een zijwaartse slag. Een schampende beweging met een bolle kop zou onvoorspelbare en dus gevaarlijke richtingsveranderingen hebben opgeleverd.

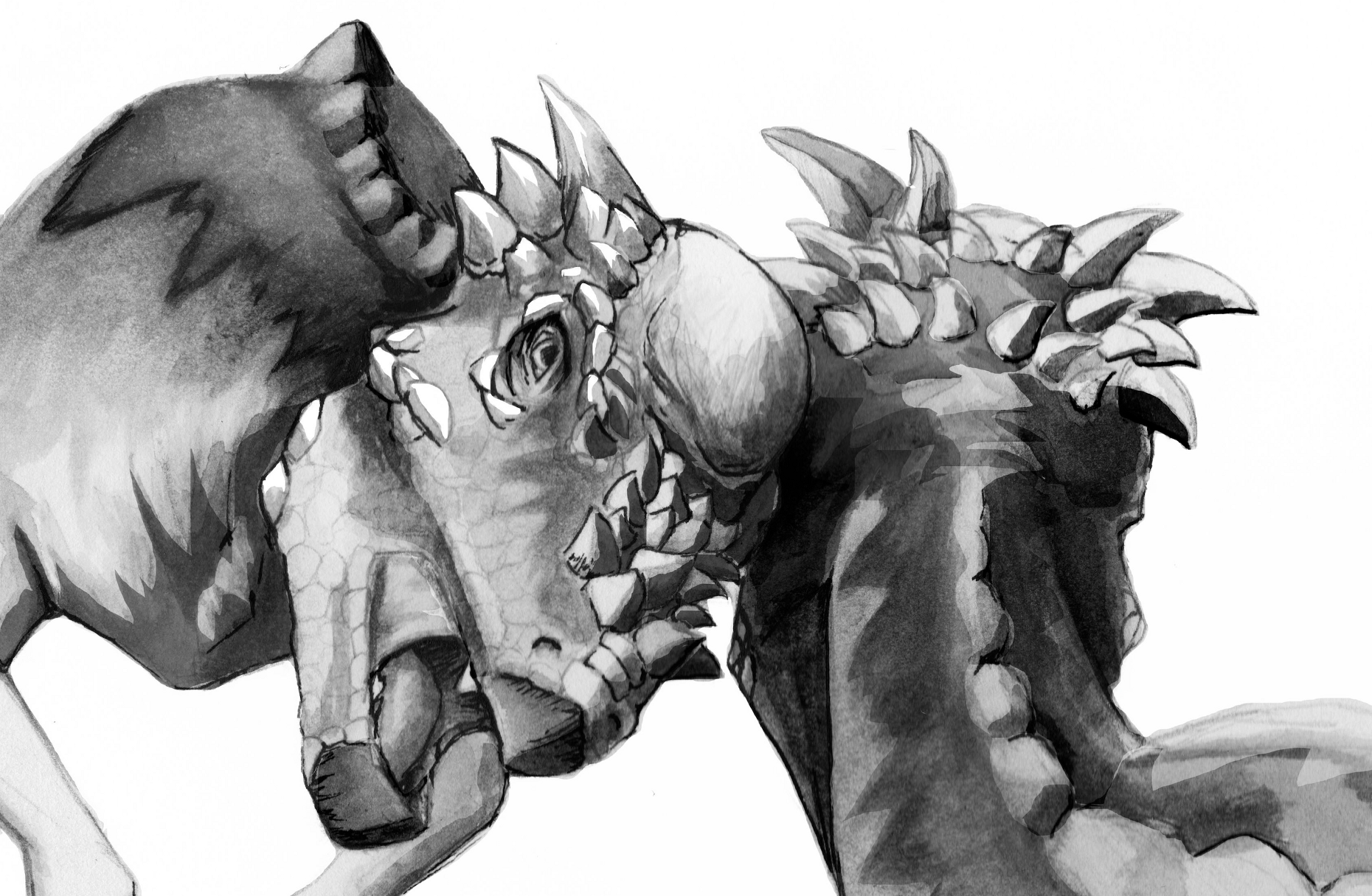
Verschillende onderzoekers hebben geopperd dat in plaats van risicovolle frontale stoten de dieren elkaar met de zijkanten van de schedel slagen uitdeelden

In 1997 meende Kenneth Carpenter dat frontale kopstoten juist veel te gevaarlijk zouden zijn geweest. Omdat de nek niet gestrekt kon worden, zou de kop bij het stoten onder het niveau van de ruggengraat moeten worden gehouden met een groot risico voor ontwrichting van de wervels. Hoefdieren compenseren dit door zware pezen maar Carpenter zag daar geen aanwijzingen voor bij pachycephalosauriërs. Daarbij zou het moeilijk geweest zijn te mikken vanwege de beenrichel boven de ogen. De dieren zouden erop uit geweest zijn hun rivalen in de flank te raken, vanuit een evenwijdige positie in een ritueel gevecht. De brede schedelkoepels waren bedoeld om de tegenstander een pijnlijke maar ongevaarlijke klap in de zij te verkopen. Carpenter legde geen verband met de versteviging van het bekken. Stekels als bij Stygimoloch waren volgens hem vermoedelijk stomp en dienden om een lokale en ondiepe pijnprikkel te veroorzaken. In 1998 gingen Mark B. Goodwin en Jack Horner een stap verder. Uit osteologisch onderzoek leidden ze af dat de koepel doortrokken was geweest van bloedvaten. Om fatale bloedingen te voorkomen zou iedere botsing vermeden moeten worden. De schedelkoepel zou daarom puur als pronkorgaan gediend hebben, zoals ook sommige schapen en geiten nauwelijks met hun hoorns vechten. Plattere versies, die een eerdere evolutiefase zouden vertegenwoordigen, zouden echter wel voor gevechten gebruikt kunnen zijn geweest. Andere onderzoekers waren minder pessimistisch over de mogelijkheid van kopstoten. In 1997 stelde Alexander dat de spiermassa van de nek zwaar genoeg moest zijn geweest om "missers" op te vangen, zowel bij een directe inslag als om een verdraaiing van de nek te voorkomen. In 1998 meldde Ralph Chapman dat computersimulaties van de botsingen aantoonden dat een schampende inslag ook bij een bolle kop onwaarschijnlijk was.
In 2004 publiceerden Goodwin en Horner de resultaten van een onderzoek waarin ze met een diamantzaag zeven schedeldaken doormidden hadden gezaagd. Daarbij bleek de koepel uit drie zones te bestaan. De onderste, "Zone I" genaamd, bestaat uit dicht bot direct boven de hersenholte. Daarboven ligt Zone II met verticale trabeculae, beenkolommen met ertussen aderholten. Grote vezels maken geen deel uit van deze structuur. De bovenste Zone III wordt gevormd door een zeer dikke compacte beenwand, soms bestaande uit verbeningen zonder celstructuur verstevigd met kleine vezels. Goodwin & Horner wezen de gedachte af dat Zone II diende om stoten op te vangen omdat bij volwassen exemplaren, die toch het sterkst vechtgedrag zouden moeten vertonen, de zone geheel massief werd. Dat zou een goede compressie belemmeren en herstel van wonden verhinderen. Ze dachten nu dat de koepels dienden voor de soortherkenning en daartoe wellicht fel gekleurd waren.

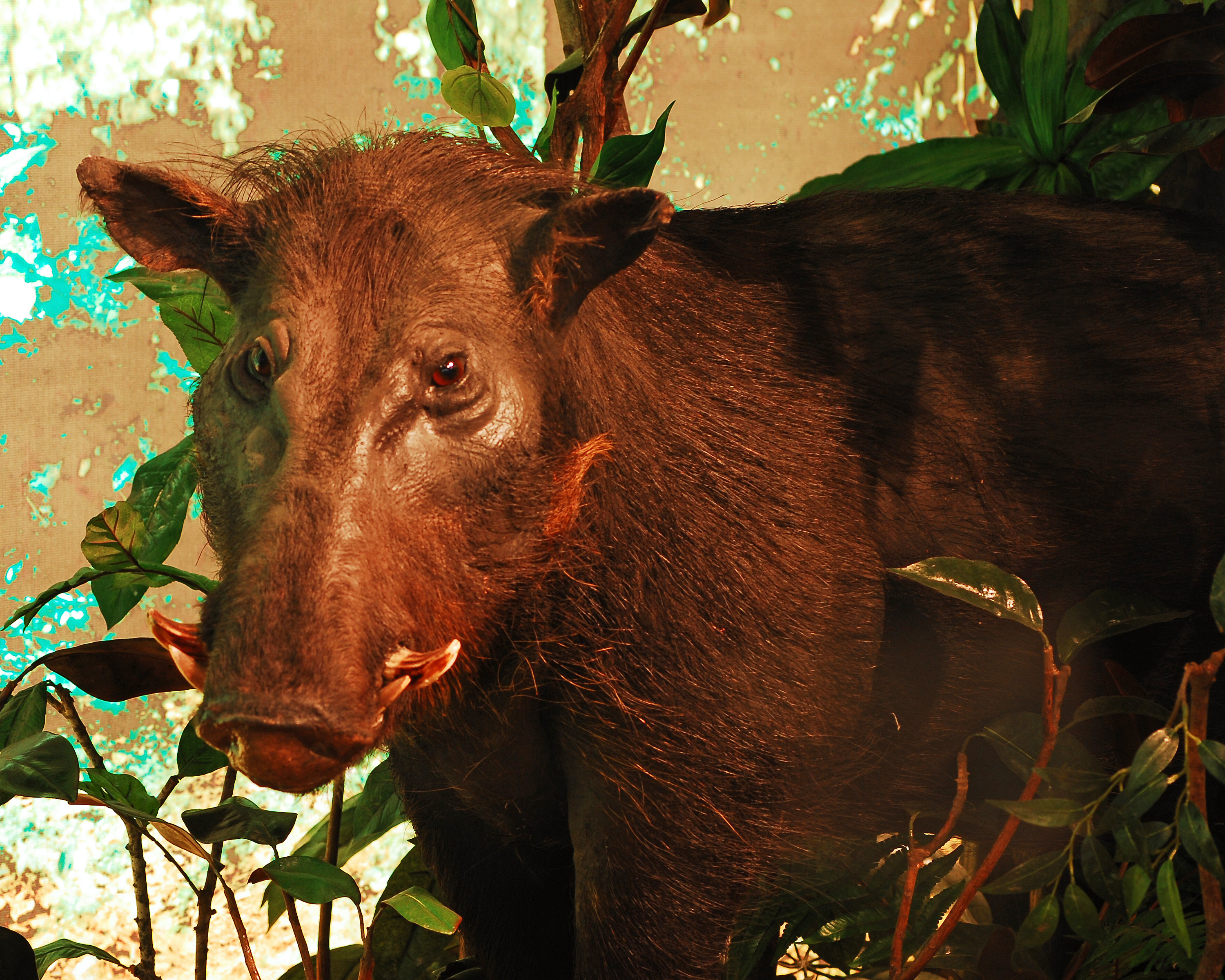
Sullivan zag het reuzenboszwijn als een goed model

In 2006 besprak Robert Michael Sullivan het probleem in het kader van de beschrijving van Dracorex. Hij wees erop dat het achterhoofd speciaal naar achteren scheen te hellen om de achterhoofdsknobbel precies onder de koepel te brengen, iets wat volgens hem ook bij een S-vormige nek de krachten beter op de wervelkolom kon overbrengen. Dat achterhoofd was daarbij extreem hoog en breed wat weer kon dienen voor de verankering van zware nekspieren, vooral de Musculus spinalis capitis die op het supraoccipitale verankerd is, veel krachtiger dan nodig was om het hoofd alleen maar te tillen. Daarbij was de atlas afgeplat om de schok van een inslag op een superieure wijze over te dragen. Het vergrote ruggenmergkanaal kon de schok ook beter opvangen. Volgens Sullivan hoefde er niet per se sprake te zijn van stoten: de dieren konden ook hun krachten gemeten hebben door elkaar te duwen, zeker bij platkoppige vormen. De bulten op de rand van het schedeldak zouden dan gediend hebben om wegglijden te voorkomen. Bij het duwen zou vooral een opwaartse kracht uitgeoefend zijn om de opponent naar achteren te werpen. Als een kop voorzien van stekels in de oksel of flank zou worden geplaatst, konden zo dodelijke wonden worden toegebracht en dezelfde methode kon dienen om roofsauriërs af te weren. Een moderne analoog zag Sullivan niet in het schaap maar in het reuzenboszwijn waarvan de mannetjes elkaar ook duwen en rammen. Deze soort heeft ook een verbreed achterhoofd. Verre van zich te beperken tot een ritueel gevecht, beuken de boszwijnen zo zwaar op elkaar in dat de schedels er soms van scheuren. Dat de koepel slechts een pronkorgaan was, achtte Sullivan onwaarschijnlijk, aangezien het een te dure investering was in calciumfosfaat, dat een planteneter moeilijk kon verwerven. Hoogstens zou bij een vorm als Pachycephalosaurus, met korte stekels, seksuele selectie een grotere rol hebben gespeeld. Dat de schedelkoepeltjes bij giraffen, ondanks hun dempende luchtholten, voornamelijk voor flankstoten worden gebruikt, is een aanwijzing dat ook pachycephalosauriërs bij voorkeur op de zijkant van de tegenstander inrenden.
In 2008 verscheen een studie van Eric Snively en Andrew Cox waarin ze het vermogen van de schedelkoepel om klappen op te vangen hadden bepaald door computersimulaties. Uitgaande van de schatting dat de dieren elkaar maximaal met een snelheid van 6,7 meter per seconde of 24 km/h zullen hebben genaderd — dit is dus de som van de snelheden van beide vechtenden afzonderlijk — werd de compressiesterkte en Von Mises-spanning van gezond bot niet overschreden, zowel bij bolle als platte schedels. De bolle schedeldaken waren daarbij ideaal gevormd om de spanning zijdelings van het inslagpunt af te leiden zodat nabij de veel diepere hersenholte nooit fatale scheuren konden optreden. Een mogelijke hoornbedekking van de schedel zou, afhankelijk van de dikte, de bescherming nog aanzienlijk hebben opgevoerd. Snively & Cox achtten het waarschijnlijk dat dieren met platte koppen, of het nu aparte soorten of jongen waren, zich beperkten tot duwen en flankaanvallen. Jongvolwassen dieren met een nog niet verdichte Zone II konden probleemloos frontale stoten uitvoeren. Als deze zone massief werd, zou de koepel meer voor intimidatie zijn gebruikt, tenzij een dikkere hoornlaag hiervoor compenseerde. Ze voorspelden dat de dikke buitenwand gezien het ontbreken van een echte celstructuur trechtervormige verwondingen zou oplopen, zoals sommige fossiele exemplaren duidelijk toonden. Hetzelfde jaar publiceerde Andrew Farke een soortgelijke simulatie van het weerstandsvermogen van de schedel van geiten, waarin hij concludeerde dat de kop sterker was met trabeculae dan alleen maar luchtholten. Tot eenzelfde resultaat kwam een onderzoek naar het dikhoornschaap.

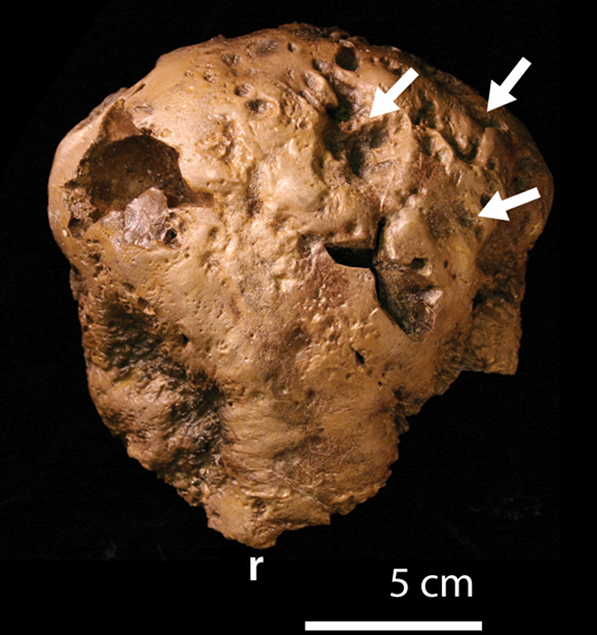
Wonden in het schedeldak van Gravitholus

In 2011 verscheen een studie van Snively waarin hij CAT-scans had uitgevoerd van schedels van Stegoceras, een muskusos, een witbuikduiker en een giraffe. De schedel van Stegoceras lijkt in algemene bouw sterk op die van moderne hoefdieren die met de kop tegen elkaar stoten: ook die hebben een welving, een dempende laag en sterke nekspieren. Een uniek kenmerk van Stegoceras is de enorme dichtheid van de dikke buitenwand. Hoewel Snively de sterkte van bot nu een derde lager inschatte, kwam hij tot de conclusie dat de koepel van Stegoceras vijf- tot tienmaal sterker was dan nodig om de stoten op te vangen. Een breuk van de koepel als geheel of scheuren bij de hersenholte waren vrijwel uit te sluiten. De kopse aderen in de koepel zorgden voor demping en voedden vermoedelijk een dikke beschermende hoornbedekking. Een breed hoornkussen zou de krachten aanzienlijk gespreid hebben. Desalniettemin achtte hij het waarschijnlijk dat oude individuen met massiever bot het gevecht meden.

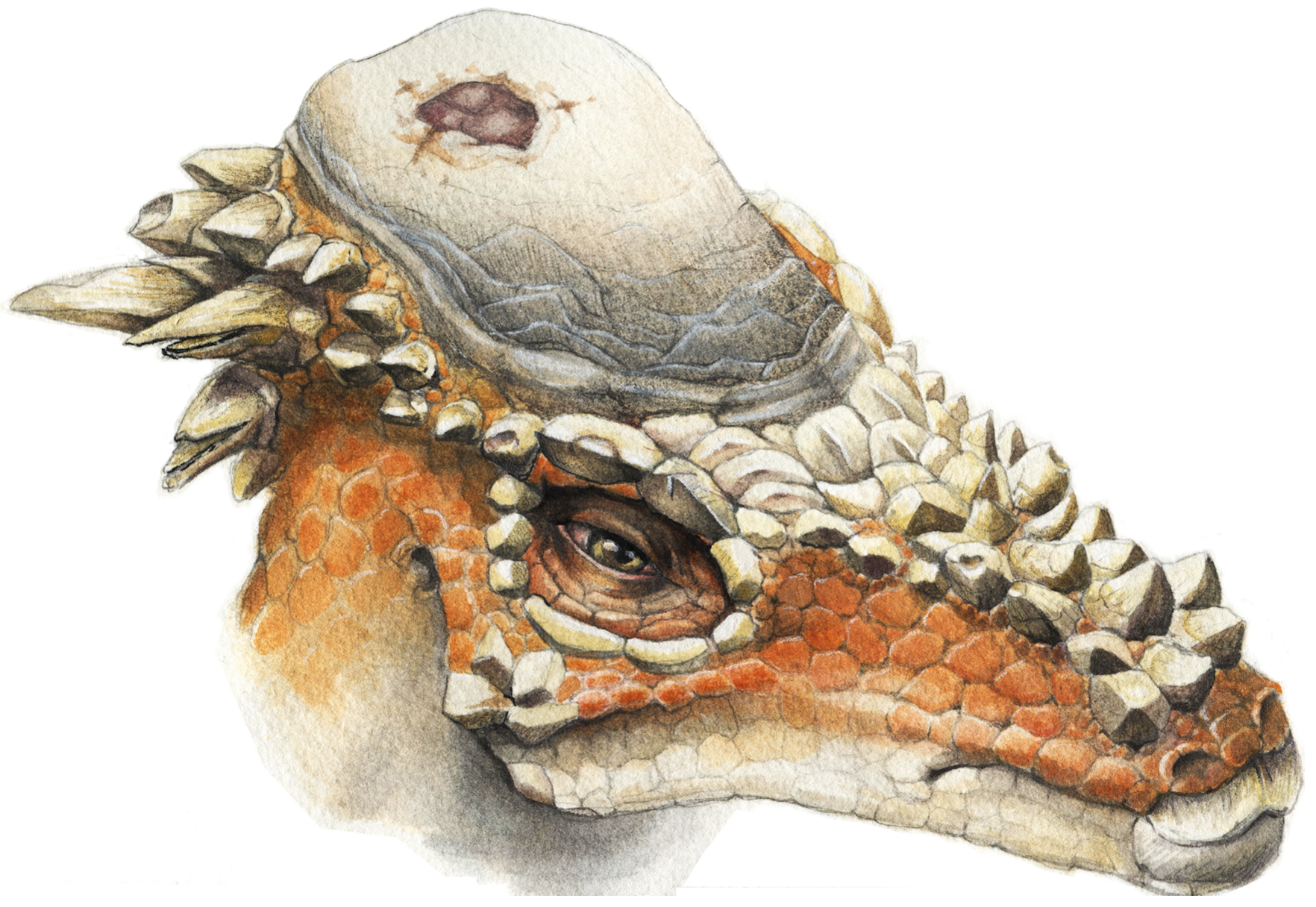
Bij het stoten liep het dier soms flinke wonden op

In 2013 werd een onderzoek gepubliceerd door Joseph Peterson naar de ernst en aard van mogelijke verwondingen van de schedelkoepel. De studie begon met te stellen dat een functie in de soortherkenning onwaarschijnlijk is omdat de koepels tussen de soorten nauwelijks in vorm verschilden, heel anders dan de hoorns en geweien bij huidige hoefdieren. Een moderne analoog werd gezien in de kafferbuffel. Als er veel verwondingen waren, zou dat volgens Peterson een sterke aanwijzing zijn voor frontaal stoten daar flankaanvallen wel nauwelijks beschadigingen zouden opleveren. Honderdnegen schedelkoepels werden via CAT-scans op laesies gecontroleerd en daarvan bleken er vierentwintig een wond te hebben. Bij vormen met meer platte koepels, zoals Homalocephale, Goyocephale, Dracorex en Stygimoloch, werd geen enkele pathologische beschadiging aangetroffen. Dat werd gezien als een indicatie dat alleen de zeer bolle koepels standaard voor het frontaal kopstoten werden ingezet. De betrouwbaarheid van dit resultaat werd echter verminderd door het gegeven dat onder de platkoppige soorten alleen van Stygimoloch meer dan één schedel bekend is. De frequentie van de beschadigingen lag veel hoger dan bij de schedels of andere kwetsbare lichaamsdelen van andere dinosauriërgroepen, zelfs als die zich specialiseerden in vechtgedrag, zoals de Stegosauria en Ceratopia. Veel wonden waren ernstig ontstoken geraakt. Kennelijk waren bij het vechten de evolutionaire voordelen in het vinden van een partner, of het verdedigen van een territorium, groter dan de kosten in de vorm van ziekte en het risico op overlijden. De buitenste schil van de koepel bestaat uit gelaagd fibrolamellair bot met weinig caniculi dat optimaal is om verwondingen snel te helen. De wonden concentreerden zich op het hoogste punt van de koepel. Bij soorten die alleen een bolle koepel op de voorkant van de schedel hebben, zijn er echter meer wonden op de achterzijde van de welving, een teken dat die naast stoten ook duwen als gevechtsmethode inzetten. Peterson probeerde behalve kopwonden ook wonden van het postcraniaal skelet te vinden maar slaagde daar niet in, vermoedelijk omdat bij pachycephalosauriërs überhaupt weinig postcrania zijn opgegraven. Hij onderzocht echter ook de rompen van hoefdieren die zich in kopstoten specialiseren en vond daar nog meer beschadigingen dan bij de kop zelf, waarom hij voorspelde dat ook pachycephalosauriërs vaak aan romp en bekken verwond raakten. Ten slotte beklemtoonde hij dat lichaamsdelen meerdere functies kunnen hebben en dat het kopstoten niet uitsluit dat de koepel ook gebruikt werd om te pronken en intimideren — integendeel: dat zou des te beter werken als de kopbewapening werkelijk effectief was.

### Voortplanting
Dat de schedelkoepels voor gevechten tussen mannetjes zouden kunnen worden ingezet, net als wellicht de lange voorste tanden, roept de vraag op of de twee seksen duidelijk te onderscheiden waren, bijvoorbeeld doordat de wijfjes de koepel niet bezaten. In 1981 probeerde Ralph Chapman het probleem op te lossen door een statistische morfometrische analyse van de vele gevonden schedeldaken van Stegoceras validum. De conclusie was dat er inderdaad sprake was van seksuele dimorfie. Dit onderzoek wordt tegenwoordig echter niet meer als betrouwbaar beschouwd daar de vondsten ten dele aan drie andere geslachten zijn toegewezen, Sphaerotholus, Colepiocephale en Hanssuesia, en de schedels afkomstig zijn uit lagen die tot vijf miljoen in ouderdom verschillen zodat men moeilijk kan spreken van een enkele populatie.